# 일본
일본국, 약칭 일본은 동아시아에 있는 섬나라이다. 네 개의 주요 섬(홋카이도, 혼슈, 시코쿠, 규슈)과 수천 개의 부속도서들이 일본 국토을 구성한다. 일본의 전체 면적은 37만 7,973km2로, 독일(35만 7,386km2)보다 조금 더 넓으며, 인구는 1억 2,380만 명(거주등록외국인 350만6천명 포함)으로 세계에서 11번째로 많다. 도쿄를 중심으로 한 수도권인 간토 지방은 세계에서 가장 큰 대도시권이며, 이 지역에만 4,354만 명(일본 전체 인구의 35%)이 거주한다.
현재 일본은 1945년 포츠담 선언에 서명한 이후 1947년에 제정하고 시행한 일본국 헌법을 따라 합법적으로 설립한 나라다. 일본국 헌법을 제정하고 일본은 입헌군주제를 채택하며  상징적 국가원수인 천황과 국민 선거로 선출하는 참의원(상원)·중의원(하원)으로 구성하는 국회가 공존한다. 현재 천황은 나루히토, 국회 집권당은 자유민주당이며 내각총리대신은 이시바 시게루이다.
경제력은 2024년 기준, 명목 GDP 세계 4위, 구매력 평가 기준 명목 GDP 세계 5위 수준이다. 1991년 소련 붕괴 이후부터 2010년 중국에 자리를 내주기 전까지 20여 년간 세계에서 두 번째로 국내 총생산이 높았으며 1993년 당시에는 룩셈부르크에 이어 1인당 명목 국내 총생산도 세계 2위를 기록하였으나, 경제 버블 붕괴 이후부터 경제는 점차 하락세이며 현재는 30위권에 머물고 있다.
일본은 선진국으로, 인간개발지수는 2024년 기준 세계 24위이다. 또한 아시아 국가 중 유일한 G7 회원국이다. 비록 일본은 헌법에 따라 군대 및 교전권을 포기하였으나, 사실상 군대가 있다. 국토 방위와 평화, 질서 유지를 위해 만든 자위대가 현대적이고 강력한 군사력을 유지한다. 유엔 및 세계 보건 기구에 따르면 일본은 영아 사망률이 세계에서 세 번째로 낮고 세계에서 가장 높은 평균 수명을 기록했다. 대졸자 초봉은 2010년 기준으로 약 235만 엔으로, 이탈리아와 비슷한 정도며 2022년 기준 OECD, NUMBEO가 조사하는 삶의 질 지수에서 아시아에서 1위이다. 세계에서 이주대상국으로 인기가 많은 나라이며 2020년에 국제 송금 서비스를 제공하는 리미틀리(remitly)가 조사한 가장 이주하고 싶은 국가 순위에서 캐나다에 이어 2위를 차지했고 US news & world report 또한 가장 살기좋은 나라로 캐나다에 이어 일본을 2위로 선정했다.

## 국호
일본 국호는 일본어 명칭으로 ‘닛폰’(일본어: にっぽん, 듣기 (도움말·정보)) 또는 ‘니혼’(일본어: にほん, 듣기 (도움말·정보))을 사용한다. 이는 일본어에서 한자(일본어: 漢字 간지[*])를 읽는 방식이 다양해 발생한 현상이다. 공식적으로 나라 이름은 한자로 동일하게 일본(日本)이라 표기한다. 보통 닛폰이 공식적인 읽기 소리로 많이 쓴다. 주로 엔화와 우표, 그 외에 많은 공공 기관 명칭이나 체육 행사 등에서 사용한다. 한편 니혼은 현대에 이르러 사용을 많이하며 일본인들은 자신을 ‘니혼진’(日本人, にほんじん)이라고 호칭하며 그들이 사용하는 언어인 일본어는 ‘니혼고’(日本語, にほんご)라고 부른다.
닛폰과 니혼 양쪽 모두 같은 한자며 ‘태양이 떠오르는 땅’이라는 뜻이다. 이러한 명칭은 중국 수나라 시대 이후부터 사용했다. 이처럼 니혼과 닛폰이라는 명칭을 사용하기 전까지 주변국은 일본을 멸시적인 의미로 왜(倭) 또는 왜국(倭國, 왜나라)이라 불렀다. 히미코 여왕이 통치하던 때에는 ‘동해희씨국’(東海姬氏國), ‘동해여국’(東海女國), ‘여자국’(女子國)이라고 호칭하기도 하였으며, ‘부상’(扶桑, 일본어: 扶桑 후소[*])이라고도 하였다. 주로 서양권에서 부르는 명칭인 ‘저팬’ 및 ‘재팬’(영어: Japan)은 중국 원나라 시대에 동아시아를 순례했던 이탈리아 탐험가 마르코 폴로가 고대 중국어의 한 갈래인 우어(吳語, 오어)로 일본을 이르는 단어, ‘지팡구’(Gipangu)로 일본을 소개하였고, 이것이 수세기 동안 여러 변형을 거쳐 현재 명칭이 되었다. 이 때문에 일본에서 자퐁 또는 야퐁(Japon)이라는 표기를 사용하기도 하였다. 우편물 발송에서 일본을 구분하는 국가기호는 JP이다.

## 역사

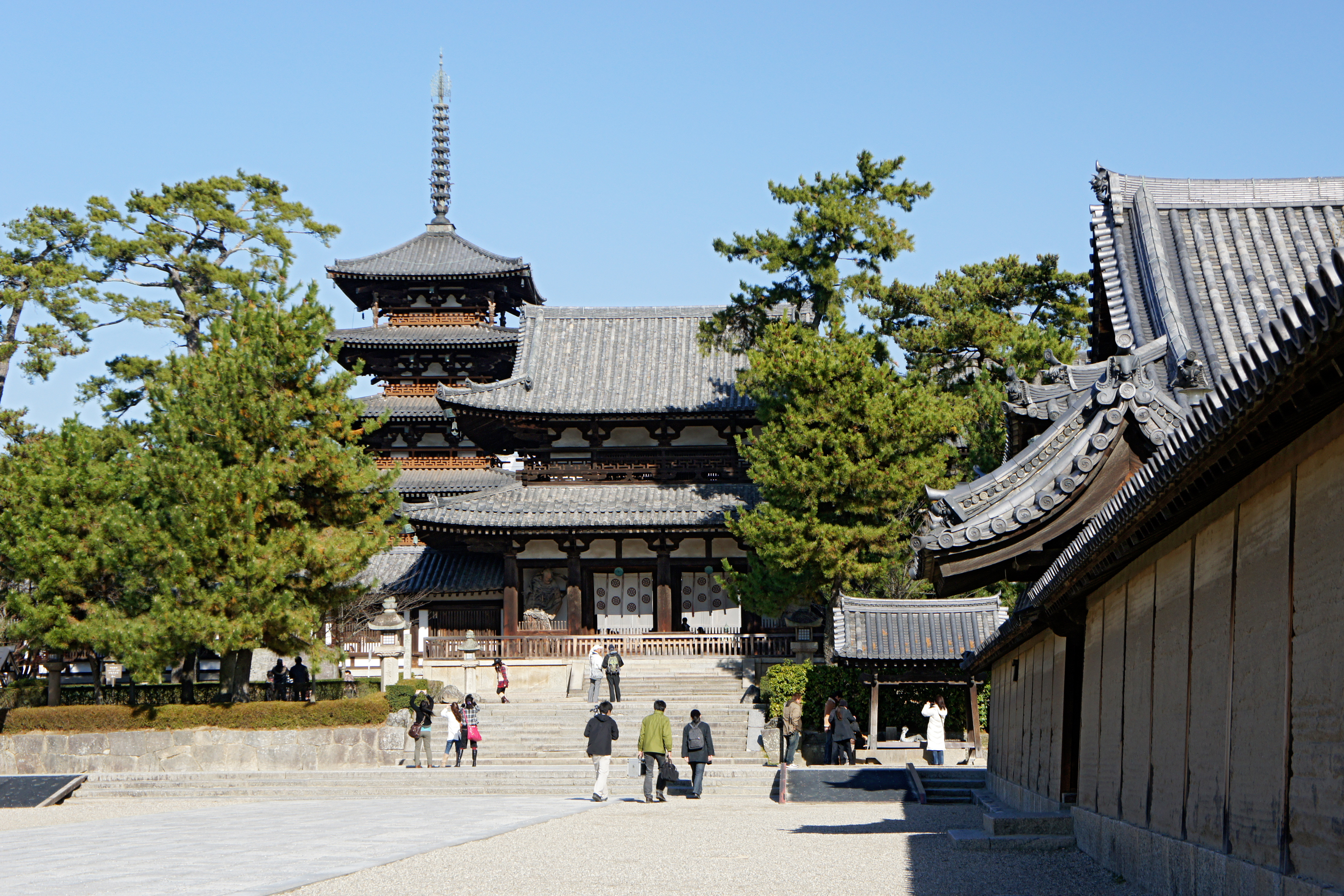
607년에 건립한 호류지는 세계에서 가장 오래된 현존하는 목조 건축물이다.

일본 역사를 흔히 일본 열도 지역 역사와 동일하다고 여기지만, 엄밀히 ‘일본’이라는 국호는 8세기 전반에 나타났다. 일본 역사와 일본 열도 역사를 명확히 구분하자는 논란도 있다.
일본 역사의 시대 구분은 고고학과 역사학 구분으로 나뉜다. 고고학에서 시대 구분은 구석기 시대(선토기 시대), 조몬 시대, 야요이 시대, 고훈 시대, 그리고 역사 시대로 일반적으로 나눈다. 한편, 역사학 상에서 시대 구분은 일반적으로 고대(아스카 시대 및 그 이전 ~ 헤이안 시대), 중세(가마쿠라 시대, 무로마치 시대, 센고쿠 시대), 근세(아즈치모모야마 시대, 에도 시대), 근현대(메이지 시대·다이쇼 시대·쇼와 시대, 헤이세이 시대)이다.
일본 열도 지역 인류사 시작은 약 10만 년 전에서 약 3만 년 전 사이이다. 당시 일본 열도는 아시아 대륙과 이어진 지역이었다. 당연히 시베리아나 화베이 일대 몽골 인종과 문화 교류를 했다. 유라시아 대륙과 이어져 인류가 진입했던 일본 열도:17는 최후 간빙기를 거치면서 약 1만 2천 년 전에 대한해협(현해탄)과 쓰가루 해협이 생기면서 유라시아 대륙에서 완전히 나뉘었다.:17 그 후에도 일본 열도와 대륙 간의 활발한 교류는 끊어지지 않았다. 문화적으로 일본 열도는 중국을 중심으로 하는 동아시아 문화권에 편입한다. 한편 동북아시아 지역에서 섬나라이며 최동단인 지리적 요인으로 다소 동아시아 문화와 이질적인 자생적 문화도 있다.
기원전 8세기 경 이후 대륙으로부터 벼농사를 중심으로 한 문화 양식이 전해지면서 각지에 ‘무라’, ‘구니’와 같은 정치 조직이 천천히 형성되어 1~2세기 전후에는 각 구니의 연합체로서 왜국이라는 대규모 정치 조직이 출현했다. 이 연합 정치 조직은 3세기에서 4세기 사이에 야마토 왕권으로 발전했다. 그러다 663년 백제 부흥 운동에서 백제를 도왔다가 신라와 당나라에 패배하고 백제의 지배 계층이 대량 유입되어 7세기 후반 한자 문화권에 본격적으로 흡수되어 중국식 법체계, 사회 제도를 급속도로 받아들여 8세기 초 고대 율령 국가 체제가 완성되기에 이르렀다. 이 시기 일본은 중국, 한반도 등과 교류하며 많은 문화를 받아들였고, 이를 바탕으로 10세기에서 11세기 사이에 장원을 중심으로 한 봉건 체제를 바탕으로 귀족 문화를 형성하였으며 귀족들의 세력 투쟁 사이에서 발달한 사무라이 계층은 13세기 이후 가마쿠라 막부를 세워 정치적 주도권을 잡았다. 한편으로는 무로마치 시대에서 센고쿠 시대까지 무로마치 막부가 명나라에 조공을 행하였으며 쇼군 가문인 아시카가 씨가 명나라 황제로부터 일본국왕으로 책봉받기도 하였다.

도쿠가와 이에야스는 도요토미 히데요시가 죽은 이후 정권을 둘러싸고 벌어진 세키가하라 전투에서 이시다 미쓰나리를 누르고 에도 막부를 건설하게 되었다.

15세기 ~ 16세기에는 15세기 후반에 등장한 센고쿠 다이묘 세력에 의한 지방 자치 체제의 형성이 급속도로 진전되었다가 16세기 후반에 도요토미 히데요시 등의 주도 하에 통일 정권을 수립하기에 이루러 근세로 이행하였다. 또 이 시기에 홋카이도와 지시마(쿠릴), 가라후토(사할린)의 에조치를 점령함으로써 국가로서의 일본의 영토 범위 또한 넓어지게 되었다. 도요토미 히데요시 정권의 뒤를 이은 근세의 에도 막부는 바쿠한(幕藩) 체제 밑에 사농공상(士農工商)의 신분을 고정하고, 기독교 금지를 구실로 쇄국(鎖國)을 행하고, 후에는 유교적 교화(敎化)도 이용하면서 전국 지배를 강화했다. 평화의 지속은 교통·상공업의 발전과 시정인(市井人)의 대두, 화폐 경제의 성립, 다수의 도시 출현을 촉진시켰고, 에도와 오사카를 중심으로 겐로쿠 문화(元祿文化), 화정기(化政期)의 문화를 번성케 했다. 그리고 이를 바탕으로 5대 쇼군 도쿠가와 이에쓰나 대에 에도 막부는 겐로쿠 호황이라고 부르는 최대의 전성기를 맞이했다.:225 그러나, 겐로쿠와 쇼토쿠 시대의 짧은 호황을 지나면서 견고했던 막부 체제는 점차 모순을 드러냈고:244 19세기 중엽 서양 제국주의 국가들의 침략과 교류 과정을 거치면서 에도 막부는 붕괴, 근대로 이행하게 된다.

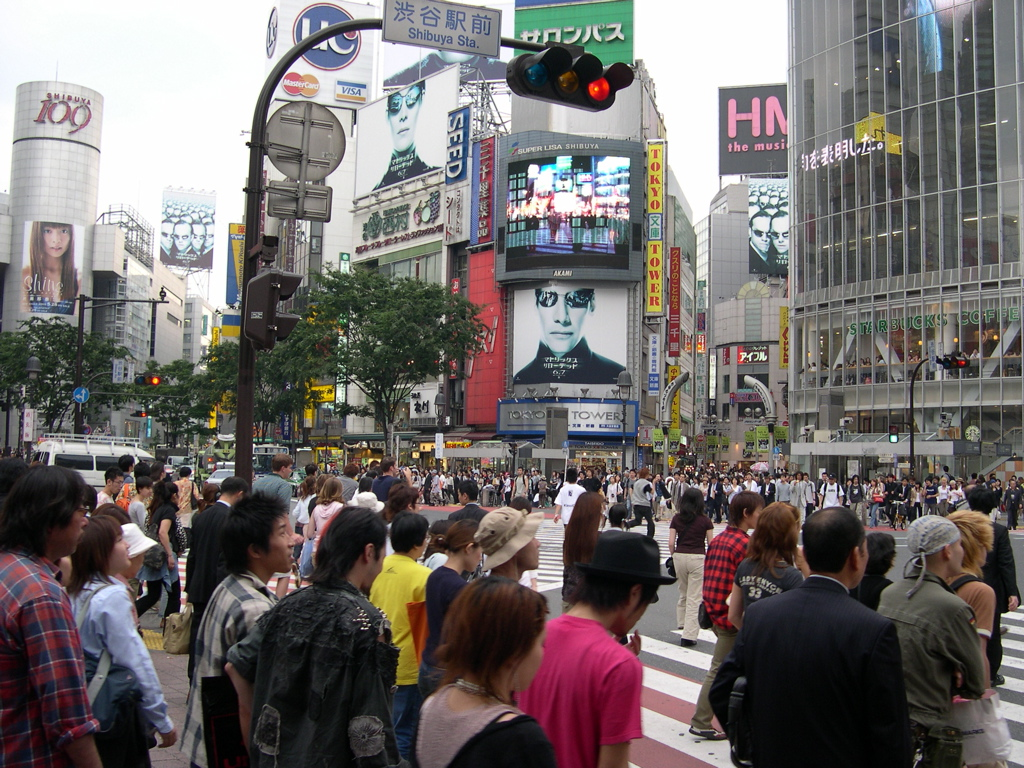
전후 일본은 고도 경제 발전을 경험하며 경제 대국으로 발전하였다. 사진은 도쿄의 번화가인 시부야의 모습.

에도 막부의 붕괴 이후 메이지 유신을 맞이한 일본은 근대 국가의 건설을 빠르게 추진하였다. 이와 함께 인접국들과의 국경 확정을 행하여 가라후토 지역을 러시아 제국에 양도하는 대신 지시마 열도(쿠릴 열도) 전역을 일본령으로 하였고, 난세이 제도와 류큐국은 류큐 처분을 통해 실효적인 지배력을 확보하여 지금의 일본 영토 범위가 거의 확정되었다. 한편으로는 자유 민권 운동이 이루어져 1885년 내각 제도가 성립하고, 1889년에는 일본 제국 헌법을 제정하여 이듬해인 1890년 중의원 총선거를 실시해 제국의회를 설치함으로써 명목 상의 입헌 국가가 되었다. 이와 함께 20세기 초반까지 제국주의적인 국제 정세 속에서, 청일 전쟁과 러일 전쟁을 통해 조선(대한제국), 타이완, 미나미카라후토(사할린섬 남부)를 강제 합병하고 상하이 등 중국의 주요 도시에 조차지를 설치하는 등 주변국 침략에 뛰어들었다. 메이지 시대 이후부터 일본에서는 다이쇼 데모크라시를 통해 정당 정치와 보통 선거가 실현되기도 하였으나 1930년대 군부의 정치적 대두와 함께 무리한 주변국 침략을 감행하면서 주변국의 저항과 미국 등 기존 열강과의 충돌을 통해 일어난 태평양 전쟁에서 패배하게 되었다.
태평양 전쟁의 패배로 인해 주권을 상실한 일본은 연합군의 지배 하에서 청일 전쟁 이후에 조약으로 획득하였거나 강제 병합, 불법으로 획득한 대부분의 영토에 대한 권한을 주변국에 돌려주었다. 또, 국가 제도의 개혁이 이루어져 현재의 일본국 헌법 제정이 이루어졌으며 1952년의 샌프란시스코 강화조약을 통해 주권을 회복하였으며 1972년까지 아마미 제도, 오키나와현의 영토권을 미국으로부터 반환받았다. 한편, 1970년대에 이룬 경제의 고도 성장은 1980년대에 이르러 ‘버블 경제’라고 부를 정도로 일본 경제를 크게 번성시켰다. 그러나 과도한 주가의 증가와 부동산 매입으로 인해 1990년부터 부동산과 주식 가격의 폭락이 진행되어 많은 기업과 은행이 도산하면서 10년 이상 0%의 성장률을 기록하는 불황 상태에 빠졌다. 그로 인하여 지지를 상실한 자유민주당은 한 때 10개월 정도 정권을 상실하기도 하였다가 진보 정당과의 연정을 거쳐 계속 55년 체제의 집권 골격을 유지해 왔다. 그러나 2009년 8월 30일에 치러진 제45회 중의원 총선거에서 민주당이 자유민주당에 압승을 거둬 전후 최초로 완전한 정권 교체 가 이루어져 2009년 9월 16일에 하토야마 유키오 내각이 성립하였다. 그러나 경제난과 2011년에 발생한 도호쿠 지방 태평양 해역 지진 등으로 신임을 잃은 민주당 정권은 2012년 중의원 의원 선거에서 자유민주당에게 다시 여당 자리를 빼앗겼고, 2012년 12월 26일부터 자유민주당의 아베 신조를 중심으로 한 내각이 출범했다. 현재는 이시바 시게루가 일본의 총리에 선출되어 자유민주당이 오랫동안 여당을 유지하고 있다.

## 정치

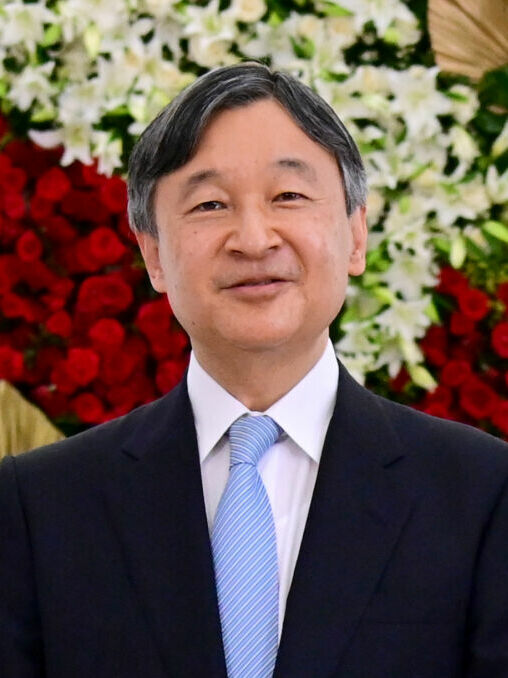
제126대 천황 나루히토

일본의 정치 체제는 군주인 천황과 헌법이 양립하는 입헌군주제를 채택하고 있다. 현행 일본국 헌법에서 천황은 "일본국의 상징이며 그 지위는 일본 국민들의 총의(總意)에 바탕을 둔다"라고 규정되어 있고:62헌법이 정하는 국사(國事)에 관한 행위만을 내각의 조언과 승인, 책임에 따라 할 수 있도록 되어 있다.:62 그에 따라 내각총리대신과 내각의 임원들을 임명하거나 그 신임장에 인증하는 것, 최고재판소 장관을 임명하는 것, 국회를 소집하고 헌법 개정과 법률 및 정령, 조약을 공포하는 것 등으로 천황이 국사에 관여하는 것은 크게 한정되어 있다.:63 :531 하지만 천황은 외교의례 상에서 일본의 국가원수로 대우받고 있다. :63 현재 일본의 천황은 나루히토이며 2019년 즉위한 이후 현재에 이르고 있다. 천황 스스로 백제의 왕손이라고 한 것은 큰 이슈가 된 적이 있다.
입법 기관인 국회는 헌법에서 명시된 국권의 최고 기관:531이자 나라의 유일한 입법 기관으로써 영국식 의원 내각제를 채용했기 때문에 수상의 지명권, 중의원의 내각 신임과 불신임의 의결권을 가진다.:531 국회는 양원제로 중의원 및 참의원으로 구성되어 있는데 양원은 전 국민의 대표로 선출된 의원으로 조직되어 있다.:65 국회는 1955년 이후 1993년부터 1996년까지의 연정 기간을 제외하고 자유민주당이 계속해서 여당의 자리에 있었으나 2009년 9월 15일 민주당의 하토야마 유키오 내각이 시작되면서 최초의 정권 교체가 이루어졌다. 2012년 12월 16일에 실시된 중의원 의원 총선거에서 자유민주당이 다수의 의석을 차지하여 여당의 자리를 탈환하였다.

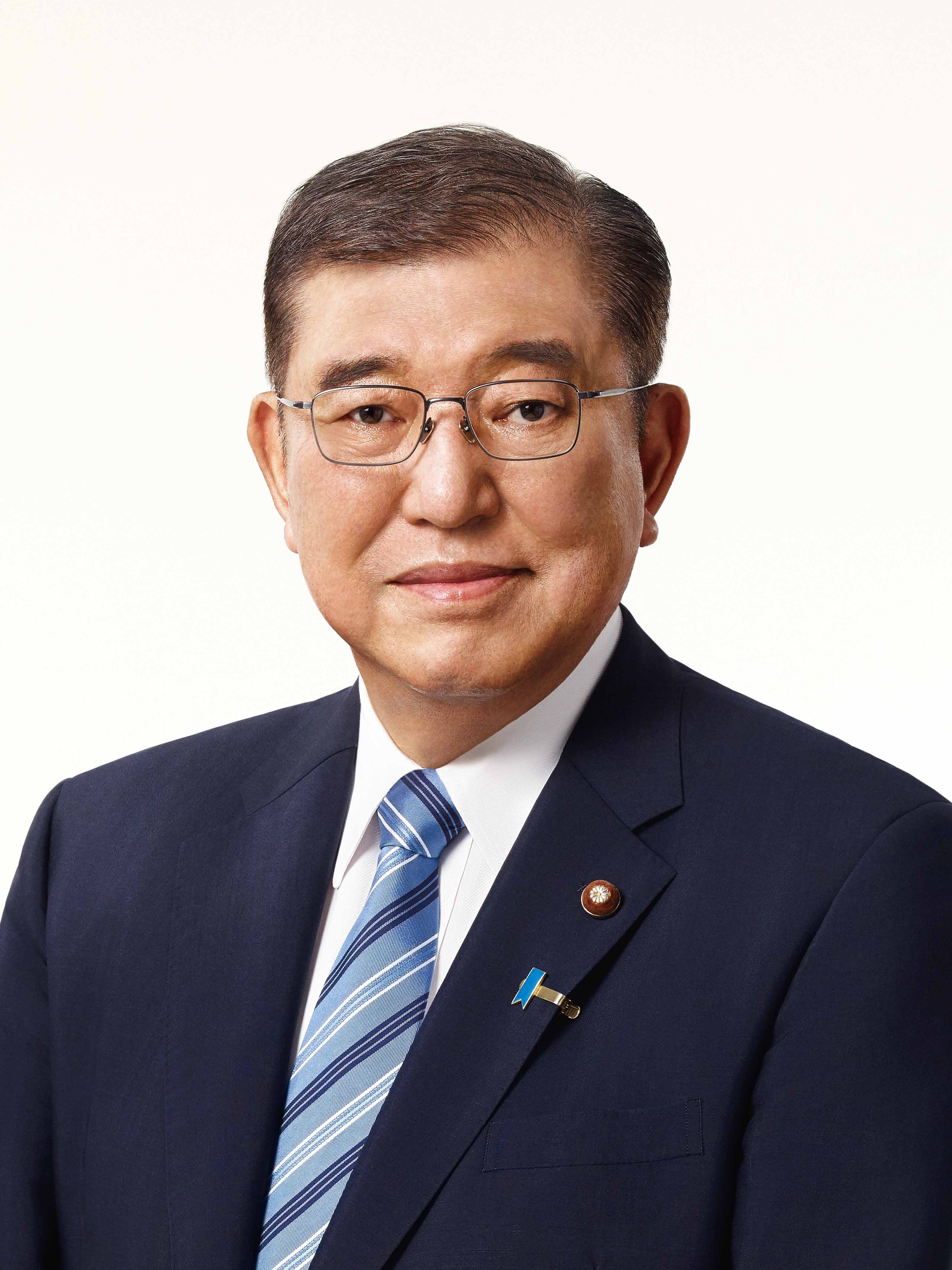
이시바 시게루 현임 내각총리대신

행정권은 내각총리대신을 장으로 하는 내각에 속하며 내각은 행정권의 행사와 아울러 국회에 책임을 진다. 내각은 내각총리대신과 이하 내각총리대신이 임명권을 가지는 국무대신으로 조직되어 행정권의 행사에 대하여 공동 책임을 진다.:531 내각은 행정 사무 이외에 법률 집행, 외교 관계의 처리, 조약 체결, 예산 작성, 정령(政令) 지정을 비롯한 하급 입법 등의 업무를 수행하며:531, 그러한 수행 상의 부담을 나누기 위해 국무대신들을 책임자로 하는 12성(省)을 갖추고 있다.:531
일본의 사법 기관으로는 재판소가 있다. 최고재판소와 하급재판소(고등재판소, 지방재판소, 가정재판소, 간이재판소)로 구성되어 있으며 모든 재판관은 자신의 양심에 따라 독립된 직권을 행사함에서 헌법과 이하 법률의 구속을 받는다.:65~66 최고재판소의 법관은 내각의 지명을 받아 천황이 임명한다. 일본이 베트남과 협력하여 베트남의 법제를 정비하고 법률가 양성시스템을 선진국형으로 구축하여 지원한 사업은 현재까지 대단히 성공적인 것으로 평가된다.

### 정당과 선거
국회의원, 도도부현 및 시정촌의 각 수장과 의회의원은 직접 선거로 선출되며 만 20세 이상의 남녀 전원에게 선거권을 주는 보통 선거제를 채택하고 있다. 피선거권은 참의원 의원 및 도도부현 지사는 만 30세, 그 외에는 만 25세 이상인 사람에게 주어진다. 보통 양원 의원과 도도부현 지사 및 의회 의원들은 특정한 정당의 당원 또는 그 정당의 추천을 받은 사람들이지만 시정촌의 수장과 의회의원들은 무소속이거나 지역 소규모 정당 소속인 경우가 많다.:68
한편 일본의 주요 정당은 오랫동안 보수와 진보 진영으로 나뉘어 있었다.:68 보수 진영의 대표적인 정당은 55년 체제 이후 2009년까지, 2012년부터 총리대신을 배출한 자유민주당과 현재 연립내각을 함께 구성 중인 공명당이고, 진보 진영의 대표적인 정당은 입헌민주당, 국민민주당, 사회민주당, 일본공산당이다.:68

### 외교

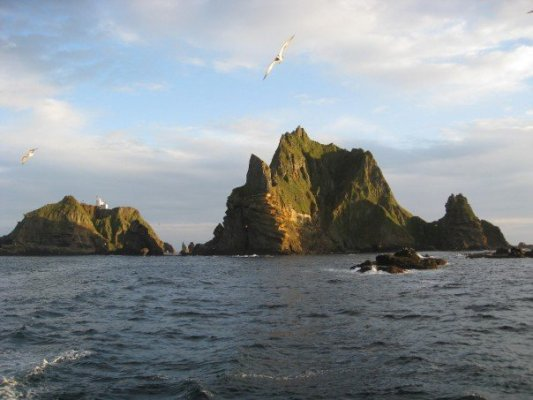
대한민국이 실효 지배하고 있는 독도는 일본이 영유권을 주장하고 있는 곳이다.

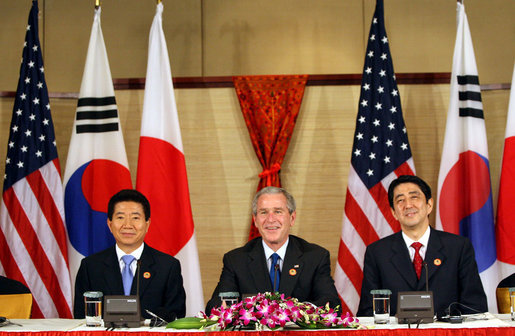
2006년 APEC 정상 회의에서 만난 한미일 삼국 정상 (왼쪽에서부터 노무현 대한민국 대통령, 조지 W. 부시 미국 대통령, 아베 신조 일본 내각총리대신)

태평양 전쟁 이후 일본의 대외 관계는 샌프란시스코 강화 조약(1951년) 및 각국과의 배상·보상조약을 거쳐 재구축된 것이다. 외교정책은 미국과의 동맹을 기축으로 하여 서방 각 국가들과 긴밀한 제휴를 해 가면서 반공주의, 경제중심주의 외교라는 특징을 가지고:531 유엔을 지원함으로써 평화로운 안정과 번영을 이룩하는 것을 목적으로 하고 있다. 패전 이후, 1951년까지 주권을 상실하여 외교 자주권을 갖지 못하여 점령 기간 동안 점령국인 미국의 정책을 구현하는 선에서 대외 정책이 실시되어 왔다.:531 그 후 1951년의 샌프란시스코 강화 회의에서 소비에트 연방 등 공산주의 국가들의 조인 거부가 이루어진 가운데 미일 강화조약과 안보조약이 체결되고, 중화민국과 중일조약이 조인되어 이들과의 관계를 회복함과 동시에 외교권을 회복하게 된다.:531 1955년에는 GATT에 가맹한 것을 시작으로 민주주의 경제 정책을 취하는 선진 공업 국가들 중에서 점차 중요한 대외 입지를 차지하게 되었다. 1956년에는 소비에트 연방과 국교를 회복함과 동시에 유엔에 가입함으로써 국제 사회에 복귀하게 되고:532 거의 모든 독립국과 국교를 맺고 외교를 행하고 있다. 다음 해인 1957년에 기시 노부스케 내각은 유엔 중심주의, 자유주의 국가들과의 협조, 아시아의 일원으로서의 입장 견지라는 외교 3원칙을 발표하였다.:532
전통적으로 일본은 지리적으로 가까운 동아시아 각국과 깊은 관계를 유지해 왔고 메이지 유신 이후에는 서양을 비롯해 세계 각국과 국교를 텄다. 일본은 전 세계 국가와 우호 관계를 맺고 있는데 현재 일본은 맹방인 미국과의 외교를 가장 중요시하고 있다(일본과 미국 간의 상호 협력 및 안전 보장 조약 참조). 태평양 전쟁 이후 체결된 조약에 따라 일본에는 미군이 주둔하고 있으며 2006년까지 미국은 일본의 최대교역국이었다. 하지만 하토야마 내각 이후 미일 관계는 각종 마찰이 일어나고 있다. 이웃한 대한민국, 중화인민공화국, 중화민국을 비롯하여 동남아시아와 오스트레일리아, 서유럽 각국과의 관계도 깊다. 다만 대한민국, 중화인민공화국, 중화민국, 러시아 등과 영토 문제 및 역사교과서 왜곡 문제로 인해 계속 마찰을 빚고 있다. 특히 중화인민공화국과 중화민국과는 센카쿠 열도(조어도 제도), 러시아와는 쿠릴 열도 남부에 있는 4개 섬(이투루프섬, 쿠나시르섬, 시코탄섬, 하보마이 군도), 대한민국과는 독도를 둘러싸고 영토 문제를 안고 있다. 1965년에는 대한민국과 한일기본조약을 체결하여 국교를 회복하였으며 경제의 고도 성장을 거치면서 국제적 지위가 점차 높아지는 반면 동남아시아에서는 반일 운동이 일어나는 등 마찰이 발생하기도 하였다.:532
일본은 유엔에 경제적으로 많은 기여를 하고 있으나 그에 비해 지위가 제대로 평가받지 못하고 있다. 일본은 현재 유엔 안전 보장 이사회에서 비상임이사국 지위를 차지하고 있으며 독일, 브라질, 인도와 함께 상임이사국 진출을 계속 시도하는 국가인 이른바 G4 국가에 속한다. 군사적으로는 한국 전쟁 당시 자위대를 후방에 파병한 것이 첫 활동이었으며 2003년 이라크 침공 등을 계기로 자위대의 해외 활동이 활발히 이루어지고 있다.

#### 한일 관계
한반도와 일본 열도는 고대부터 각종 문화의 전파와 무역을 비롯한 많은 교류를 이어왔다. 특히 백제는 고대 일본에 중국 문물을 많이 전파하였다. 고려 시대 후반과 조선 시대 전반에 걸쳐서는 쓰시마섬과 규슈를 근거지로 하는 왜구(倭寇)가 각종 약탈을 일삼았으며 이로 인해 조선 시대 중반에 임진왜란이 일어나는 등 중세와 근세기 한일 관계는 급속도로 냉각되기도 하였으나, 임진왜란 이후 조선의 통신사 파견으로 다시 한일 교류가 재개되었다. 그러나 메이지 유신 이후에 등장한 일본 제국이 1910년 대한제국을 무력으로 병합한 뒤 1945년까지 35년 동안 폭악한 식민 통치를 행하고 현대에도 일본의 여러 우익 인사들이 한국에 대한 정치적 도발을 주창하면서 양국의 국민 감정이 극도로 악화되었다. 일본에서도 반한감정을 가진 일부 일본인들이 반한시위를 하고 있으며, 현재 대한민국은 일본에 의해 제기되는 독도 분쟁과 동해의 이름에 대한 분쟁 등의 이슈를 안고 있다. 2009년에 일본 민주당 하토야마 유키오 내각이 성립한 이후 이루어진 양국민 설문조사에서 응답자의 다수가 더 악화된 한일 관계에 변화가 없을 것이라 응답한 결과가 나오기도 하였다. 위안부에 대한 역사왜곡으로 일본정부는 유엔으로부터 경고를 받았다.

### 국방

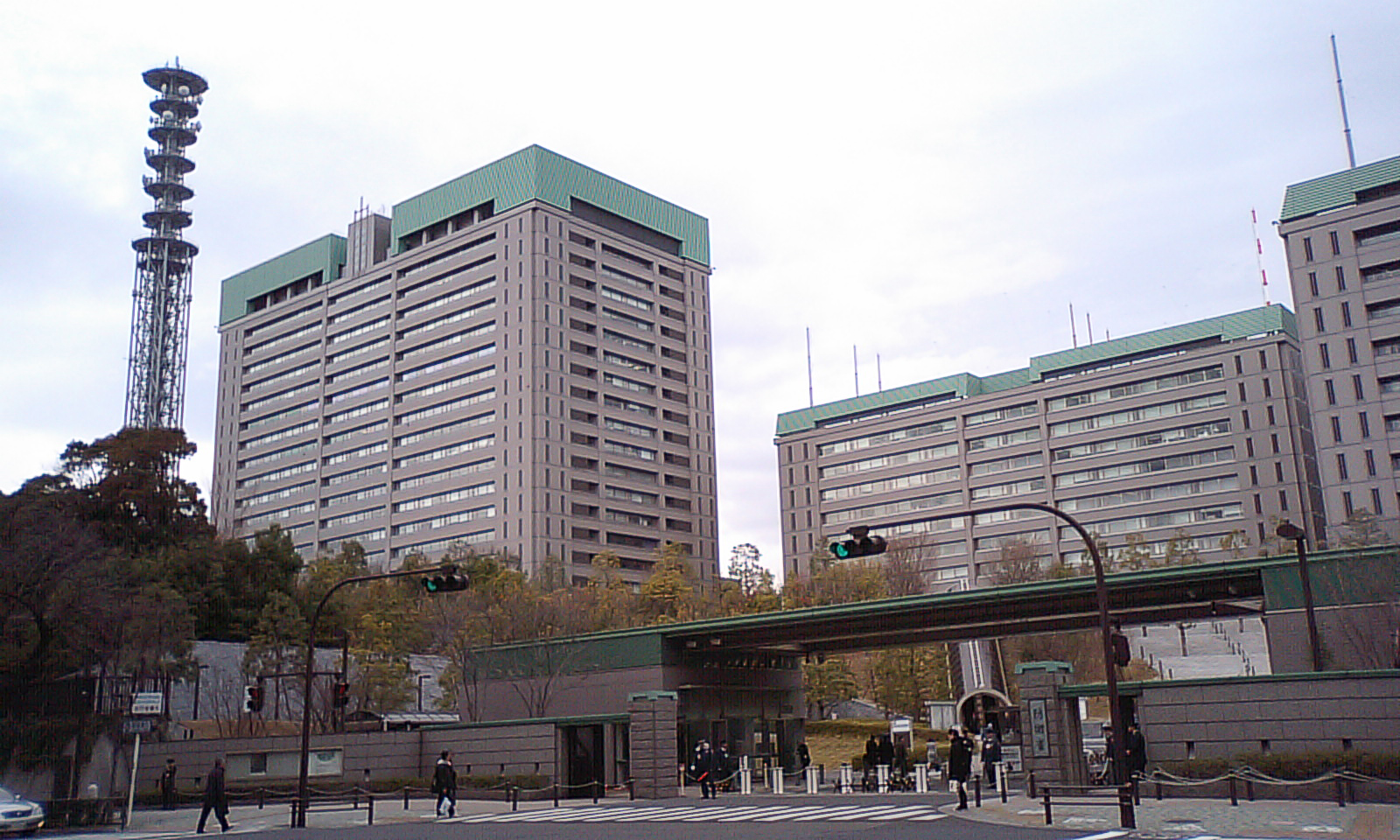
방위성 청사

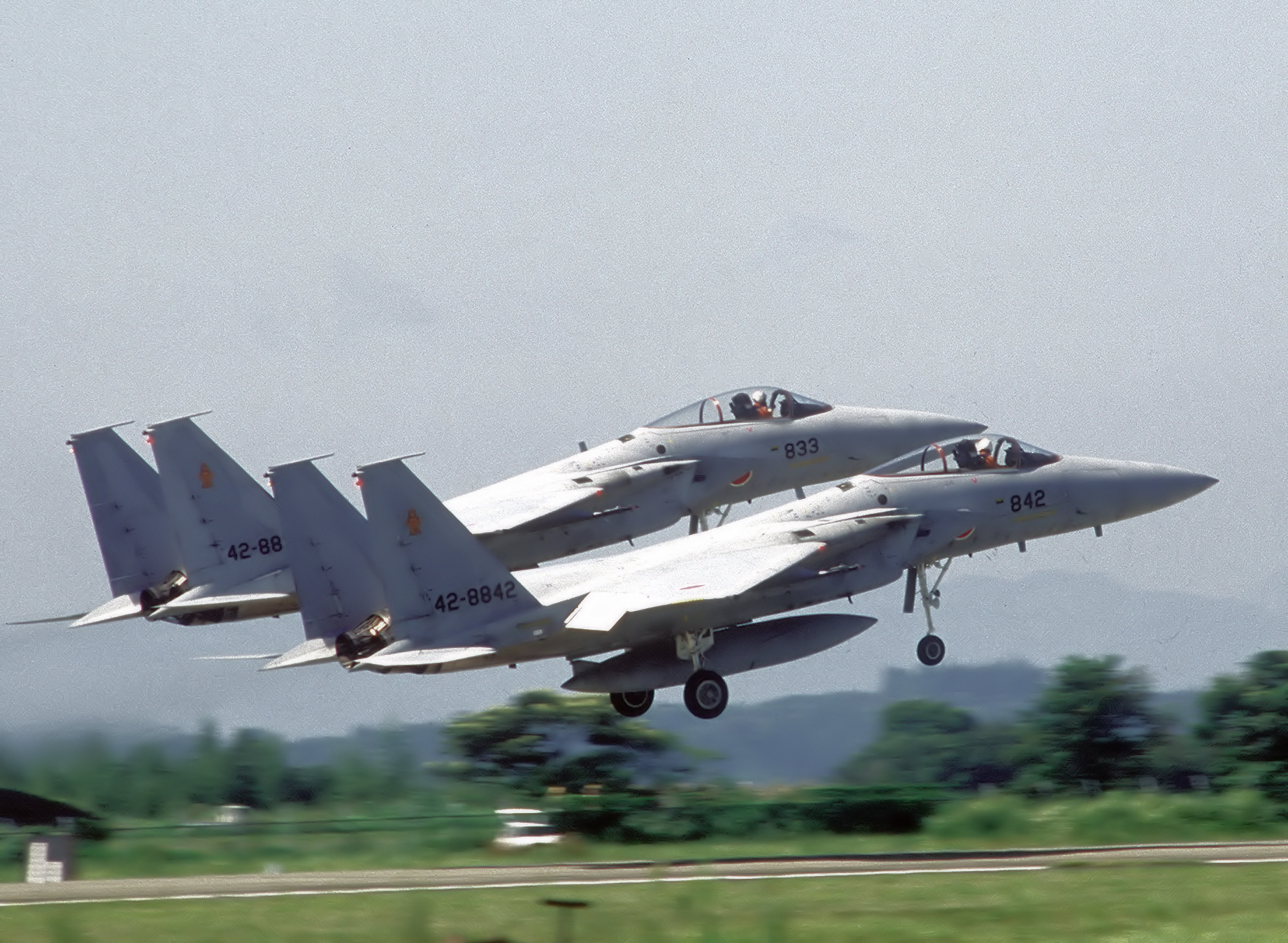
항공자위대 소속의 F-15J가 이륙하고 있는 모습

일본은 제2차 세계 대전 패전 당시 항복의 조건으로 제국군을 해체시켰다.:83 따라서 일본국 헌법에 명시한 내용으로써 전쟁을 포기하고 육해공군의 전력을 가지지 않을 것임을 밝혀왔다.:532 그 때문에 패전 후 군비(軍備) 및 교전권(交戰權)이 부인되었으나 아시아에서 공산주의가 확산되어 1950년 한국 전쟁이 발발하자 새로운 전기를 맞게 되어, 미국의 명령으로 일본의 기초적인 치안 유지를 목적으로 한 경찰예비대를 설치하였으며:83:532 , 1952년 보안청으로 승격되고, 1954년 방위청이 설치되어 경찰예비대가 현재의 자위대가 됨으로써 사실상 군대로 변모하였다.:532 이후 일본은 3~5년 단위의 방위력 정비·증강 계획을 추진하여 1987년부터 방위비가 GNP 대비 1%를 초과하기 시작했는데 1970년대 말 첨단 군사장비의 자급 단계에 도달해 있었다. 이와 함께 극우계에서는 방위 개념의 확대를 기도함으로써 1980년대 말 최대의 정치 쟁점으로 부각되었다.
한편으로 1947년 시행된 헌법에 따르면 국가 간의 교전권 포기와 어떠한 전력도 가지지 않을 것이라는 것을 명시하고 있지만 일본 정부는 자위대가 헌법에 위배된다는 논란에도 불구하고 헌법을 재해석하여 자위대를 강화했다는 비판도 있다.:83 자위대는 육상, 해상, 항공 자위대로 나뉘며 헌법에 따라 징병이 아닌 자원으로 충원되도록 하고 있다. 이들의 최고 지휘권은 내각을 대표하는 총리대신이 가지고 있지만 통상적 업무는 방위상에게 있다.:85
한편 자위대와 더불어 일본의 실질적인 군사적 방위를 담당하고 있는 주일 미군은 1945년 이후부터 일본에 계속 주둔하고 있다. 또한 주일 미군은 자위대에 지속적으로 미국산 무기를 제공하고 공유하고 있는데 최근에는 자위대의 지나친 주일 미군 의존이나 기노완 후텐마 기지 이전을 비롯한 주일 미군의 재편 문제, 주일 미군이 일으키는 범죄 문제가 제기되고 있다.
미국의 아시아에서의 공산주의 견제라는 취지에서 발동된 명령으로 정비되기 시작한 일본의 자위대가 과연 아시아에서의 공산주의가 유럽의 상황처럼 명령취소의 단계에 들어갔을 때 미국과 유엔의 명령으로 자진 해산해야하는데도 불구하고 이러한 자위대의 역행적 자진해산이 가능한지는 일본 자위대의 지속적인 권한확대 및 강화에 따른 정반대의 행보로 비춰지는 '신군국주의'의 우려를 낳았다.

## 지리

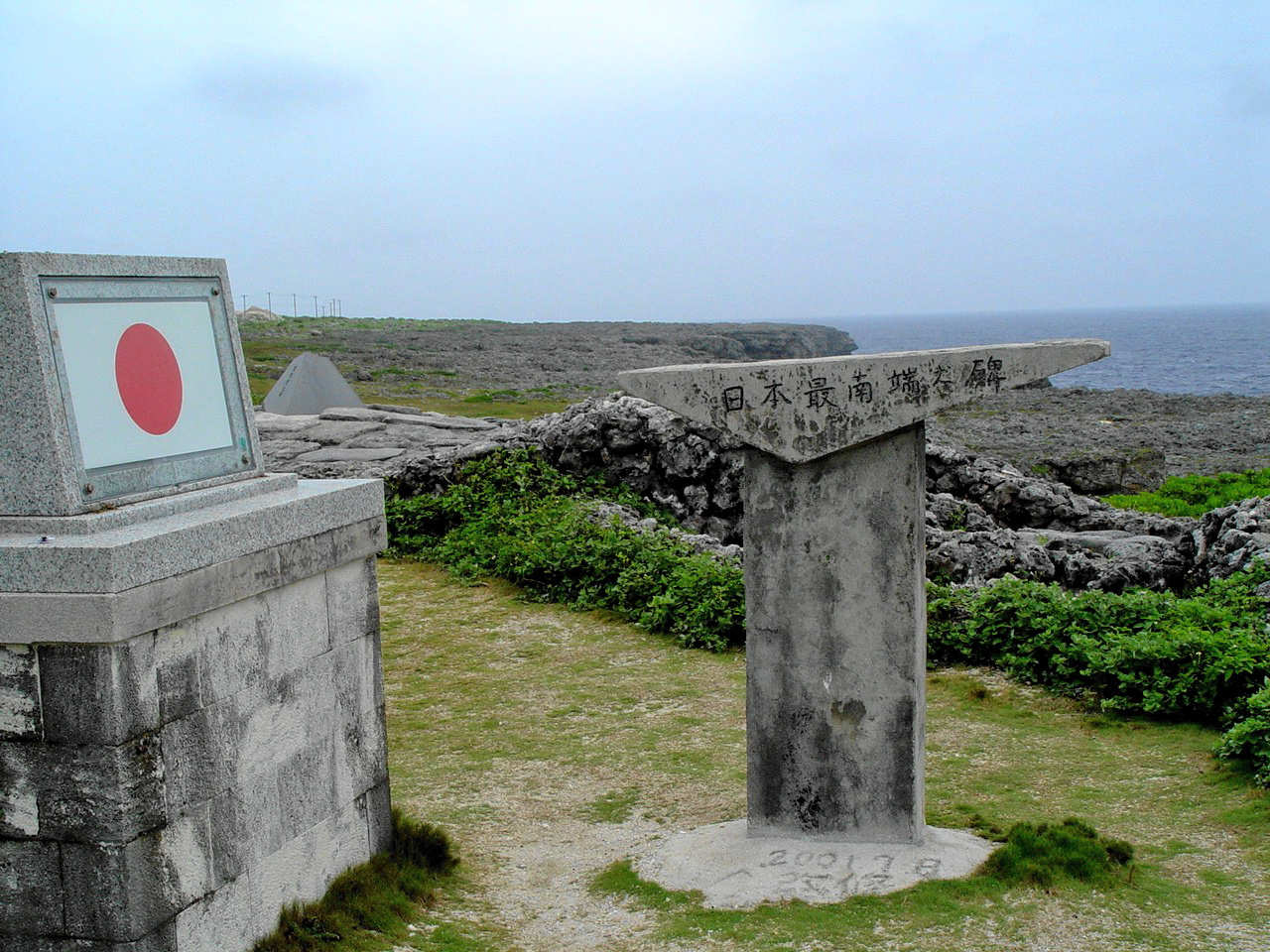
"일본 최남단의 비"(日本最南端の碑)가 있는 하테루마섬

일본의 영토는 동아시아 동쪽에 길이 3,000여km에 활 모양으로 걸쳐져 있는:18 일본 열도와 오키나와를 포함한다. :68 일본의 최동단은 미나미토리섬, 최서단은 요나구니섬, 최남단은 오키노토리 암초, 최북단은 실효적으로 지배하는 벤텐섬이다.
일본은 아시아 대륙 연변(沿邊)에 있으며 일본의 국토 면적은 약 37만 8천km2이고 이는 지구 표면적의 0.07%, 세계 육지 면적의 0.3%에 불과하다.:19 하지만 이는 한반도의 약 1.7배이고 말레이시아와 독일보다는 크며 스발바르 제도를 포함한 노르웨이보다는 작다. 홋카이도·혼슈·시코쿠·규슈 4개의 본섬과 작은 부속도서들로 이뤄져 있다.

### 지형
일본 열도에는 몇 줄기의 화산맥이 뻗어 있기 때문에 지형의 기복이 심하다. 강은 짧고 급류인 경우가 많으며 해안선은 보통 복잡한 리아스식 해안이다. 또 환태평양 지진대에 속해 있기 때문에 세계 화산의 10%가 일본 열도에 있다. 일본 열도는 지진 다발 지대이기도 해서 1923년에 일어난 간토 대지진, 1995년에 일어난 한신·아와지 대지진이나 2011년에 일어난 규모 9.0의 도호쿠 지방 태평양 해역 지진은 전 세계적으로 알려져 있다.:29 국토의 67%는 산지이고 대부분은 숲으로 뒤덮여 있으며 농지는 14%, 택지는 3%, 공업용지는 0.4% 정도이다.:29

### 기후

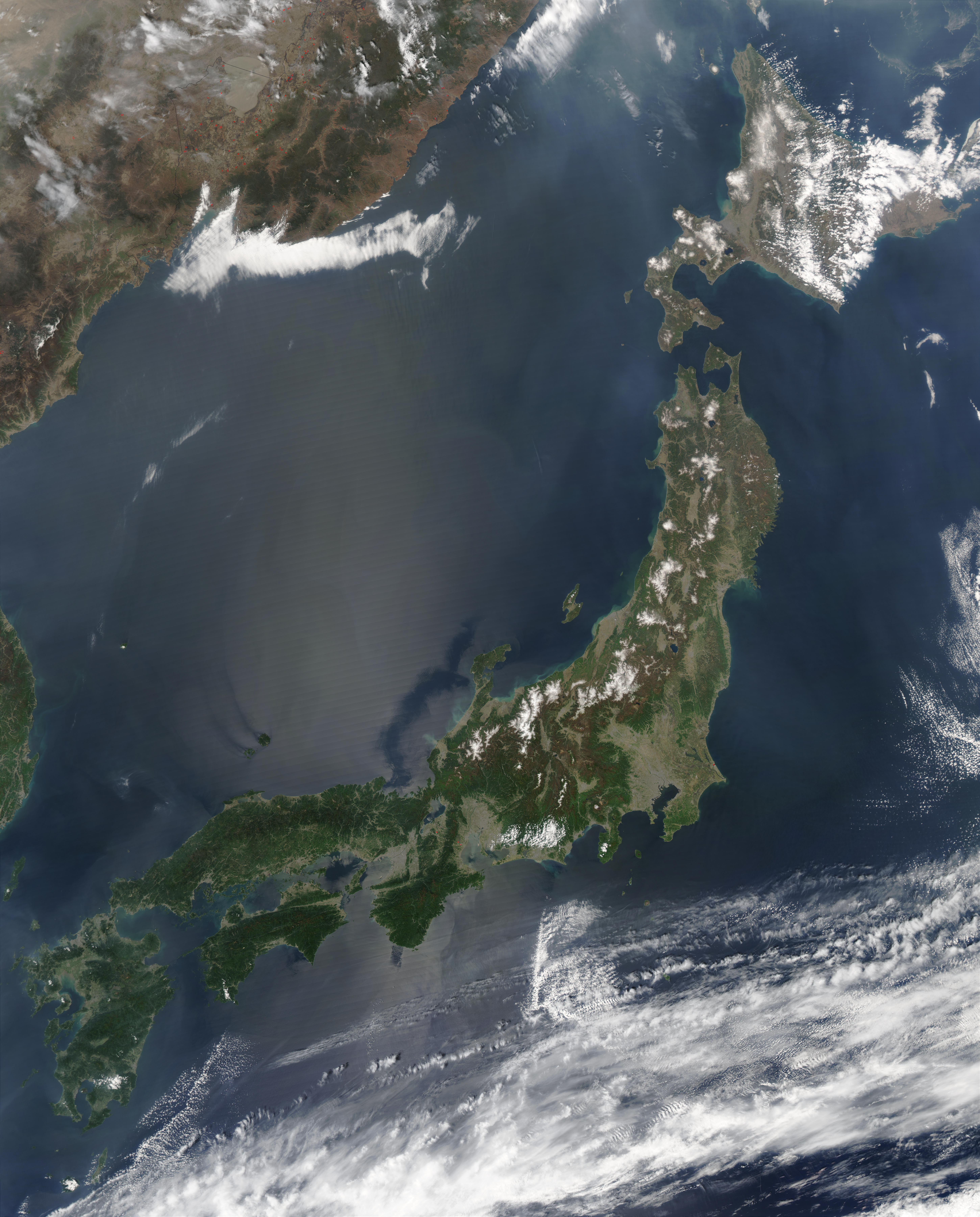
인공위성에서 본 일본

류큐 열도를 포함한 일본 열도는 남북으로 5,000km에 이르며 냉대 기후에서 열대 기후까지 걸쳐있는 데다가 복잡한 지형과 해류의 영향이 크기 때문에 지역별 기후의 차이가 현저하다.:19
연평균 기온은 남서쪽 오키나와섬의 나하시가 섭씨 22.7도를 기록하고 또 류큐 열도의 이시가키섬은 섭씨 24도로서 열대 우림 기후에 속한다, 규슈 지방의 가고시마시는 섭씨 18.3도, 오사카시는 섭씨 16.5도, 도쿄는 섭씨 15.9도이다 북쪽 홋카이도의 네무로시가 섭씨 6.1도로 최저를 기록한다.:19 그러나 홋카이도와 류큐 열도 남부, 오키노토리 암초, 미나미토리섬을 제외하면 대부분의 지역은 온대 기후에 속해 온난한 기후이고 사계절 구분이 뚜렷하다.:19 태평양 연안 지대는 여름이면 남동 계절풍이 불어 매우 무덥고, 겨울에는 건조하고 맑은 날이 많아진다. 한편 동해 쪽에서는 겨울에 시베리아 계절풍으로 인한 강설이 많아 니가타 현을 포함한 호쿠리쿠 지방은 세계적인 다설 지대로 손꼽혀 4~5m에 이르는 눈이 쌓이는 곳도 있다.:19 홋카이도를 제외한 지역에서는 6월 초순부터 7월 중순에 걸쳐 고온다습한 장마가 내리며 8월부터 10월에 걸쳐 일본 열도 남서부 지역은 태풍의 영향을 심하게 받아 풍수해의 대부분을 초래한다.:24~25
일본의 대부분의 지역에서 가장 좋은 계절은 봄과 가을로, 남북으로 길게 늘어진 일본 열도의 특성상 봄과 가을이 오는 시기가 다른데 특히 봄이 오는 시기를 알려주는 지표인 벚꽃은 오키나와에서는 보통 1월 말에 피고, 홋카이도에서는 5월 말에 개화하기 때문에 "벚꽃 전선"이라는 용어가 사용되기도 한다. 가을 시기의 지표인 단풍의 경우는 홋카이도 방면에서 제일 먼저 생겨 오키나와 방면으로 갈수록 점점 늦게 생긴다.:24~25
일본 열도는 아시아 대륙 동쪽 끝에 위치하며 남북으로 길게 뻗어 있는 산 투성이의 섬나라이기 때문에 좁은 면적에 비해서는 기후 변화가 심하다. 지리적인 남북의 차이, 바깥 일본(表日本)과 안 일본(裏日本) 차이뿐 아니라 여름 겨울의 대조 등 연간 기후의 차이도 현저하다.
일본은 세계에서도 다우지역에 해당한다. 기이반도·시코쿠, 남부에 걸친 지역처럼 연간 4,000mm를 넘는 다강수지역을 볼 수 있다. 각지의 강수는 우기와 건기의 뚜렷한 교체는 볼 수 없으나 대체로 가장 비가 많이 내리는 시기는 6~7월의 장마철이며, 다음엔 태풍기에 많다.
강수 면에서 볼 때, 가장 중요한 특징은 겨울 시베리아로부터 북서계절풍이 불 시기의 강수 분포이다. 동해를 건너온 습한 한기류가 일본의 척량산맥(脊梁山脈, 히다·에치고·오우산맥)에서 상승하여, 산맥보다 서쪽 동해쪽의 각지에 다량의 강설을 가져오고 있다. 한편, 태평양쪽에서는 12월 말 2월 초기까지는 거의 강우설을 볼 수 없다. 또한 각지의 강수량은 해에 따라 그 변동이 심하여, 장마·태풍시에 볼 수 있는 것처럼 집중호우가 되는 일이 많다. 하천이 급류인데다가, 단시간에 집중하는 강수 때문에 강수의 80%가 하천을 통해서 직접 바다로 흘러들어가고, 호우의 경우 하천이 범람하여 하천의 유로(流路)를 따라 수해가 생기는 일이 많다.
일본은 바다에 둘러싸인 섬나라인데도 겨울철 시베리아에서 불어오는 한기류의 지배하에 들어가게 된다. 이 때문에 일본의 겨울은 세계의 동위도의 다른 지역과 비교해서 4~5도나 저온이며 이른바 동안 기후(東岸氣候)를 이루고 있다. 한편, 여름은 아열대의 고온 다습한 기류의 지배하에 들어가 무덥다.
일본 주변에 나타나 일본 열도의 계절 변화에 직접·간접의 영향을 주는 기단은 시베리아 기단·오호츠크해 기단·오가사와라 기단 및 적도 기단이다. 시베리아 기단은 한대성의 대륙기단으로 시베리아 동북부에서 바이칼호에 걸쳐 겨울에 나타나는 저온·건조한 기단으로서, 북서쪽에서 동해를 건너 일본열도에 찾아온다. 12월 말~1월 말까지 특히 강한 세력을 가지며, 발현지(發現地)에서는 건조한 기단이지만 기단의 온도에 비해 고온의 동해를 건너는 동안에 하층에서 수증기를 흡수하고 불안정한 기단이 된다. 일본열도의 척량산맥에 부딪혀 강제적으로 상승되어 동해 해안에서 산(山) 연변지방에 다량의 눈을 내리게 하고 안일본(裏日本)을 세계 유수의 호설지대(豪雪地帶)로 만든다. 그러나 척량산맥보다 서쪽의 안 일본에서 수증기를 떨구고, 바깥 일본에서는 건조한 북서계절풍이 되어 산에서 불어내린다. 이처럼 시베리아 기단은 일본의 겨울철 기후를 특징짓는 기단이 된다.
한편, 7월말~8월의 성하(盛夏)의 계절에는 오가사와라 열도 부근을 발현지로 하는 오가사와라 기단이 홋카이도를 제외한 거의 전역을 그 지배하에 두고, 무더운 여름을 몰아 온다. 이는 고온다습한 기온인데 남동의 계절풍으로서 일본열도에 도달한다. 겨울 및 여름철에 일본 상공을 뒤덮는 시베리아 기단·오가사와라 기단은 봄·가을에는 그 세력이 약화되어, 다음에는 이동성 고기압인 양쯔 강 기단이 정기적으로 일본의 서쪽에서부터 불어와 봄·가을의 좋은 날씨를 만든다. 오호츠크해 기단은 오호츠크 바다에 나타나는 저온다습한 기단으로 오가사와라 기단과 접하여 장마전선을 형성하고, 일본의 독특한 장마를 발생시키는 원인이 된다. 적도 기단은 적도 주변에서 발생하며 태풍이 되어 일본 부근에 도달한다.

### 환경 문제

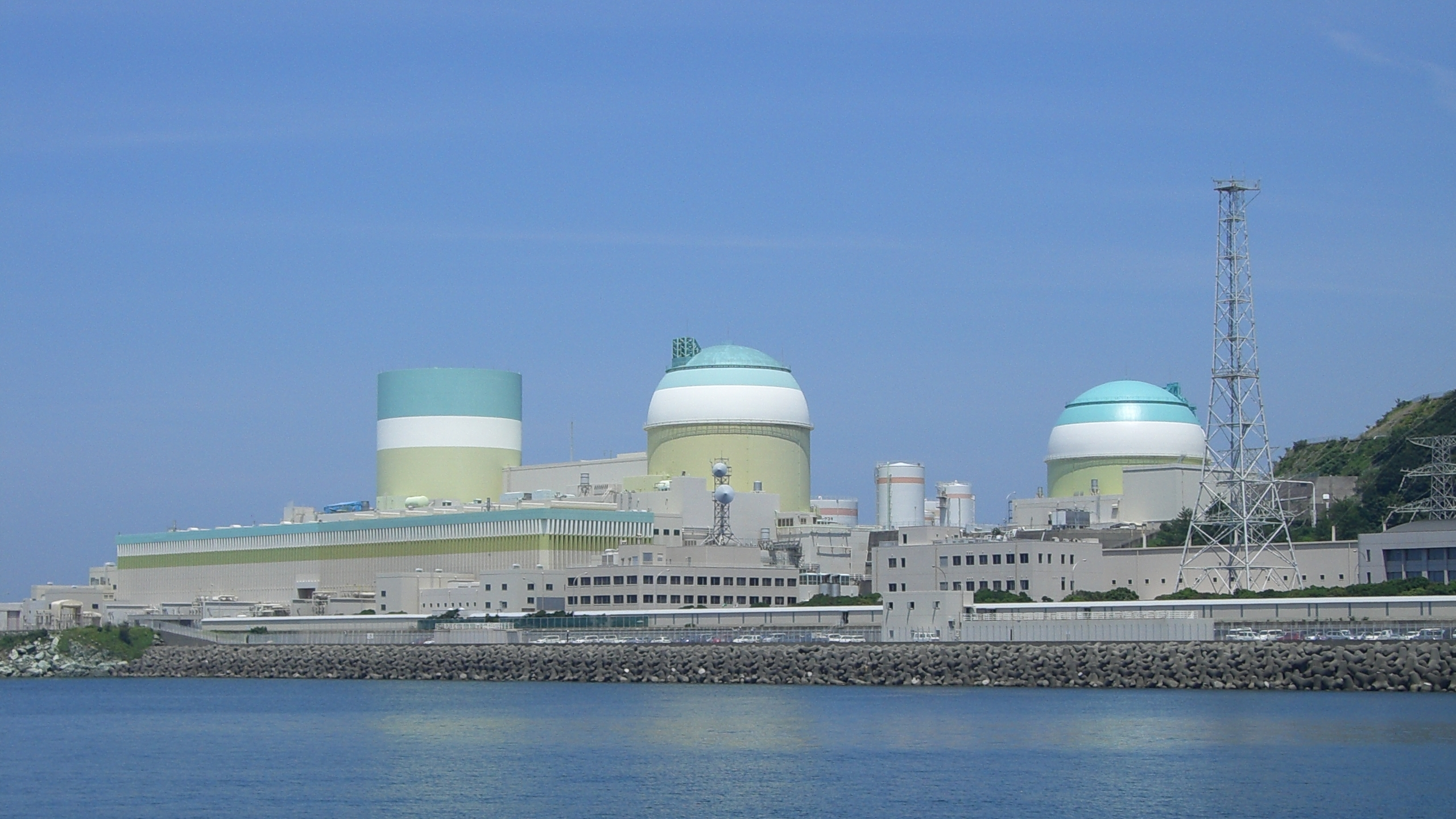
이카타 원자력 발전소

일본은 경제적인 발전과 환경 보전의 균형에 초점을 둔 환경 정책을 반영하고 있다. 제2차 세계 대전 이후 고도 경제 발전 과정에서 일본 정부와 산업체들은 환경 정책을 경시해왔다. 그로 인하여 일본 열도는 1950년대부터 미나마타병, 이타이이타이 병을 비롯한 환경 전염병의 온상이 되고 말았다. 이에 대한 강력한 비판 여론이 등장하면서 일본 정부는 여러 가지 환경 보호법들을 제정하고 1971년 환경성을 내각 행정기관에 추가하였다.
유류 파동도 일본 정부가 부족한 천연 자원 상황에 걸맞은 에너지 절약을 장려하도록 하는 데 큰 요인이 되었다. 최근 일본에서 크게 부상하는 환경 문제로는 도시에서 발생하는 대기 오염, 쓰레기와 화학 물질의 관리, 물의 부영양화, 기후 변화, 그리고 국제적인 환경 보존 움직임에 대한 협력 등이 손꼽히고 있다.
오늘날, 일본은 환경 친화적인 기술 발달 면에서 세계 최고 수준이다. 혼다와 토요타의 하이브리드 자동차는 높은 연비와 적은 환경오염 물질의 유출로 유명하다. 또한, 일본은 친환경적인 생체 연료, 하이브리드 체계, 효율적인 경량 소재 등의 빠른 발전을 이루었다. 또한, 일본은 기후 변화와 지구 온난화를 둘러싼 중대한 성과를 창출하였는데, 탄소 배출을 세계적으로 줄이기 위해 이루어진 1997년의 교토 환경 회의의 의장국으로서 활약하였으며 교토 의정서의 서명에 앞장서 조약 하에 기후 변화의 억제를 위한 이산화탄소 배출량 감소에 대해 책임져왔다. 대표적인 예로 고이즈미 내각의 주도 하에 이루어진 쿨 워크 캠페인에 따라, 관공서 내에서 에어컨 사용을 자제하도록 하여 에너지 사용량 감소를 도모한 바가 있다. 또, 산업체들은 강제적인 법령 하에 온실 가스를 줄이기 위해 노력하고 있다. 이러한 갖은 노력의 결과로, 일본은 2005년 측정된 환경 지속 가능성 지수에서 30위를 차지하였으며, 2012년에는 환경성과지수(EPI)에서 23위를 기록했다.

## 지방과 행정 구역

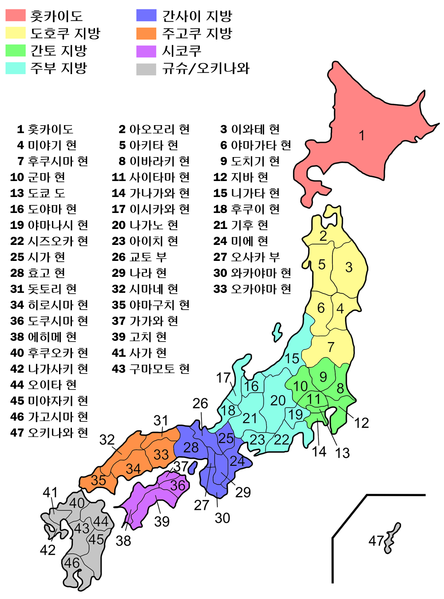
일본의 행정구역은 도도부현으로 나뉜다.

현재 일본의 행정구역은 1도(일본어: 都, 도쿄도), 1도(일본어: 道, 홋카이도), 2부(府, 오사카부와 교토부), 43현(일본어: 県)으로 이루어져 있다. 행정상으로 별도의 정령지정도시, 중핵시, 특별구로 정해진 경우를 뺀 모든 도시는 모두 도도부현에 속하며 더 작은 행정 단위인 시정촌(일본어: 市町村 시초손[*])과 도시와 시골을 몇 개씩 묶어 정리한 군이 있다.
최근에는 이러한 시정촌의 대대적인 통합이 이루어지고 있으며 도도부현을 도주(道州) 형태로 바꾸는 것도 계속 논의되고 있다.

### 도쿄도

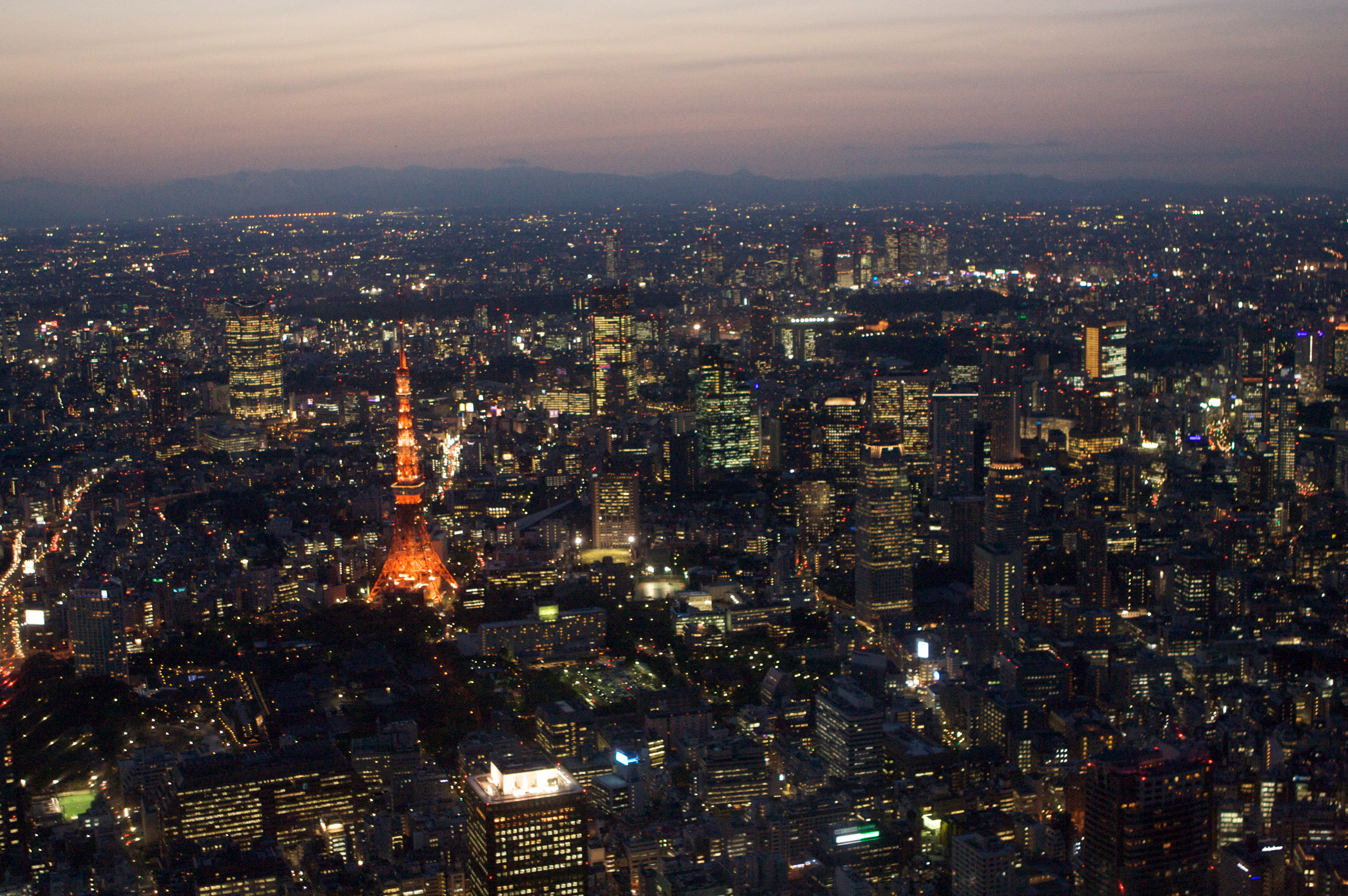
도쿄의 야경

도쿄는 일본 혼슈 섬의 중앙, 간토 지방의 남서부에 있는 일본의 수도이다. 17세기 당시 에도라고 불리던 이 지역에 막부가 들어선 이후 일본의 정치, 경제, 문화, 교통의 중심지로서 발전해 왔고, 산업과 인구도 집중되어 있다.:13 전국에서 세 번째로 면적이 작은 지자체로서 2000m급 산에서 오가사와라 제도와 같은 아열대 섬들까지 다양한 지형 분포를 지니고 있으며 실제 면적은 작지만 범위는 상당히 넓어 일본의 최동단과 최남단 지역을 포함하고 있다. 인구는 약 1,300만 명으로 일본 총 인구의 10%에 해당한다.:13 이러한 인구 과밀을 막기 위해 정부는 부도심의 개발과 더불어 도쿄 23구 이외 지역에 침상 도시를 건설하고 있다.:24 간다, 신주쿠, 아키하바라, 시부야, 긴자 등의 여러 거리가 세계적으로 알려진 명소이며 도쿄역 인근의 니혼바시는 도쿄를 기준으로 한 거리 측정의 기점으로 활용되고 있다.:27 도쿄는 한 때 지나친 개발로 인해 규슈와 더불어 각종 환경 오염의 온상이었으나, 1960년대 이후 스미다강의 정화 등을 비롯한 많은 노력을 하고 있다.

### 홋카이도

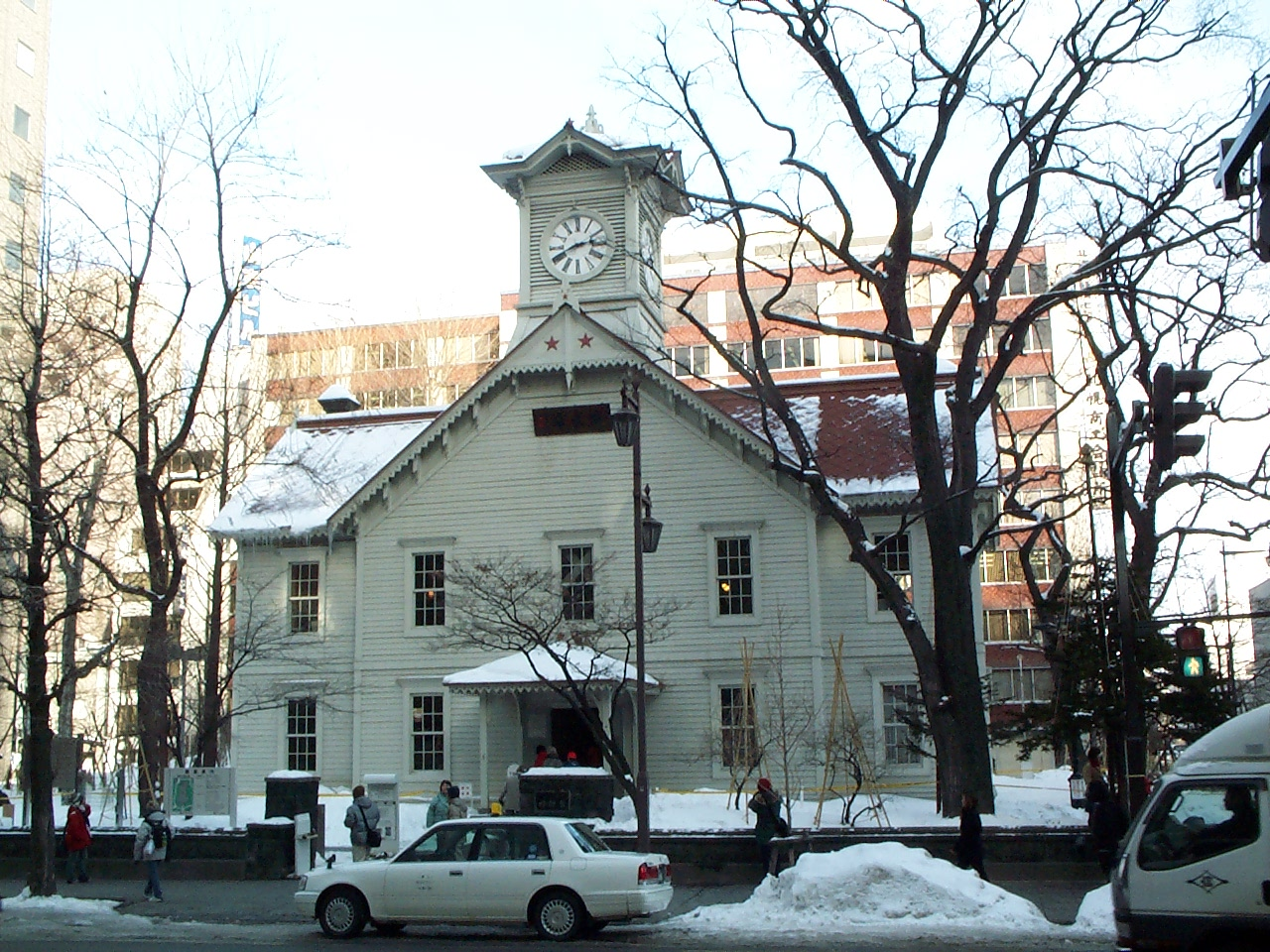
삿포로시에 있는 시계탑

혼슈에 이어 두 번째로 큰 섬인 홋카이도는 일본의 최북단에 있으며 홋카이도라는 본 섬과 주변의 작은 섬들을 관할하고 있다. 도도부현 중에서 가장 넓으며 일본 전 면적의 20%를 차지하고 있다.:13 홋카이도는 냉대 기후에 속해 겨울에는 날씨가 아주 춥고 여름에는 예외적으로 장마 기간이 없다. 북쪽으로는 러시아와 국경을 접해 있다.:14 혼슈의 아오모리 현과는 쓰가루 해협을 사이에 두고 있으며:19 세계 최장 해저 터널인 세이칸 해저 터널을 통해 해저 철도로 이어져 있다.
원래 홋카이도는 아이누 모시르(Ainu mosir)라고 불리며 고대 이후 수렵을 주로 하는 아이누 족이 사는 땅이었으며:14:19, 15세기 무렵부터 혼슈의 일본인들이 진출하기 시작해 메이지 시대 이후 일본 정부에 의한 개척사의 창설로 대규모 개발이 이루어져 다수의 일본인이 들어와 거주하고 있다.:14 이와 동시에 1869년에 오늘날의 홋카이도라는 명칭을 가지게 되었다.:19 눈 축제로 유명한 삿포로와 라벤더로 알려진 무로란이 잘 알려져 있고, 시레토코는 세계자연유산으로 지정되어 있다.:14

### 도호쿠 지방

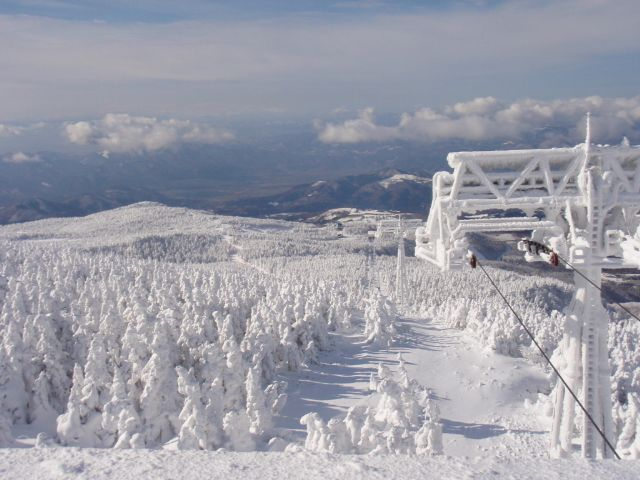
눈 덮인 자오산맥.

혼슈의 동북부에 있다. 남북으로 뻗어 있는 오우산맥을 중심으로 태평양 쪽과 동해 쪽으로 세부 지역을 구분한다. 오우산맥을 중심으로 한 여러 산맥들이 중앙부를 관통하고 있기 때문에 주요 도시들이 태평양과 동해, 그리고 몇몇 분지 지역을 따라 편중되어 있는데:20, 동해 쪽은 겨울에 눈이 많이 내리고 태평양 쪽은 자주 냉해나 지진 해일의 피해를 입는다. 사계절이 뚜렷하지만 겨울이 길고 여름은 서늘하고 짧다.:20 고대 이후 정치의 중심지였던 긴키 지방으로부터 멀리 떨어져 있어서 개발이 지체되었다가:14, 에도 시대 이후에 벼농사 지역으로 발달하게 되었다.:14 현재도 공업보다는 농업이 활발한 지역으로, 개발이 지체되었기 때문에 오히려 자연이 잘 보존되어 온천과 지역 축제 등 관광 자원이 풍부하다. 아오모리 현과 아키타 현에 걸쳐 있는 시라카미 산지는 세계자연유산으로 선정되어 있으며 아오모리 현 지역산 사과가 특산품으로 유명하다.

### 간토 지방

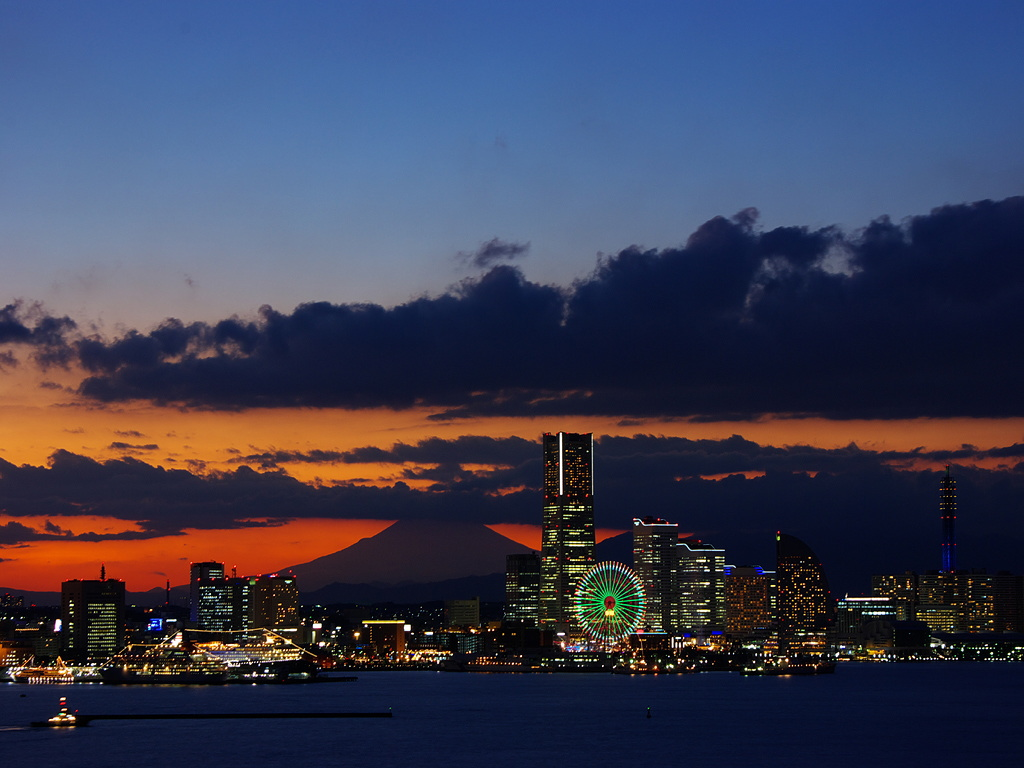
요코하마시 일대의 저녁놀

혼슈 중앙에 있다. 이바라키현, 도치기현, 군마현, 사이타마현, 가나가와현, 지바현이 도쿄 도를 에워싼 형태로 수도인 도쿄가 그 중심에 있기 때문에 일본의 정치, 경제, 문화의 중심지 역할:15:21을 도맡고 있으며 도쿄와 접하고 있는 사이타마현, 지바현, 가나가와현의 세 현은 출퇴근이 가능한 이른바 수도권으로서 다양한 철도와 도로로 연결되어 있고, 베드타운들이 많다.:15 이 때문에 도쿄 도를 포함한 사이타마, 지바, 가나가와 세 현은 일본 전체 인구의 거의 3분의 1을 차지하고 있다.:15 중심부에는 일본에서 가장 넓은 평야 지대인 간토평야가 있고, 유역 면적이 가장 넓은 도네강이 흐르고 있다. 주변부에는 산악이나 온천 등 자연 관광지가 많이 있는데 특히 도치기현 닛코시의 동조궁 등을 비롯한 명승지와 신사, 사찰은 세계문화유산에 등재되어 있다.:15

### 주부 지방

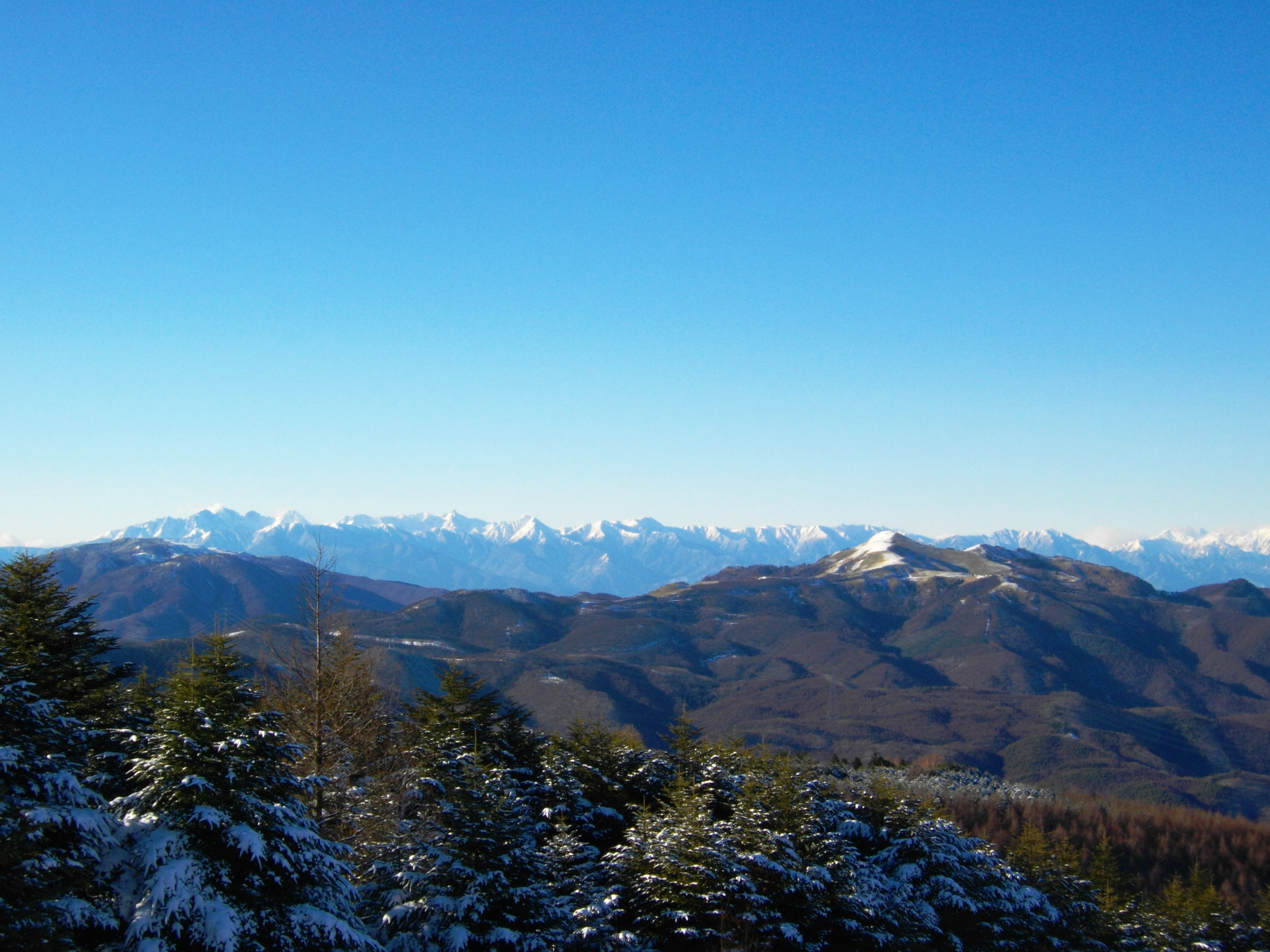
일본 알프스의 히다산맥.

혼슈의 중부에 있으며 그 때문에 주부 지방이라는 이름을 가지고 있다. 주부 지방은 동해 쪽의 호쿠리쿠 지방과 태평양에 접한 도카이 지방, 중앙 고지를 중심으로 하는 고신에쓰 지방으로 나뉘는데, 고신에쓰 지방과 중앙 고지에는 히다산맥, 기소산맥, 아카이시산맥 등 해발 3,000m급 산맥들이 존재한다.:15 주부 지방 남북에 걸쳐 있는 이토이가와-시즈오카 구조선이 일본 열도를 동서로 양분하고 있다.:15 일본 알프스 등 산악 관광지가 많고, 기후현과 도야마현의 시라카와고와 고카야마의 갓쇼즈쿠리 마을은 세계문화유산으로 등록되어 있다.:15

### 긴키 지방

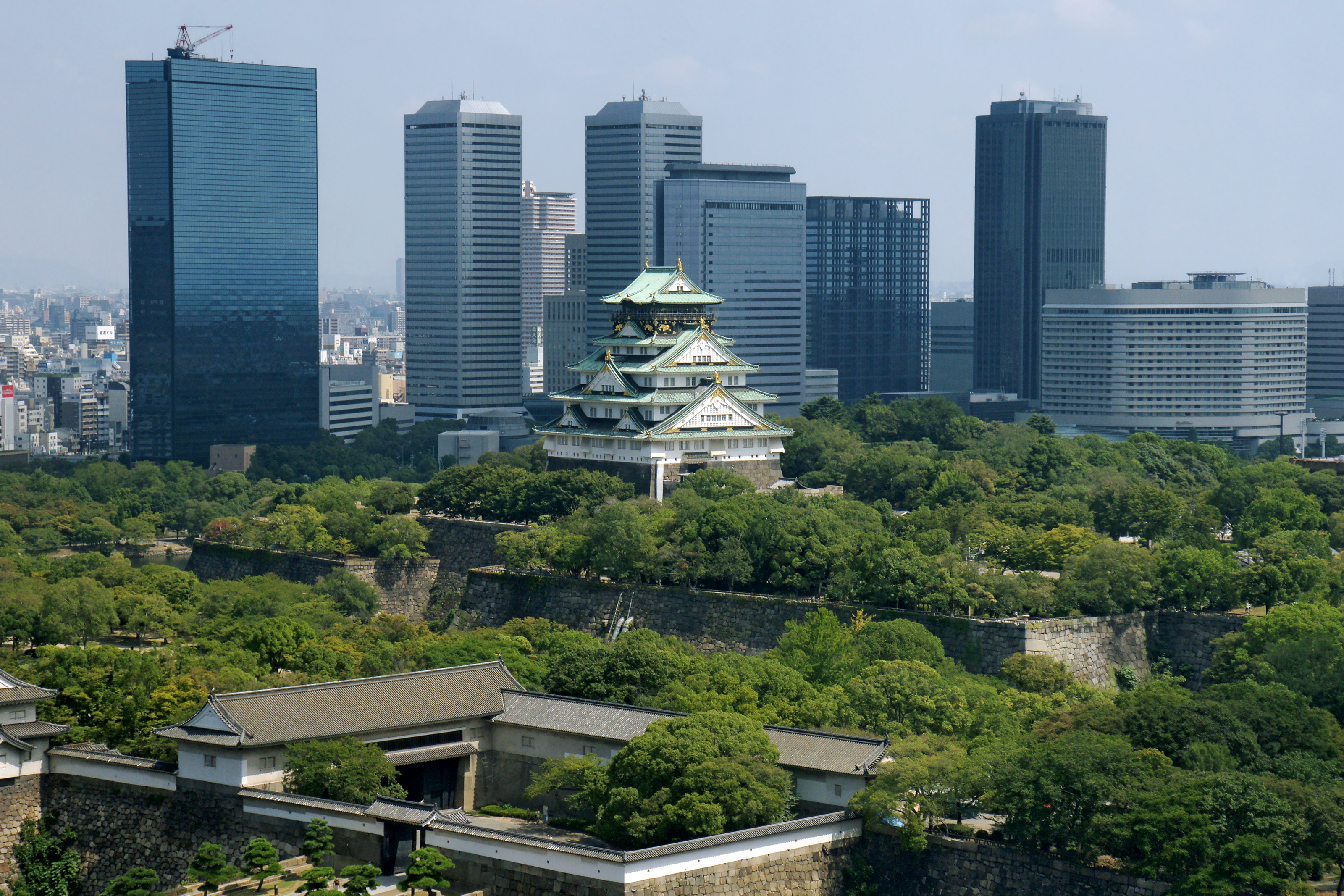
오사카성 일대

혼슈의 중서부에 있는 지방으로 간사이 지방이라고 부르기도 한다. 효고현 및 교토 부의 북부는 동해와 접해 있고, 오사카부와 효고현 남부는 세토 내해, 미에현과 와카야마현은 태평양과 접해 있다. 고대 시대부터 일본의 정치, 경제, 문화의 중심지였던 지역으로 교토 부를 중심으로 비와호, 요도강, 세토 내해 등을 이용한 수운이나 육운을 통해 전국으로의 교통망이 발달하였다.:16 오랜 역사를 가지고 있기 때문에 문화재가 많으며 특히 나라현과 교토 부 등에서 메이지 시대 전까지 천황이 천년 이상 기거해 왔다.:16 1868년 천황이 도쿄에 옮겨 살게 되면서 정치적인 영향력은 상실하였으나, 대신 오사카에서 고베에 이르는 지역이 대규모 공업 벨트로 발달하게 되었다.:29 나라현에 소재한 아스카 촌 및 요시노 정 일대, 나라 시내의 문화재들과 호류지 주변의 불교 건축물들, 교토 부와 시가현 일대의 고도(古都) 시대 사찰과 문화재, 나라현과 와카야마현, 미에현 일대에 자리잡은 기이 산지의 나치 폭포, 영지와 참배길, 효고현의 히메지성이 모두 세계문화유산으로 등재되어 있으며 해마다 많은 관광객이 다녀간다.

### 주고쿠 지방

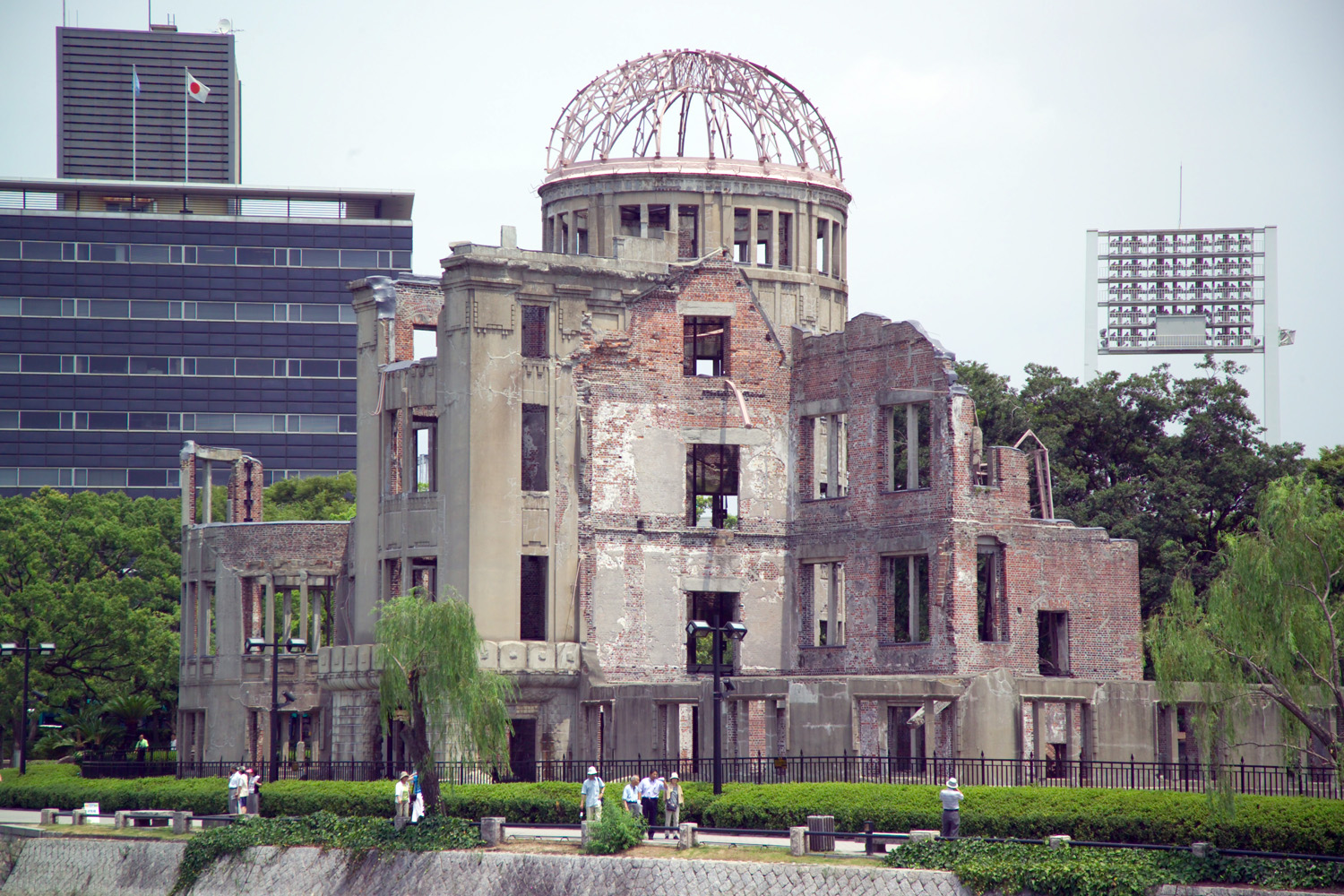
히로시마 평화기념공원 안에 있는 원폭 돔

혼슈 서쪽 끝에 있는 지방이다. 중앙의 주고쿠 산지를 경계로 동해와 접한 지역은 산인 지방, 세토 내해에 접한 지역은 산요 지방으로 구분하며 두 지역은 기후와 풍토에 큰 차이가 있다. 산인 지방은 평야가 적고 해안선이 단순하며 겨울에는 눈이 많이 내리는데:17에 비해 산요 지방은 평야가 많고 복잡한 해안선과 많은 섬들이 있으며 연간을 통해 비가 많이 내린다. 세토 내해 쪽에는 석유 콤비나트 등 공업 지대가 형성되어 있고:17, 산인 지방의 돗토리현 해안에는 일본에서는 극히 드문 모래 언덕인 돗토리 사구가 있다. 히로시마현의 원폭 돔과 이쓰쿠시마 신사, 시마네현의 이와미 은광은 세계 문화 유산에 등재되어 있다.:17

### 시코쿠 지방

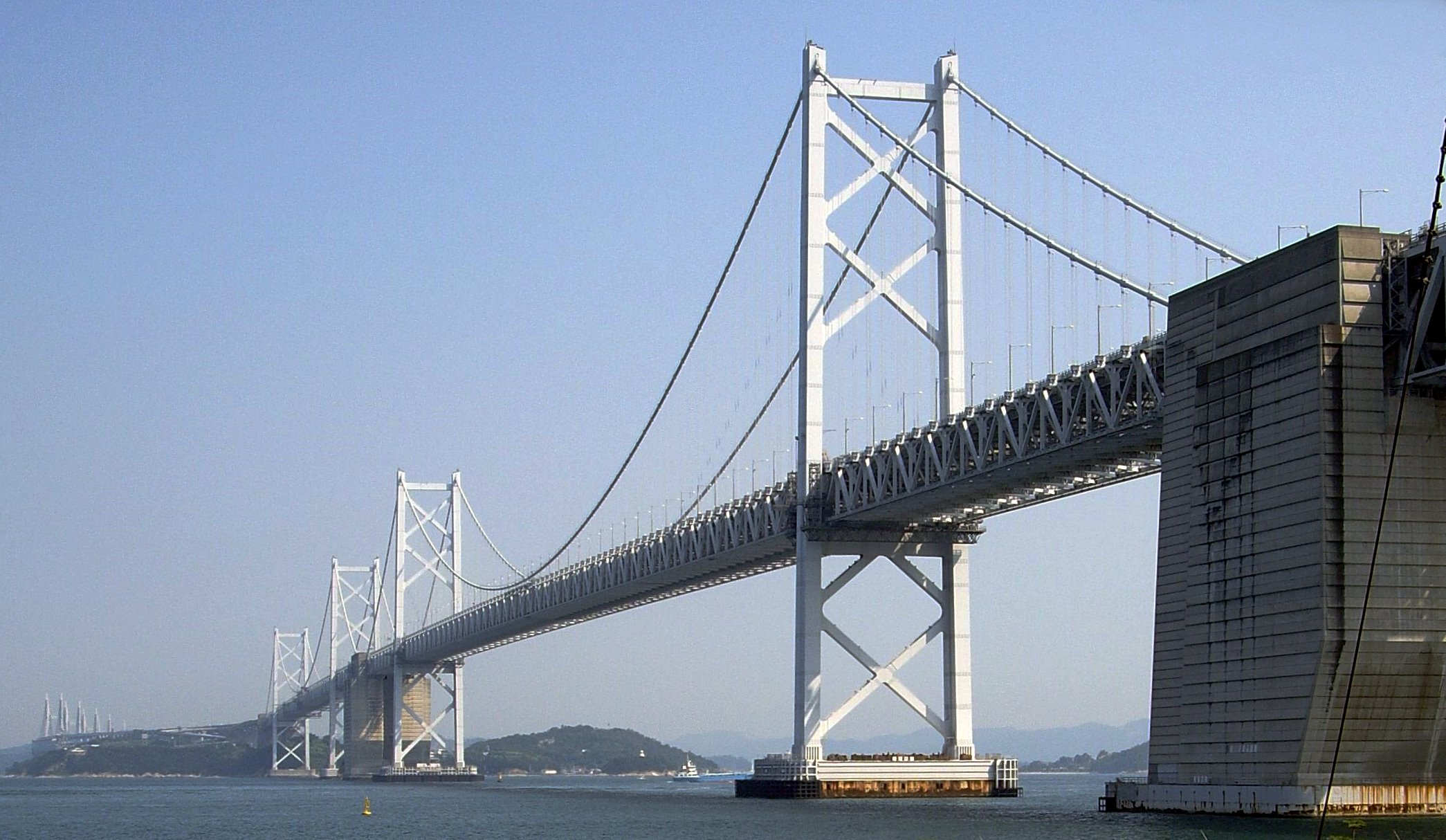
혼슈와 시코쿠를 연결하는 세토 대교

혼슈의 서남쪽에 있는 시코쿠섬을 중심으로 한 여러 섬 지대에 해당하는 지방이다. 동쪽은 기이 수도를 사이에 두고 긴키 지방, 북쪽은 세토 내해를 사이를 두고 주고쿠 지방 서쪽은 분고 수도를 사이에 두고 규슈와 맞닿아 있다. 험준한 산지가 중앙부를 관통하고 있기 때문에 기후는 북쪽과 남쪽이 크게 차이 나는데, 북쪽 지역은 비가 적어 여름에는 물 부족 현상이 나타나며 남쪽 지역은 기온이 높고 비가 많이 내리고 자주 태풍이 상륙한다.:17:33 오랫동안 혼슈섬과 세토 내해를 사이에 두고 서로 교통이 불편하였으나 현대에 이르러서는 세토 대교를 비롯한 세 코스의 다리가 건설:17되어 도로와 철도로 혼슈와 연결되어 있다.

### 규슈 지방

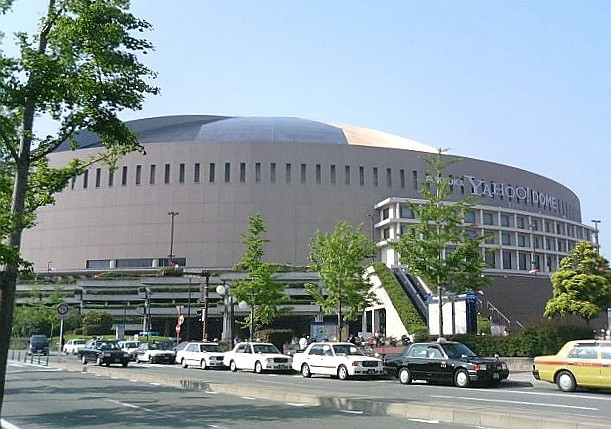
후쿠오카 돔

일본의 최서남단에 있는 규슈와 그 인근 쓰시마섬, 류큐 열도 등을 포함하는 지방이다. 중국이나 한반도, 동남아시아와 가까워 고대부터 외래 문화의 영향을 많이 받은 지역이다.:17~18 에도 시대 이후 쓰시마섬은 조선과 일본 간의 외교를 담당하였고, 나가사키에는 네덜란드와 중국의 무역선이 많이 입항하였고:18, 히로시마와 더불어 원자 폭탄의 피해를 입기도 하였다. 기타큐슈시에서 후쿠오카시에 걸쳐있는 기타큐슈 공업 지대에 중공업, 화학공업이 집중되어 있다.:34 한편 오키나와를 비롯한 류큐 열도는 원래 류큐국의 중심지로 중국과 교역 활동이 이루어지던 곳으로, 에도 시대에 사쓰마번의 지배하에 들어갔으며 메이지 시대의 류큐 처분과 더불어 사실상 일본의 영토가 되었다.:18 제2차 세계 대전 이후 류큐 열도는 미국의 영토가 되었다가 1972년 반환되었지만 현재까지 오키나와의 대부분은 주일 미군의 기지로 활용되고 있어 산업을 위한 용지가 턱없이 부족하기 때문에:18:35 관광을 주요 수입원으로 활용하고 있다.:35 일본 정부는 류큐 열도에서 주일 미군 기지가 차지하는 용지를 다시 환수하기 위해 노력하고 있으나, 이 때문에 입장이 서로 다른 미국 및 현지 주민과 계속 마찰을 빚고 있다.

## 경제

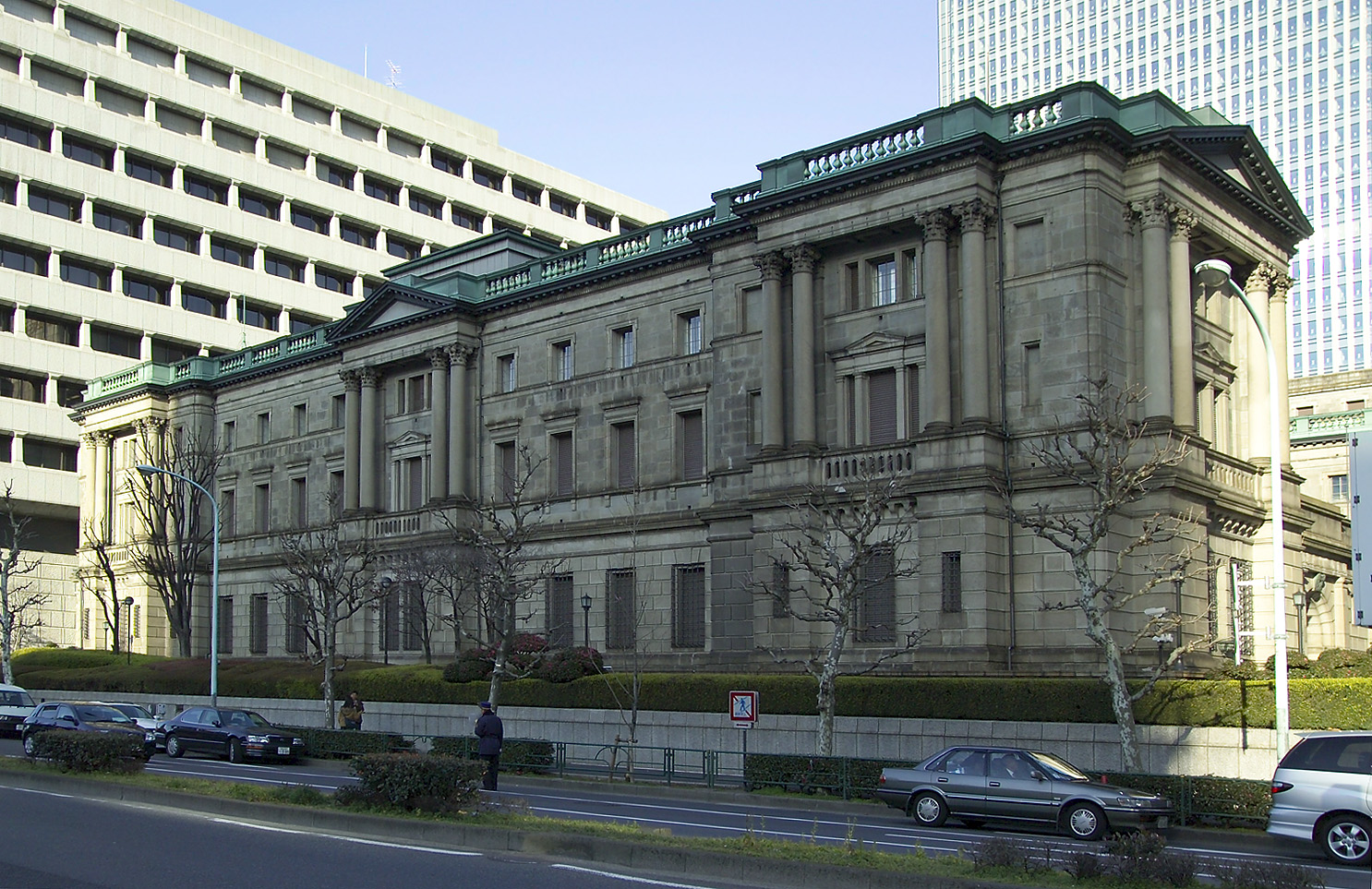
일본은행의 전경

1868년 이후 일본은 메이지 시대의 근대화와 더불어 경제적인 확장을 시도하였다. 당시 메이지 천황은 자유 시장 경제와 기업의 자유를 최대한 허용하는 영미식 자본주의를 받아들였다. 이 시대에 일본인은 서양으로부터 많은 경제학자들을 고용하여 합리화된 경제 형태를 습득하였으며 오늘날 일본 유수의 기업들이 이 시기에 설립되었다. 이와 함께 일본은 아시아에서 경제가 가장 빨리 발전하게 되었다. 그리고 1960년대에서 1980년대 사이에 제2차 세계 대전으로 황폐화 된 경제를 빠른 속도로 회복함과 동시에 경제 규모가 크게 성장하였는데, 1960년대에는 10%, 1970년대에는 5%, 1980년대에는 4%의 높은 경제 성장률을 유지해왔다. 그러나 빠른 성장 기조는 1990년대에 이르러 둔화되었으며 부동산 가격에 낀 과도한 거품이 1989년을 정점으로 크게 떨어지면서 이에 따른 후유증으로 10년 이상의 오랜 불황에 들어서게 되었다. 이러한 불황세는 정부의 노력으로 2000년 직전에 잠시 회복되었다가, 2000년의 밀레니엄 불황과 더불어 다시 크게 침체되었다. 이처럼 회복과 침체를 반복하던 일본 경제는 2005년 이후 경제 성장률이 5.5% (2006년 4분기)에 도달하면서 미국과 유럽 연합의 성장률을 따라잡는 데 이르렀다. 2009년, 일본은 세계에서 두 번째의 경제 대국이며 일본의 공공 부채는 연간 국내총생산의 192%에 이른다.
일본의 산업 체계는 주로 공업과 서비스업이 중심으로 은행업, 부동산, 유통업, 교통업, 통신업, 건설업 등이 주를 이룬다. 또한 일본은 대규모 산업 지대를 보유하고 있으며 주요 생산품은 자동차, 가전 제품, 철강, 비철금속, 선박, 화학 물질, 섬유 및 가공 식품 등이다. 또한 서비스업이 일본 연간 총생산량의 75%를 차지하고 있다.
2001년을 기준으로 일본 총 인구의 약 6,700만명이 노동자이며 실업률은 4% 정도로 낮은 수준이다. 또한 일본의 노동시간 대비 1인당 국민 소득은 2007년 기준 세계 19위로, 이는 빅맥 지수가 잘 보여준다. 잘 알려진 일본의 기업으로는 토요타와 혼다, 닌텐도, 소니, 신일본제철, 도시바와 미쓰비시 등이 있다.
일본은 2008년 세계 기업환경평가에서 178개국 중 12위를 차지하였고, 국내총생산비 세율 또한 낮다. 이러한 형태의 일본식 자본주의는 여느 자본주의와 다른 특징을 가지고 있다. 게이레쓰(系列) 형태의 기업, 즉 재벌의 영향력이 크기 때문이다. 긴 고용 기간과 직장에 얼마나 오래 머물렀느냐를 기준으로 인사를 정하는 연공서열제 또한 전형적인 일본의 노동 환경이다. 일본의 기업들은 일명 ‘토요타 웨이’라는 경영 이념을 공유하고 있으며 따라서 주주들이 경영의 주체가 되는 주주 행동주의를 근간으로 하는 기업들은 흔치 않다. 하지만 최근 일본은 이러한 전통적인 경향에서 점점 벗어나고 있다. 일본은 자유방임주의적인 경향이 여전히 강하여 경제자유지수에 의하면 일본 경제는 아시아 30개국의 경제 중에서 5번째로 자유방임주의 경향이 강하다.

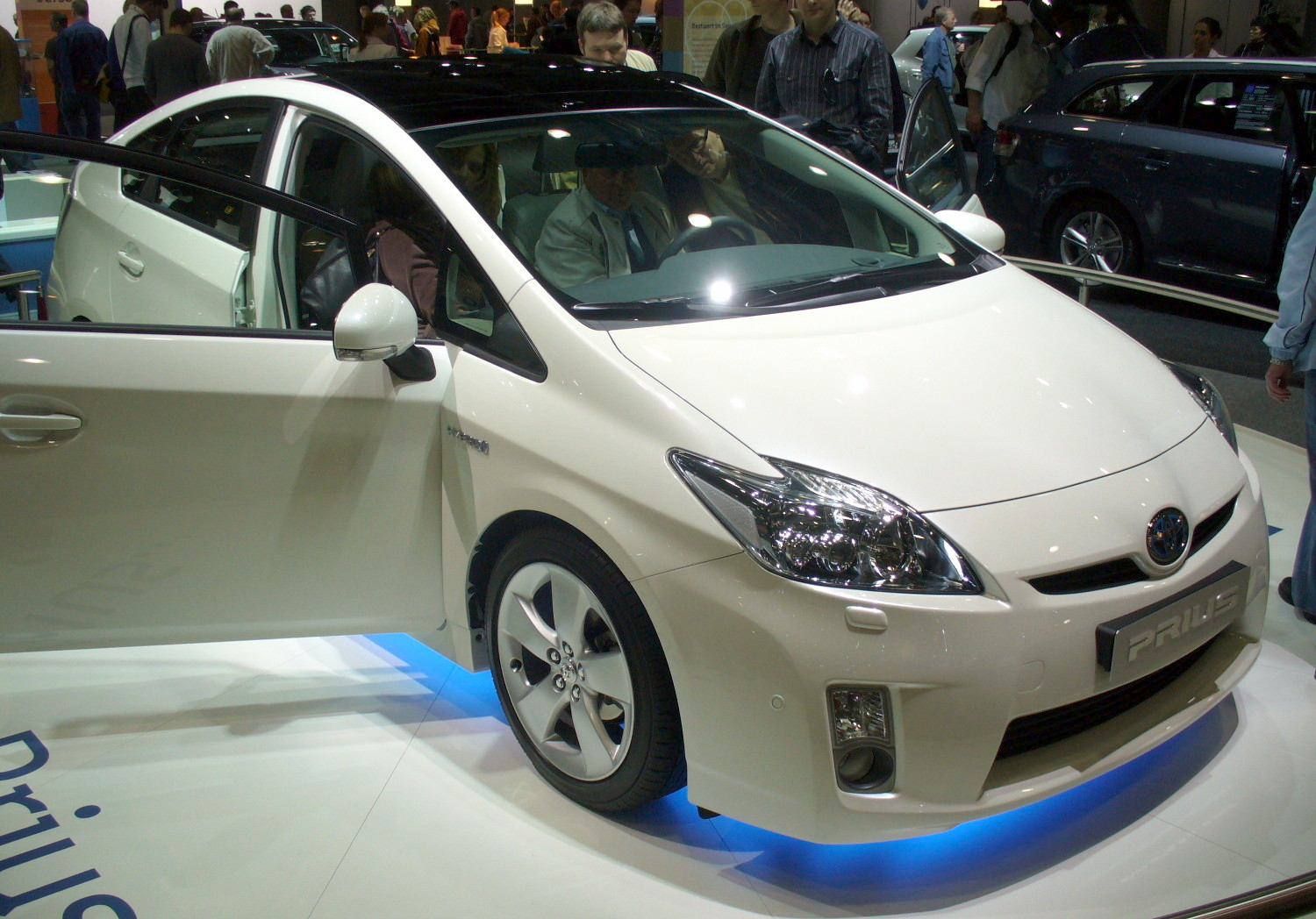
토요타 프리우스. 자동차와 전자 기기는 일본의 수출액 중에서 매우 높은 비중을 차지하고 있다.

일본의 수출 총액은 2005년 기준 4,210 달러로, 주요 수출 시장 비중은 미국이 22.8%로 제일 높으며 유럽 연합 14.5%, 중화인민공화국 14.3%, 대한민국 7.8%, 중화민국 6.8%, 홍콩 5.6%(2006년 기준) 순이다. 또한 주요 수출품은 자동차를 비롯한 수송 수단 및 장비, 가전 기기, 전자 기계와 화학 제품이다. 한편 일본의 주요 나라별 수입 비중은 중화인민공화국이 20.5%를 차지하여 제일 높았고 다음으로 미국 12%, 유럽 연합 10.3%, 사우디아라비아 6.4%, 아랍에미리트 5.5%, 오스트레일리아 4.8%, 대한민국 4.7%, 인도네시아 4.2%였다(2006년 기준). 주요 수입품은 기계 및 장비, 원유, 쇠고기를 주로 한 음식류, 화학 제품, 섬유품, 원자재이다. 고이즈미 준이치로 내각 이후, 일본에 들어오는 외국 자본 또한 치솟고 있다.
일본의 사무 문화는 토속적인 사상과 융합하여 네마와시, 연공서열제, 샐러리맨 그리고 사무 여성이라는 독특한 특성을 가지고 있다. 또한, 일본의 주택 시장은 도시 지역에 한정된 토지 공급으로 특성지어진다. 이는 세계에서 가장 큰 국내총생산의 집합체를 이루는 도시인 도쿄에서 두드러진다. 대부분의 일본인이 도시의 교외나 촌락 지역에서 살고 있으며 집집마다 분리된 주거 형태가 가장 많은 형태이다. 일본의 농수산업은 흔히 테라스 양식으로 이루어지고 있으며 수확량 또한 높은데, 일본 전 국토의 13%가 경작지로 이용되고 있으며 세계 어획량은 중국의 뒤를 이어 거의 15%를 일본이 차지하고 있다.
그러나 한편으로는 2010년 이래 장기적으로 디플레이션 현상이 지속되고 있으며, 엔화의 지나친 강세도 수출을 위주로 하는 일본 경제에 악영향을 끼치고 있다. 2013년 새로 출범한 아베 내각은 유로 안정화 기구의 채권을 매입하는 등 계속해서 엔화량을 늘리고 있으나 이와 같은 아베 내각의 부양책이 "오래 가지 못할 것"이라는 우려를 갖고 있다. 일본은 디플레이션 현상과 약 1,510엔에 이르는 국채, 침체된 내수 경제 해결이라는 과제를 안고 있다.
GDP의 2배가 넘는 정부 부채를 가지고 있지만 부채의 3배가 넘는 국부(가계, 기업, 정부의 합계) 자산을 가지고 있다. 또한 2019년 3월 기준으로 국가부도의 가능성을 나타내는 CDS프리미엄에서도 아시아 국가 중 가장 낮은 수치를 보여주고 있다.

### 교통

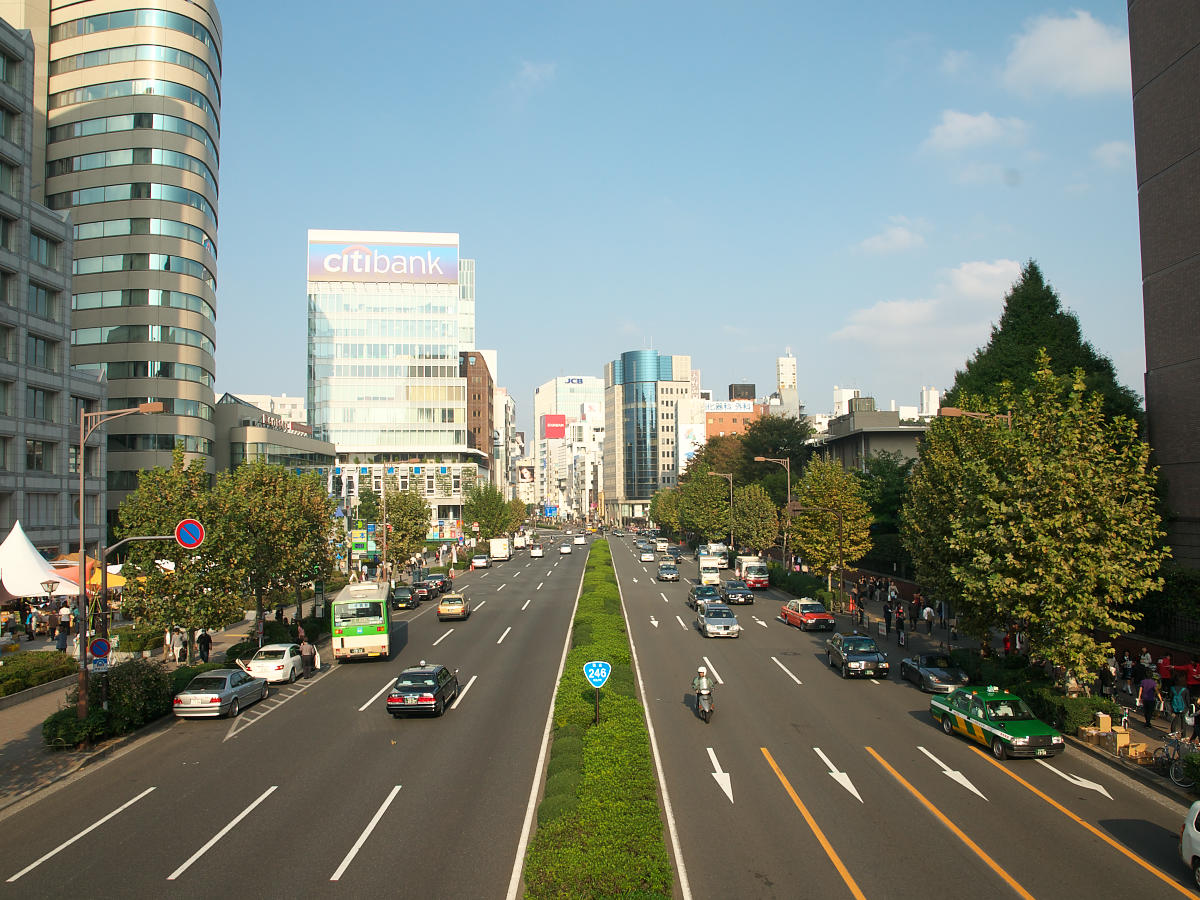
일본 국도 제246호(아오야마가쿠인 대학 앞)

일본의 교통의 특색은 육상·해상·항공을 막론하고 도쿄와 오사카를 중심으로 한 여객 및 화물의 수송이 특히 활발하며 이어 세토 내해·북규슈 지방에서 발달하고 있으나, 동해 쪽이라든가 홋카이도·도호쿠의 두 지방, 시코쿠와 규슈 남부의 교통은 아직 충분하다고 할 수 없다. 또한 하천 교통이 거의 없는 것이 결점이며 태풍이나 대설 혹은 지진에 의한 교통 장애도 적지 않으나 전체적인 교통망의 밀도는 매우 높은 편이다.
여객 수송 수단으로 수송량이 가장 많은 것은 자동차이며 그 다음이 철도이다.:147 반면 항공기와 선박이 국내 수송을 차지하는 비율은 적다. 1970년대에는 철도 수송이 가장 많은 비율을 차지하고 있었지만 1990년대 이후 버스를 포함한 자동차 수송이 전체 국내 수송의 50% 이상을 차지하게 되었다.:147 하지만 최근에는 환경 오염 문제와 더불어 철도에 대한 관심이 다시 증대하고 있다. 화물 수송량은 트럭을 포함한 자동차가 가장 많은 비율을 차지하고 있으며 선박과 항공기, 철도가 그 뒤를 이었다.:147 국제적인 수송에서는 여객에서는 항공기, 화물에서는 선박이 가장 높은 비율을 보이고 있다.:148~149

### 과학과 기술

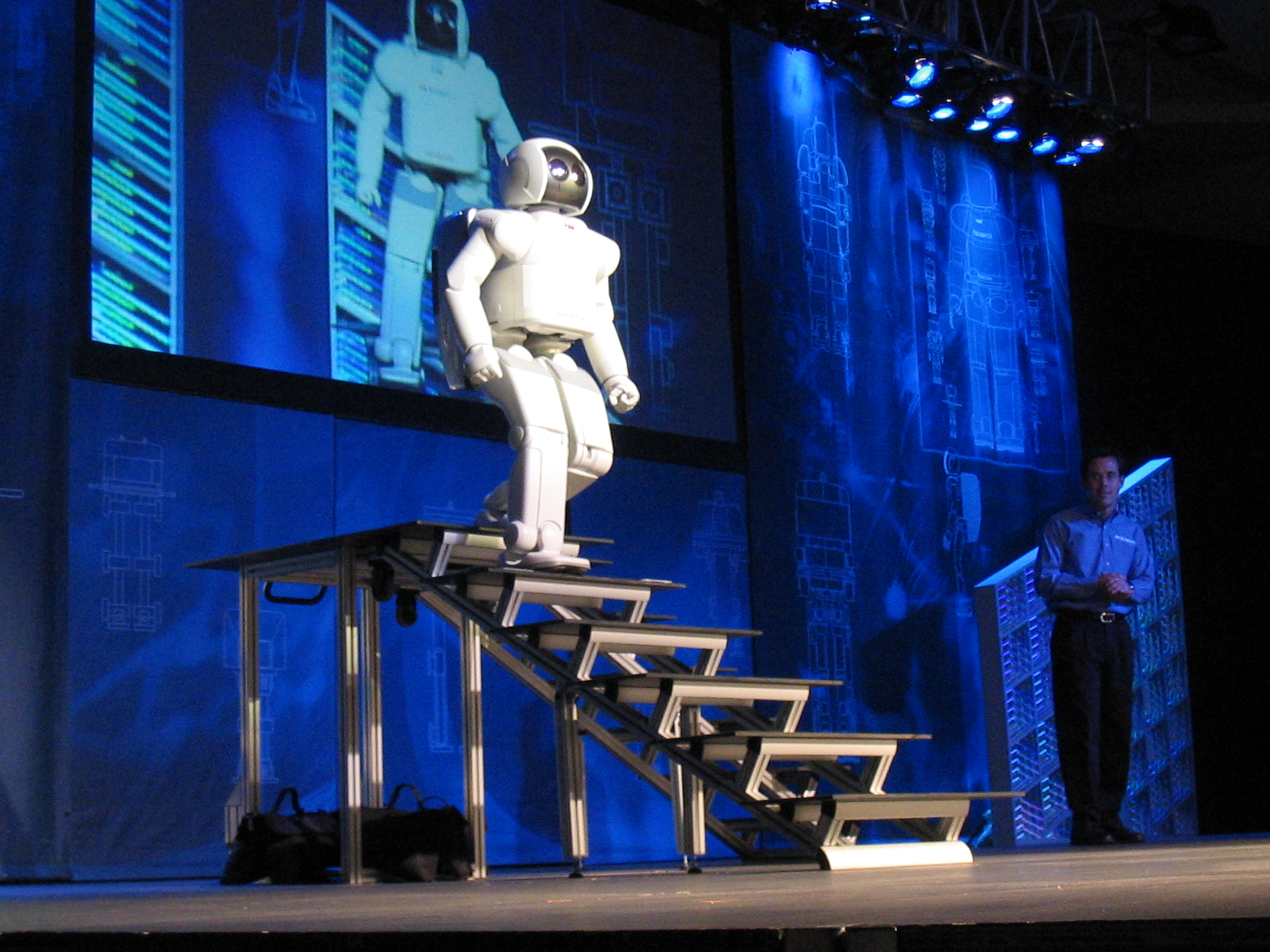
혼다의 모델인 아시모

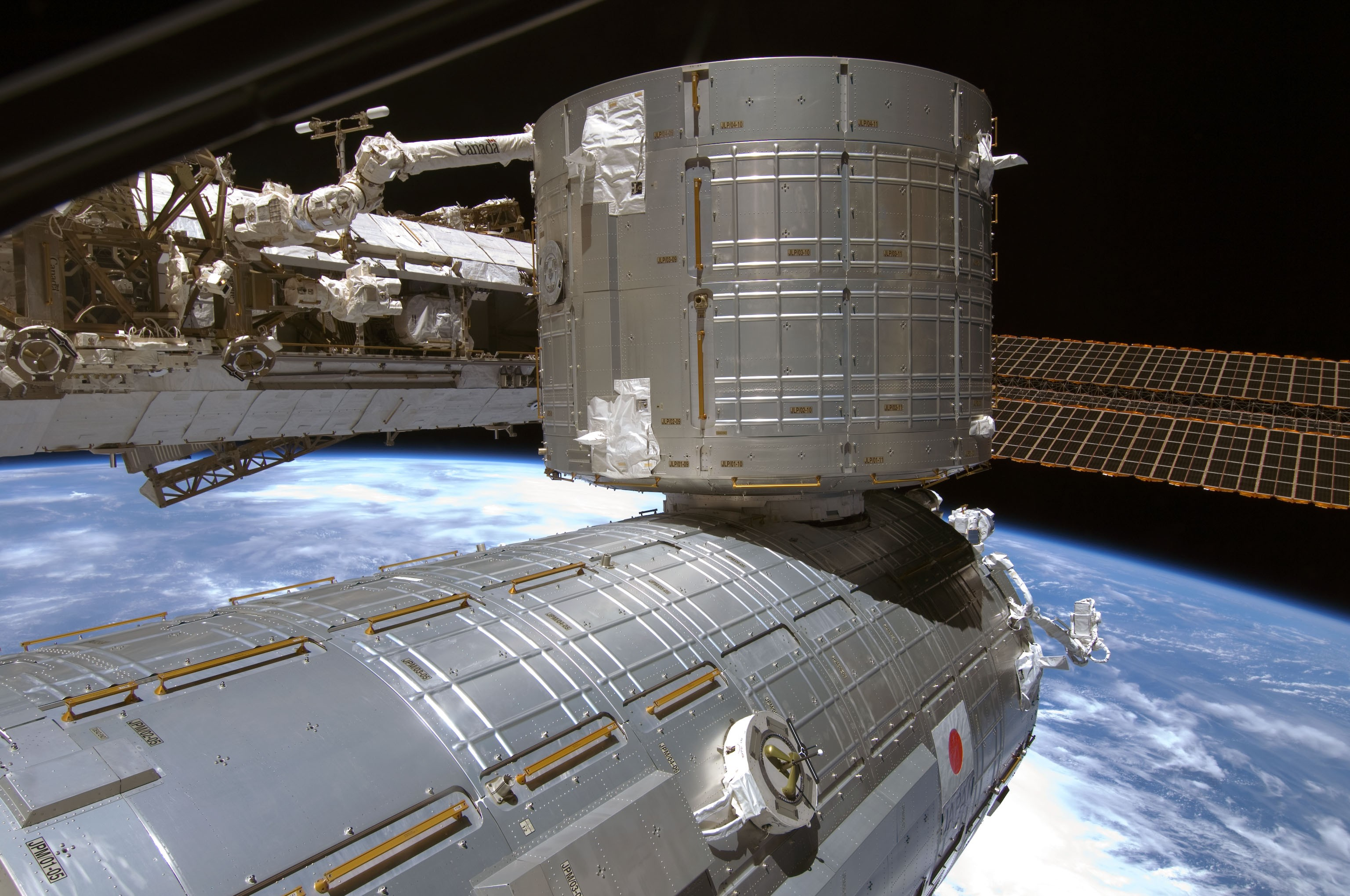
JAXA Japanese Experiment Module, 국제 우주 정거장의 부분

일본은 과학 연구 분야를 선도하는 나라 중 하나로, 특히 기술, 기계, 생물학 연구에서 앞서가고 있다. 칠십만명에 가까운 연구자들이 일천삼백억 미국달러에 달하는 예산을 나눠쓰고 있으며 이러한 예산규모는 전 세계에서 세 번째로 큰 것이다. 일본은 기초 과학 연구 분야에서 세계적인 리더이기도 해서 물리학과 화학, 생리학·의학 분야에서 13명의 노벨상 수상자를 배출하였을 뿐만 아니라 세 명의 필즈상 수상자와 한 명의 가우스상 수상자를 배출하였다.
일본의 탁월한 기술 분야의 기여는 전자 공학, 자동차, 기계, 지진 공학, 산업 로봇, 광학, 화학 물질, 반도체, 금속 등의 분야에서 나타났다. 일본은 로봇 공학 분야에서 생산과 소비 모두 세계적인 리더의 위치에 있다. 예를 들어 일본은 전 세계에서 제조를 위해 사용하고 있는 산업 로봇 중 절반 이상(742,500개 중 402,200개)을 보유하고 있는 나라이며 QRIO, ASIMO, AIBO 같은 로봇들을 제작하였다. 일본은 세계에서 가장 많은 자동차를 만드는 나라이며 전 세계에서 가장 큰 규모를 기준으로 뽑은 열 다섯 개 자동차 제조사 중 네 곳의 본사가 있고, 전 세계에서 가장 큰 규모를 기준으로 뽑은 스무개의 반도체 판매사 중 일곱 곳이 있는 나라이다.
일본 우주항공연구개발기구(JAXA)는 일본의 우주기관으로 우주와 행성 연구를 감독하고, 항공기 산업과 로켓과 위성 개발을 지휘하고 있다. 이 기구는 국제 우주정거장에 참여하고 있으며 일본 실험 모듈을 국제우주정거장에 추가하였다. JAXA는 금성 기후 탐사 인공위성(PLANET-C)을 2010년에 쏘아올리는 것과 같은 우주 탐험 계획을 갖고 있다. 또한 JAXA는 2013년에 수성탐사위성을 쏘아올리려고 계획하고 있으며 2030년에는 달에 식민지를 건설하려고 하고 있다. JAXA는 2007년 9월 14일에 달 탐사 위성인 셀레네(SELENE, 일본어: かぐや 가구야/카구야[*])를 발사했다. 셀레네는 미국의 아폴로 계획 이후에 가장 큰 규모의 달 탐사 계획이다. 이 계획의 목표는 달의 기원과 발달에 대한 자료를 모으는 것이다. 위성은 2007년 10월 4일에 달 공전 궤도에 진입하였다.

## 사회
일본의 인구는 2006년 기준 1억 2800만 명으로 인구의 70% 정도가 간토 남부에서 규슈 북부에 걸친 태평양 연안에 거주한다.:13 일본인이 다수를 차지하고 있으며 소수 민족으로는 류큐인, 아이누족, 윌타족, 니브히족 등이 있는데, 계속된 차별을 받아온 류큐인 은 오키나와를 중심으로 1970년대 일본 편입 이후 재독립을 추진하고 있으며, 아이누족은 적극적인 문화 회복 활동을 통해 일본 국회에서 선주민 자격을 인정받았다.
일본인의 평균 수명은 2009년 기준 남성이 79.29세이며 여성은 세계에서 가장 높은 수치인 86.05세를 기록하였다. 특히 여성의 평균 수명은 1985년 이후 계속 세계 1위를 유지하고 있다. 일본인의 주된 사인은 1996년 조사에 의하면 암이 가장 많고, 다음으로는 심장병, 뇌졸중 등의 성인병과 자살, 교통사고 등이 그 뒤를 이었다.:164 출생률이 계속 줄어들고 있지만 제2차 세계 대전 이후 의학이 급속도로 발전하여 사망률 또한 현저히 줄어들어 노인 계층이 증가해:165 이미 초고령 사회에 진입한 상태이다. 미국 질병통제예방센터는 일본인의 기대 수명은 2009년 기준 싱가포르와 더불어 약 82세 정도라고 발표하였다. 하지만 자살률이 OECD 국가 중 대한민국에 이어 2위로 높아 심각한 사회 문제로 대두되고 있다.

### 언어

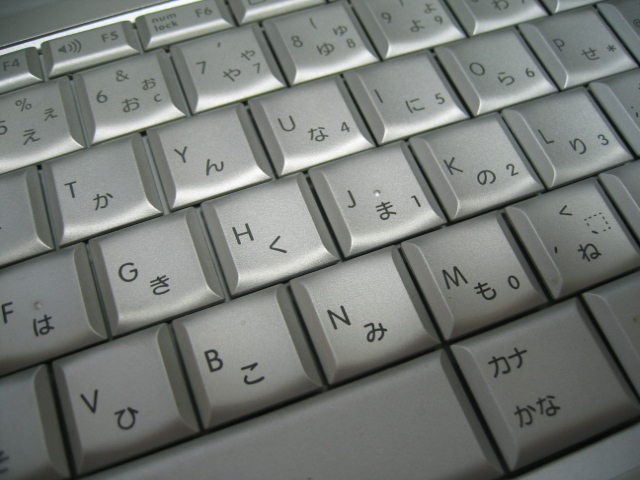
가나가 쓰인 키보드

일본 전체 인구의 99% 이상이 일본어를 제1국어로서 사용하고 있다. 일본어는 화자와 청취자의 상대적인 지위를 구분하는 경어, 동사의 형태나 교착어 체계 등 일본 사회의 계층적인 특성을 반영한다. 또, 대표적인 일본어 사전인 신센고쿠고지텐에 따르면 한자·한문·중국어를 뿌리로 하는 단어가 전체 어휘의 49.1%을 차지하고 있으며 일본어 토박이말이 33.8%로 뒤를 이었고, 영어를 비롯한 기타 외국어에서 유래된 외래어가 8.8%를 차지하고 있다.
문자는 한자와 가나를 기본으로 하며 이외 라틴 알파벳, 아라비아 숫자가 혼용된다. 류큐어는 오키나와에서만 한정되어 사용되고 있으며 지역 학생들이 배우고 있다. 한편 홋카이도 지방에서 원주민들이 사용하던 아이누어는 메이지 시대 이후 이루어진 사용 탄압과 혼혈의 증가 등으로 인해 사용 인구가 점점 노령화되고 줄어들고 있다. 한편으로 영어는 많은 공·사립학교에서 일본어와 함께 정규 교육 과정에 포함되어 있다.

### 종교

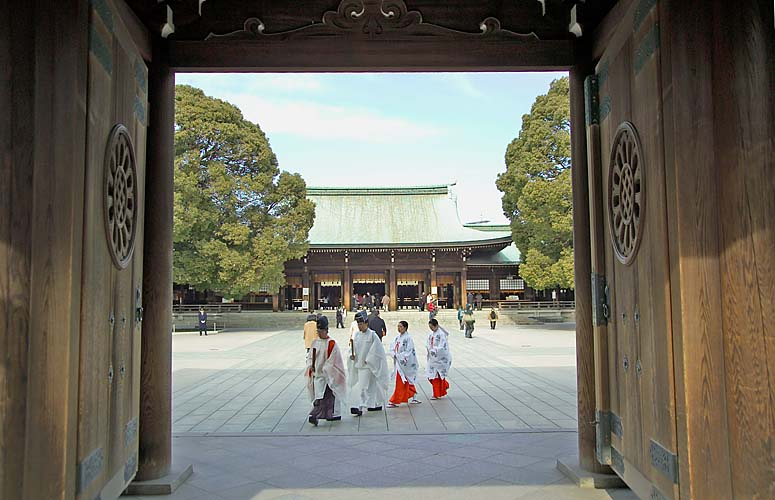
메이지 신궁

일본에서는 헌법 3장 20조에 따라 종교의 자유가 보장되고 있기 때문에 특별히 지정된 국교(國敎)는 존재하지 않고, 국가의 행사 또한 종교와는 전혀 관련이 없다. 따라서 학교에서도 강제 종교 교육을 하지 못하도록 되어 있다.
일본의 주된 종교들은 신토와 불교이며 일본인들의 90% 이상이 신토를 믿고 있다. 일본에서 종교는 생활의 일부로 섞여있으며, 여러 개의 종교를 갖고 있는 사람들이 흔하다. 이런 경향은 결혼식은 교회나 성당에서 치르고 장례식은 불교식으로 치르는 생활 방식으로 드러난다.:304 그밖에 기독교(基督敎,그리스도교,크리스트교/christ敎)의 교파로서 천주교회와 일본 성공회, 정교회, 개신교 등이 있는데, 개신교로는 1940년대에 일본 제국 정부의 주도로 여러 교파가 강제로 통폐합된 일본기독교단에서 비롯하여 일본 제국 패망 이후 갈라져나온 장로교, 감리교, 루터교회, 구세군, 그리고 한국 개신교도들이 만든 재일대한기독교단과 여러 선교 단체들이 있다. 20세기에 이르러서는 천리교, 불교에서 갈라져 나온 창가학회 등이 새롭게 등장했다.:305 1990년대에는 외국인 노동자들을 중심으로 이슬람교가 들어왔지만, 아직 이슬람교 신자들은 소수이다.
일본에서는 2개 이상의 종교를 믿는 사람들도 많기 때문에 신앙 마찰이 발생하기도 한다. 옴진리교의 도쿄 지하철 사린 사건이나 신흥종교인 통일교도 납치 사건 등이 대표적인 사례이다.

### 방송과 언론

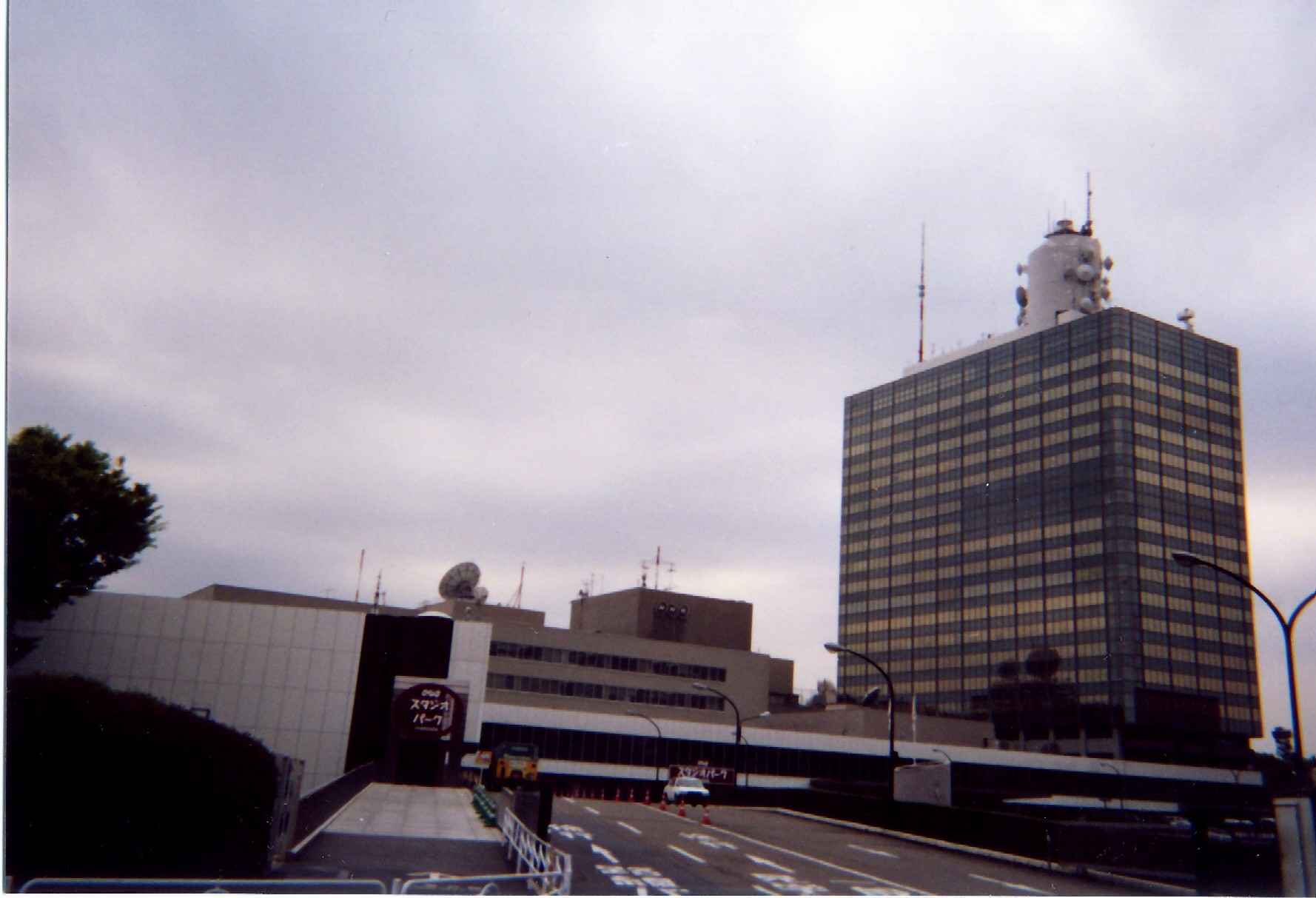
NHK 방송센터 도쿄 본사

일본국 헌법에서는 언론과 출판의 자유를 기본적으로 보장하고 있다.:158 따라서 매체에 대한 검열이 없기 때문에 개인이나 단체가 자유롭게 신문과 잡지를 발행할 수 있으며 그러한 출판물이 일본 형법이나 기타 법률에 저촉되지만 않으면 자유로운 기사의 게재가 가능하다.:158 텔레비전과 라디오 방송국의 경우 방송제도의 기본 테두리를 규정한 전파법과 방송법(1950년 제정)이 정한 파장 범위 내에서만 방송하도록 하고 있으며 정부의 허가를 받은 방송국이 매년 3년마다 갱신 허가를 받도록 정한 것 이외에 프로그램 방송이나 편성에 대하여 정부가 개입하지 못하도록 하고 있다.:158
일본의 일일 발행부수가 많은 유력한 신문으로는 요미우리 신문, 아사히 신문, 마이니치 신문, 니혼케이자이 신문, 산케이 신문이 있으며 이 중 요미우리 신문이 가장 많은 발행 부수를 자랑한다.:159 일본의 신문은 19세기에 정치적인 주장(특히 정부에 대한 비판)을 목적으로 하여 발족하였으며 제2차 세계 대전 도중에는 어용화되기도 하였지만 현재에는 대중의 인기에 영합하려는 경향이 강해졌다는 비판을 받기도 한다.:159 일본에서 신문에 대한 통제는 없지만 신문사 내에서 자율적으로 일본 천황에 대한 비판 기사와 같이 민감한 기사는 게재되지 못하도록 통제하고 있다.:159 최근에는 인터넷 신문사들이 계속 생겨나고 있지만, 역량 부족과 저조한 구독률로 인해 오래 가지 못하는 신문사들이 대다수이다.
1953년 이후 최초의 텔레비전 방송국이 설립되면서 본격적인 방송 보급이 이루어져:219, 현재의 일본 방송 체계는 공영 방송인 일본방송협회(NHK)와 민간 방송의 두 가지로 구분되어 있다. 일본방송협회는 수신 계약을 맺고 있는 국민들로부터 시청료를 받는:160 대신 광고를 내보내지 않고 있다. 한편 민방은 모두 139개가 운영(2003년 현재):160 되고 있는데 이들은 대부분 광고 수입에 의존하고 있다. 대표적으로 닛폰 TV 방송망(닛테레), 도쿄 방송, 후지 TV, TV 아사히, TV 도쿄, 독립 UHF 방송국 등이 있으며 신문사와 방송사의 겸영이 가능하기 때문에 신문사와 연계되어 있는 경우가 많지만:219 이에 따른 여론의 편중 현상 등 여러 부작용이 발생하고 있다. 한편, 텔레비전 방송은 전부 컬러화되어 있으며 1987년부터는 케이블 TV 방송도 이루어지고 있다.:161
한편 라디오의 보급률도 높기는 하지만 실제 청취도는 높지 않다.:219 예전에는 음악을 즐겨 듣는 사람들로부터 많은 인기를 끌었으나, MP3와 CD 플레이어의 등장으로 순수히 음악을 청취할 목적으로 라디오를 듣고 있는 사람들은 감소하고 있는 추세이다.

### 교육
초등학교, 중학교, 고등학교와 대학교 등 현대 학교의 개념이 일본에 첫 소개된 것은 1872년 메이지 유신 이후였다. 1947년 이후, 일본의 의무 교육 기간은 만6세부터 만15세까지에 해당하는 초등학교와 중학교의 9년이다. 의무 교육을 마친 거의 모든 학생들이 고등학교로 진학하며 문부과학성에 의하면 2005년 기준 대략 75.9%의 고등학생이 대학교, 단기 전문 대학교를 비롯한 상위 학교로 진학하였다.
일본의 교육은 고등 교육 기관으로의 입학을 위한 경쟁이 매우 치열한 체계이다. 따라서 선호하는 대학이 편중되어 있는데, 그 중 도쿄 대학과 교토 대학이 최상위 순위를 차지하고 있어 경쟁이 심하다. OECD를 중심으로 이루어진 국제 학생 평가를 위한 프로그램에서 일본은 세계 6위를 차지하였다.
일본의 교육 체계는 6-3-3-4제로, 소학교 6년, 중학교 3년, 고등학교 3년, 대학교 4년으로 되어 있다. 새 학기는 4월에 시작된다.:141 태어난 지 한 달 정도 되는 영아 때부터 아이를 맡겨서 사회적인 교육과 보육이 이루어지는 후생노동성 산하의 탁아소(託兒所)와 같은 보육 시설이 있고:139, 대한민국이나 여러 다른 나라들같이 만 3세부터 본격적인 전문 교육 기관으로 문부과학성의 관리를 받는 유치원에 다니게 된다.:140 만 6~7세부터는 초등학교와 같은 개념인 소학교를 다니기 시작하며 중학교와 고등학교로 진학할 때 입학 시험을 치르게 된다.:141 그렇기 때문에 사설 학원인 주쿠(塾) 등의 보충 학습, 심화 학습 등을 비롯한 사교육이 지나치게 성행하여 학교 수업이 경시된다는 비판을 받고 있으며 정부 또한 공교육 정상화를 도모하기 위해 제도의 개선을 계속 추진하고 있다.:142 또 학교를 비롯한 사회 집단에서 이루어지는 집단 따돌림인 이지메도 문제가 되고 있어 등교 거부, 자살, 히키코모리, 오타쿠와 같은 사회 문제가 발생하자 이에 대한 대안을 위해 대한민국의 대안 학교와 동일한 개념인 프리스쿨과 같은 교육 시설이 등장하고 있다.:143 한편 대학교는 4년제 대학인 '대학'과 2년제 대학인 단기 대학, 전문 학교가 있으며 4년제 일반 대학은 학부제, 2년제 단기 대학은 학과제로 운영되고 있다.:145

### 의료

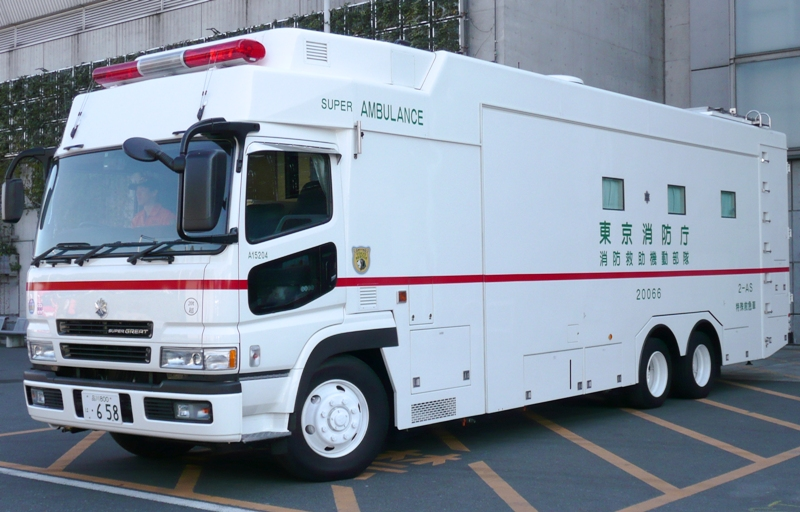
일본의 앰뷸런스

일본에서 건강보험제도의 혜택을 받으려면 일본에 거주하여야 한다. 또한 건강보험제도는 국가 및 지방 자치 단체에 의해 제공된다. 1961년에 개인 의료 서비스가 시작되었다. 사람들이 건강보험의 혜택을 받기 위해선 반드시 어떤 종류의 건강보험계획에 가입하여야 한다. 공무원이나 개인 회사의 노동자들은 근로자 보험 또는 회사건강 보험계획 중 하나에 가입해야 하며 자영업자와 퇴직자들은 지방단체가 운영하는 국가건강보험계획에 가입해야 한다. 일본의 건강 보험제도의 특징으로는 ‘성과급 제도’가 있다. 이 제도는 의료기관들이 환자들에게 의료 서비스를 제공하였을 때 건강보험계획에 의하여 배상금을 지급받는 제도이다. 건강보험계획은 의사들에게 개인 병원을 아무 곳이든 개업할 수 있는 자유를 부여하였다. 건강증진법이 있어 철도역 등에서 흡연이 금지되어 있다.

### 인권
일본은 미국 국무부가 2001년부터 매년 발표하는 인신매매 실태 보고서에서 2017년까지 연속해서 '인신매매를 방지하기 위한 최소한의 기준을 충족하지 못하는 2등급 국가'에 포함되어 있으며, 주요 8개국(G8) 국가 중에서는 일본만 2등급이다. 2004년에는 한 단계 더 낮은 '2등급 감시대상국'으로 추락한 적도 있다.

## 문화

### 문학

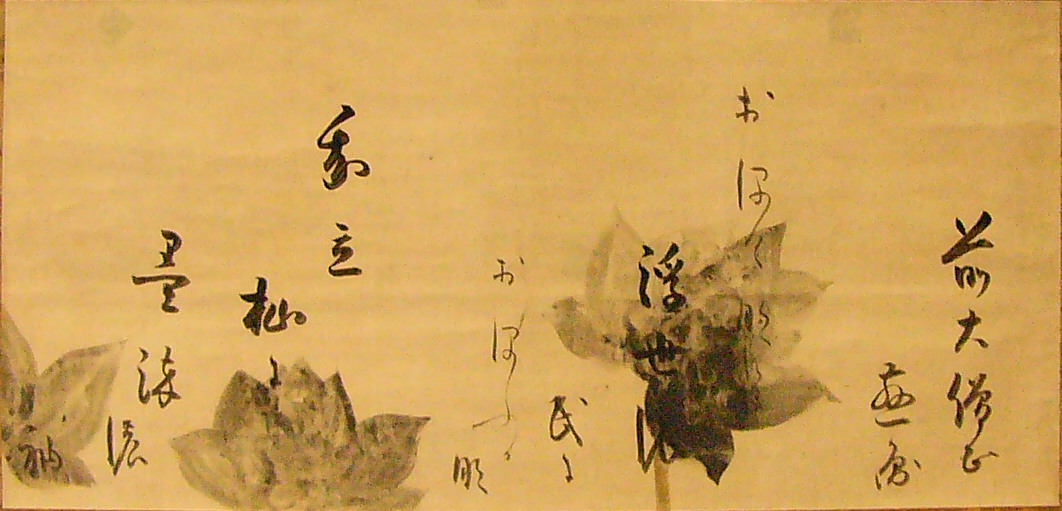
혼아미 고에쓰가 남긴 글귀

일본 문학의 기원은 구전 문학(口傳文學)에서 비롯하여 8세기 초에 최초의 기록 문학 형태를 갖추었다. :199 왕실에서 직접 주도하여 712년 신화와 전설에 관한 작품집인 고지키가, 720년에는 역사서인 니혼쇼키가 완성되었다. 또 759년 경에는 일본 최고(最古)의 시집으로 4,500편의 시가 수록된 만요슈가 등장하여 이 시기에 단가(短歌) 형태의 시가 문학이 나타났음을 입증하고 있다.:200 그 후 헤이안 시대의 귀족 문화에서 문학의 중심적인 역할을 담당했던 사람들은 궁중의 여관(女官)으로, 이 시기에 세이 쇼나곤, 무라사키 시키부 등의 여성 시인이 활발하게 활동한다.:200 센고쿠 시대와 에도 시대를 거쳐서 17세기에는 마쓰오 바쇼가 17자의 단문 시 형식인 하이쿠를 만들기도 하였다.
근현대 일본 문학은 다양한 사조의 등장으로 문학 작품의 다양성이 강해져 일본 내 뿐만이 아니라 전 세계적으로 인기를 끌었는데 대표적인 작가로 미시마 유키오, 나쓰메 소세키, 가와바타 야스나리, 오에 겐자부로 등이 있다.:201~202 지금도 히가시노 게이고, 무라카미 하루키와 같이 현대에 형성된 염세주의 소설, 추리 소설 등 다양한 장르의 증가와 왕성한 문학 창작력으로 일본 국내에서 일본 문학이 많은 인기를 끌고 있으며, 대한민국, 중국, 유럽 등 여러 나라에 번역되어 소개되면서 세계적으로 많은 인기를 구가하고 있다. 1990년대 이후에는 기존의 고정된 작품관에서 서브 컬처 문화 증가와 더불어 라이트 노벨이 등장하였다.

### 음악

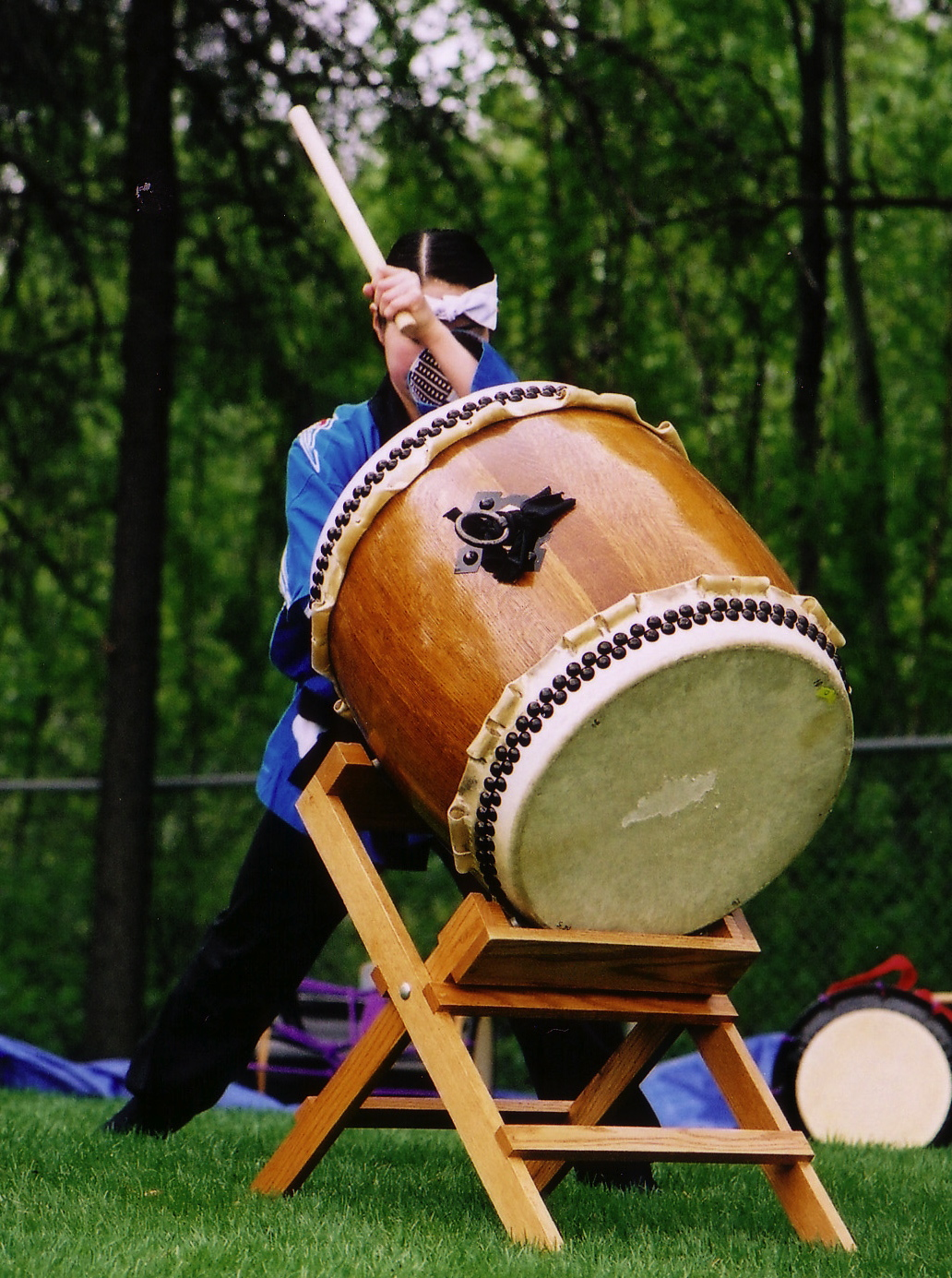
일본의 전통악기인 태고

일본에서는 전통 음악에서부터 서양의 고전 음악, 팝송 등 다양한 장르의 음악을 쉽게 접할 수 있다. CD는 일본에서 연간 4억 5천여장, 테이프는 2,300만 여본이 제작되며 야마하와 같은 악기 제조 업체들이 발전하여 잘 알려져 있다.:219 일본의 악기사 또한 다른 문화 분야의 역사처럼 오래되었는데, 중국의 《위지왜인전》에는 5~6세기에 한국으로부터 삼국시대 음악이 도래되기 전에도 일본 고유의 악기가 있었다는 기록이 남아있다.:550 5~9세기에 걸쳐서는 아시아의 주변 여러 나라로부터 대륙계 음악들이 유입되었고, 당나라의 당악과 불교 음악 등이 유입되기도 하였다.:550 사무라이들의 등장으로 궁정 귀족들이 몰락한 이후에는 향토 음악이 발전하였으며 16세기 후반에는 류큐 열도로부터 샤미센과 기독교 음악이 전래되었다.:550 메이지 시대부터 현대에 이르는 기간에는 이전의 전통적 음악들을 보존하고 발전시켜왔으나 양악이 다양한 분야에 유입:550되면서 잠시 뜸해졌다가 현대에 이르러서 전통 예능 부흥 운동이 일어나 다시 왕성해지고 있다.:219~220
보편적인 대중 음악으로는 엔카와 제이팝 등이 있는데 그 중 엔카는 대한민국의 트로트와 비슷한 장르로 볼 수 있다. 하지만 엔카가 시장에서 위력이 약해지고 서양에서 들어온 팝 음악에 일본색에 의해 화학적 변화를 일으키면서 대중적으로 큰 인기를 얻기 시작한 음악 종류가 있는데 바로 그것이 제이팝(영어: J-pop 제이팝[*], 일본어: ジェイポップ 제이폿푸[*])이다. 제이팝은 일본의 라디오 방송국 J-WAVE에서 만들어진 용어로서 일본 대중가요에서 젊은 세대가 좋아하는 음악을 총칭한 장르이다. 제이팝은 1960년대에 활동한 비틀즈의 영향을 받았었다. 제이팝이 가지는 일본 시장 규모는 엄청나다. 현재 제이팝을 중심으로한 일본 음반시장의 규모는 약 2조 5천억원으로 환산되며 미국에 이어 두 번째로 큰 시장이고 인구 대비 세계최고다. 하지만 여전히 기획상품인 10대 아이돌 스타는 제이팝의 큰 축을 떠받치고 있다.
애니메이션이나 게임 OST, 뉴에이지 곡을 필두로 하는 음악 장르와 음악가들도 세계적으로 유명하다. 대표적으로 히사이시조, 사카모토 류이치, 유키구라모토, 어쿠스틱 카페 등이 있다.

### 비디오 게임

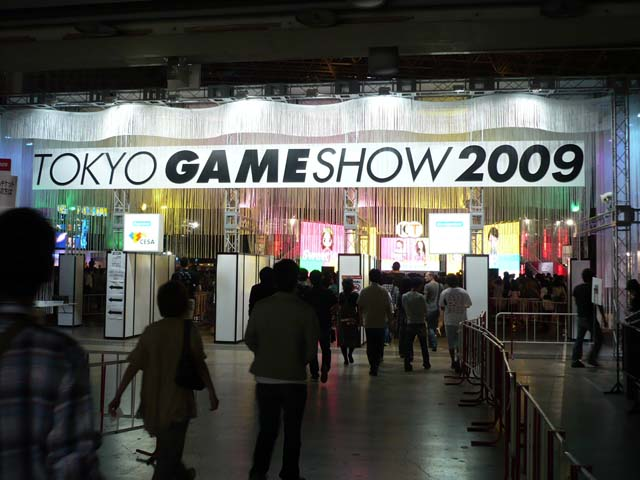
도쿄 게임 쇼

일본에서 게임이라고 하면 온라인 게임보다 가정용 게임기를 떠올리는 사람이 많다. 그만큼 일본에서는 가정용 게임기의 보급률이 높은 것이다. 그 이유는 아직 PC가 널리 보급되지 않았던 1983년에 가정용 게임기인 ‘패미콤’이 발매가 되었다. 그 전에도 가정용 게임기는 있었지만 패미콤이 폭발적인 인기를 끌면서 이로 인해 게임 붐이 일어났다. 또한 ‘마리오’, ‘동키 콩’과 같은 게임에 등장하는 캐릭터를 시리즈화하였다. 1995년, 윈도우 95의 발매로 인터넷이 보급되고, 인터넷으로도 게임이 가능하다는 것이 알려져도 이미 일본 게임 시장에는 가정용 게임기가 자리잡고 있었다. 일본의 집은 작고 좁아서 당시 데스크톱 컴퓨터가 보급되지 못하여서 가정용 PC는 거의 노트북 컴퓨터였다. 이 때문에 ‘게임은 가정용 게임기로’라는 인식이 그대로 남아 있을 수밖에 없었다. 예전에는 게임을 즐기는 연령층이 주로 어린이였지만 요즘에는 성인들도 많이 즐기고 있다. 이처럼 성인을 타깃으로 한 휴대용 게임기가 보급되면서 인기있는 게임 소프트로 변하고 있다. 1980년대에는 주로 어린이가 타깃이었기 때문에 롤플레잉 게임과 같은 어드벤처, 액션이 인기가 많았지만 요즘에는 두뇌 훈련, 학습용 소프트 등도 인기를 끌고 있다. 또한, 닌텐도의 닌텐도 DS는 간편한 휴대성때문에 각종 기업, 학교에서 교육용으로 사용하기도 한다. 최근에는 대한민국에서 유입되는 온라인 게임도 인기를 끌고 있긴 하지만 비디오 게임이나 휴대용 게임에 비해 시장 점유율이나 인기가 적은 편이다.

### 예술

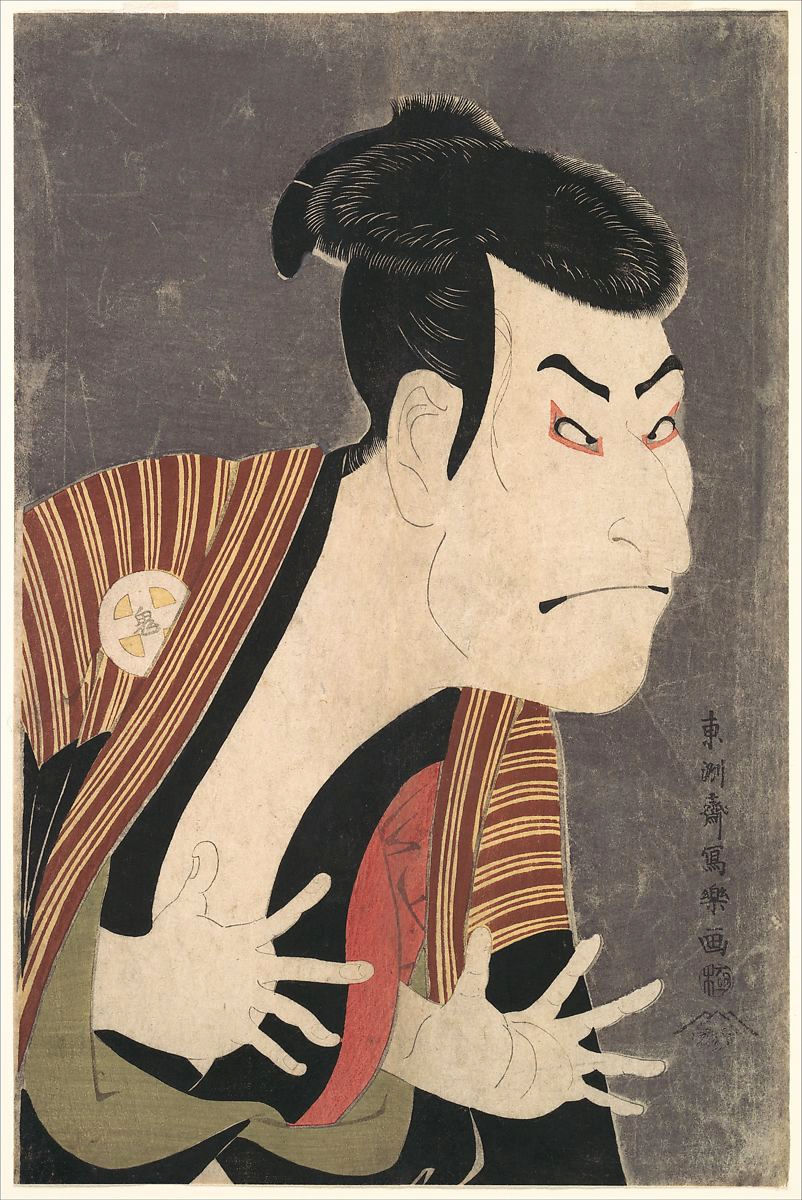
도슈사이 샤라쿠의 우키요에

일본의 회화 미술은 불교의 전래와 더불어, 부처의 그림과 같이 불교와 관련된 그림을 그리는 불화(佛畵)로부터 시작:126되었다가 10세기부터는 일본 열도의 풍경이나 풍속을 묘사하게 되었는데, 이것을 야마토에(大和絵)라고 불렀다. 한편 전통 회화의 다른 종류인 수묵화는 중국에서 들어와 15세기 경에는 일본 회화의 일부로서 독자적으로 발달하였으며 묵의 진하기를 활용하고 주로 암시적인 표현을 사용하는 것이 특징이다.:126 또, 에도 시대의 회화로 오늘날에도 폭넓게 감상되고 있고 해외에도 널리 알려진 우키요에(浮世絵)이다. 민화의 한 양식으로 직접 그리는 육필화 형태로도 제작되었지만 특히 판화(版畵) 형태로 널리 보급되었다.:126 18세기 중엽에 스즈키 하루노부가 창시한 다색쇄 판화로 우키에요는 더욱 번성하였으며 19세기에는 가쓰시카 호쿠사이, 안도 히로시게 등이 등장하여 우키요에의 최전성기를 맞아 우키요에의 화법이 서양으로 알려져 고흐 등의 후기 인상주의 화가들에게 영향을 주기도 하였다.:126
일본의 예능 공연은 오랜 역사를 지닌 무악(舞樂)을 비롯하여 노, 교겐, 인형극, 가부키, 각종 민속예능 등 이른바 전통 예능과 신파·오페라·발레·대중연극 같은 현대 연극 등 다양한 종류들이 있다. 일본 연극은 오랜 역사 속에서 한국, 중국 등 주변의 여러 나라로부터 크게 영향을 받으며 혼합 발달하여 온 것이므로 순일본적인 요소와 외래적인 요소를 구별하기란 매우 어렵다.:546 무로마치 시대에 간아미와 제아미 부자에 의해 노가 발전하였으며 고전 무대 예술인 가부키의 경우에는 17세기에 등장해 현대에는 여러 상설 극장이 세워져 인기를 끌고 있다.:225~228 메이지 시대 이후에는 서양식 연극이 도입되었으며 이외에 라쿠고나 고단과 같은 대중을 대상으로 한 만담(漫談) 문화도 유명하다.:231

### 만화·애니메이션·오타쿠 문화

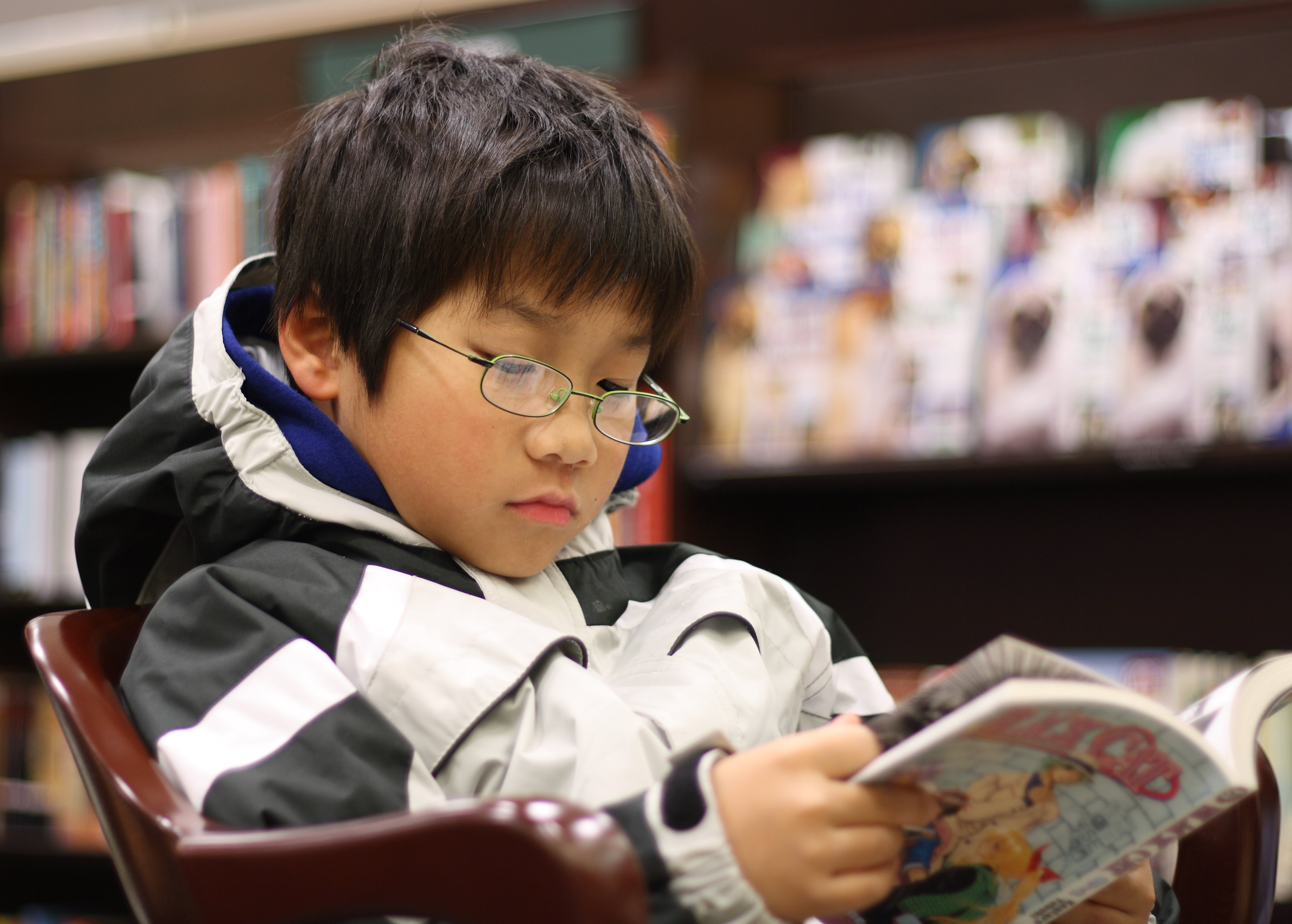
일본 만화책을 읽고 있는 어린이

일본의 만화는 ‘망가’(일본어: 漫画 만가[*])로 불리며 현대 일본 미술과 긴밀히 영향을 주고 받으며 발전했다. 그리고 일본 만화의 영향을 크게 받거나, 만화 작품들을 원작으로 해 애니메이션으로 재구성한 일본 애니메이션, 즉 ‘아니메’(アニメ)는 미야자키 하야오의 영화들, 포켓몬스터 등이 큰 인기를 끎과 동시에 망가와 더불어 일본이 애니메이션 강국이라는 세계적인 명성을 구가하게 만들고 있다. 일본에서 제작되는 애니메이션이 전 세계 텔레비전 방송국에서 편성되는 비율은 2008년 기준 약 60% (일본 경제산업성)이며 대한민국에서도 각종 케이블 TV 방송국 만화 편성의 주요 시간대를 차지하고 있는 등 국제적으로 위상을 굳혀왔다. 하지만 최근 만화 분야는 검열 논란으로 그 세가 약해지고 있다. 망가와 애니메이션은 수년 간 모에 등의 각종 문화적 요소 파생, 라이트 노벨의 발달을 통해 여전히 두터운 오타쿠 계층의 지지를 받고 있는데, 이렇게 특정 분야에 심취한 사람들을 지칭하는 오타쿠는 일본에서 사회 문화의 한 축으로 자리잡았을 뿐만 아니라 대한민국을 비롯하여 국제적으로 그 범위를 넓혀가고 있으며 이들의 비판 활동을 통해 문화의 질적 재생산이 이루어지는 경우도 많지만 히키코모리 (은둔형 외톨이), 자살, 인터넷 중독, 성범죄, 폐쇄성 등을 비롯한 정신 문제 등을 비롯한 각종 개인적·사회적 문제가 야기되기도 한다.

### 스포츠

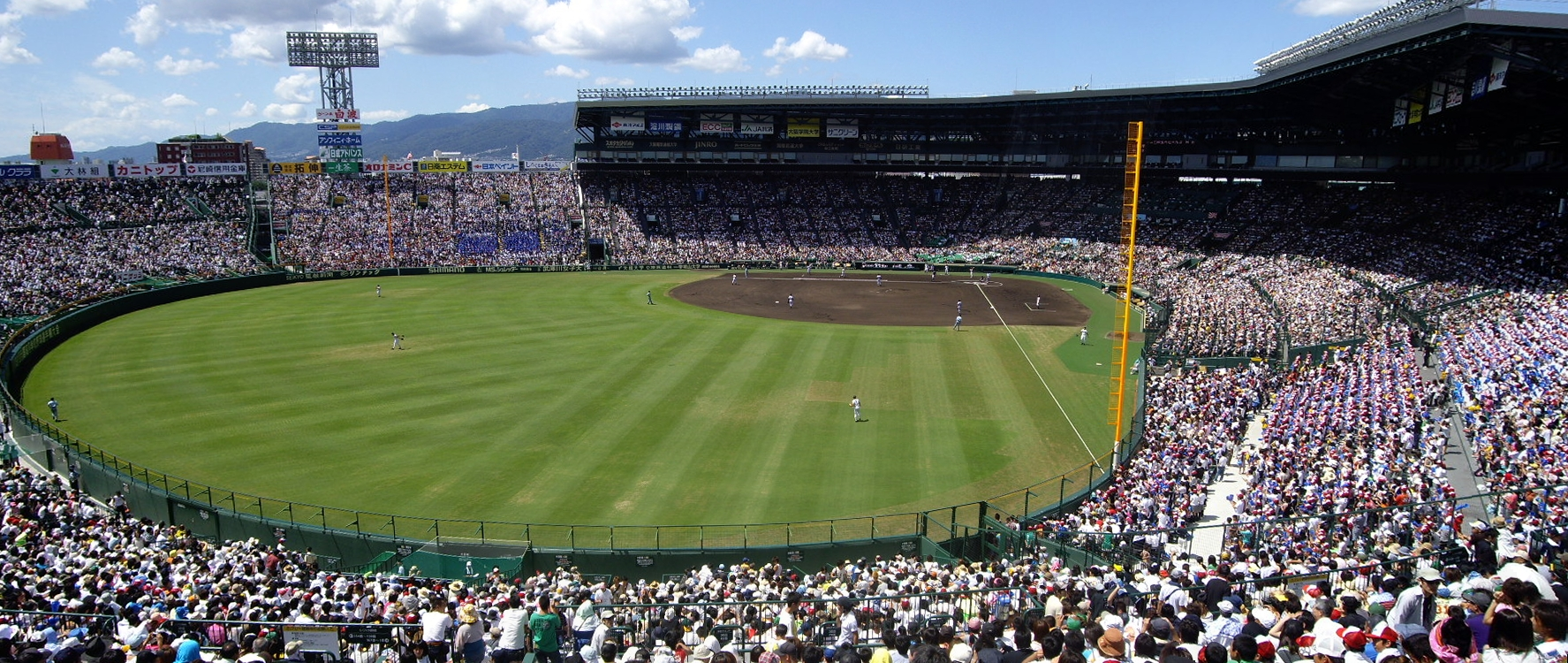
고교 야구 대회가 열리는 한신 고시엔 구장

일본의 스포츠 가운데 인기 종목으로 야구·축구·럭비·배구·농구·검도·가라테 등이 있으며 겨울철에는 스키·스케이트·아이스 하키·피겨 스케이팅이 성행하고 있다.:259 그 중 야구, 축구 등에는 국가대표 팀이나 J리그 같은 프로 경기들도 활성화되어 있으며:259 텔레비전 등의 수단을 통해 종종 널리 중계되기도 한다.
전통적으로 스모는 일본의 대표적인 운동 경기로 여겨져 왔으며 일본의 대중적인 운동 경기이기도 하다. 유도, 가라테, 검도와 같은 무술 또한 일본 내에서 많은 관람객들로부터 인기를 끌고 있다. 메이지 유신 이후, 많은 서양식 경기가 일본에 소개되었으며 정규 교육에 포함되기 시작하였다.
야구는 일본에서 가장 인기있는 스포츠로 각종 영화나 애니메이션 등에서 자주 연출될 정도로 일본의 국민 스포츠로 간주된다. 일본의 프로 야구 리그는 1936년에 처음 열렸다. 오늘날 야구는 스모와 더불어 일본 내에서 가장 인기가 많은 운동 경기이다. 일본 야구 선수 중에서 가장 유명한 선수는 1994년부터 1996년까지 일본 내 야구 선수 중 가장 높은 몸값을 구가한 스즈키 이치로이다. 스즈키 이치로 이전에는 타이완계 일본인인 오 사다하루(왕정치)가 외다리 타법으로 명성을 구가하였다.

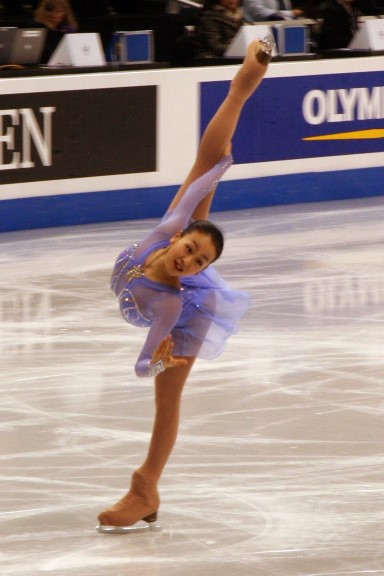
2009년 세계 피겨스케이팅 선수권 대회에 참가한 아사다 마오

축구는 1992년 J리그가 창설된 이후 번성하고 있다. 일본의 대표적인 자동차 기업인 토요타는 1981년에 창설되어 2004년에 폐지된 인터콘티넨털컵의 대표적인 스폰서였다. 일본은 아시아에서 높은 수준의 축구 클럽들을 보유한 나라들 중 하나로 AFC 아시안컵에서 4차례(1992년, 2000년, 2004년, 2011년)나 우승한 전적이 있으며 2002년에는 대한민국과 FIFA 월드컵을 공동 개최했다. 일본 축구 대표팀은 1998년 프랑스 월드컵에 처음 출전한 이후 4회 연속(1998년 프랑스 월드컵, 2002년 한일 월드컵, 2006년 독일 월드컵, 2010년 남아프리카 공화국 월드컵)으로 FIFA 월드컵 본선에 출전했으며 2002년 한일 월드컵과 2010년 남아프리카 공화국 월드컵에서 16강에 출전했다. 이 기록은 현재까지 일본의 FIFA 월드컵 최고 성적으로 기록되어 있다. 여자 축구 또한 일본에서 인기가 높으며 여자 축구 대표팀은 ‘나데시코 재팬’(なでしこジャパン)이라는 애칭으로 부르기도 한다. 일본 여자 축구 국가대표팀은 2011년 독일 여자 월드컵 결승전에서 미국을 누르고 사상 첫 FIFA 여자 월드컵 우승을 차지했다.
일본은 포뮬러 닛폰 대회를 중심으로 한 자동차 경주 대회로도 알려져 있으며 골프 또한 일본에서 인기 종목 가운데 하나로 꼽힌다. 그러나 골프는 최근 일본의 고령화와 더불어 인기가 줄어들고 있다.
일본은 1964년, 도쿄도에서 하계 올림픽을 개최하였으며 1972년에는 삿포로, 1998년에는 나가노에서 동계 올림픽을 개최하였다. 2020년에 도쿄 올림픽을 개최하기로 예정되어 있었으나 코로나19의 팬데믹으로 인해 1년 연기된 2021년에 사상 최초로 홀수해에 열리는 하계 올림픽을 개최하였다. 대회 정식 명칭은 2020년 하계 올림픽이다. 이로써 일본은 2회의 하계 올림픽, 2회의 동계 올림픽인 총 4회의 올림픽을 개최하였다.

### 요리

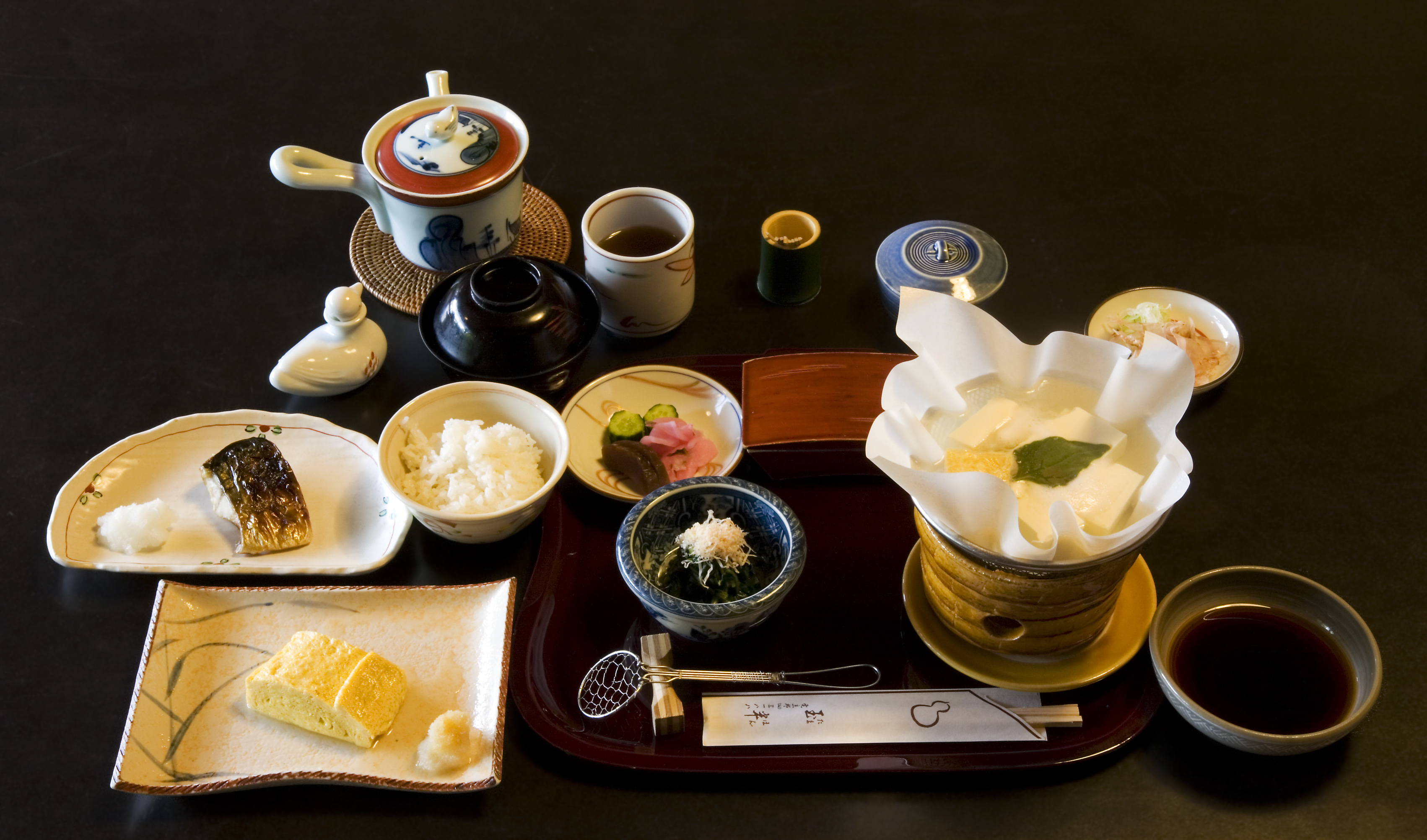
가이세키 요리

현재에 전해지는 일본의 전통 요리가 발달한 것은 에도 시대로, 일본의 전통 요리로는 연회용 정찬인 가이세키 요리와 혼젠 요리 등이 있다. 가이세키 요리의 경우 우선 국, 생선회, 찜, 구이 등이 먼저 나온 후 마지막에 밥과 쓰케모노가 나오는데 식단에 따라 5첩, 7첩, 11첩 반상이 된다. 또 한국이나 중국처럼 젓가락을 사용하지만 젓가락이 다른 나라에 비해 짧기 때문에 밥이나 국 같은 경우에는 입에 대고 먹거나 마신다.:170 현대 요리로는 여러 인스턴트 식품이 일본에서 발명되었는데, 1958년 닛신 식품이 최초로 인스턴트 치킨 라면을 발매한 이후 1971년에는 컵라면이 등장하여 대한민국에까지 알려졌다.:164 인스턴트 식품의 인기가 폭발한 이후에는 냉장고에 보관하는 냉동 식품이 인기를 끌었고, 제2차 세계 대전 이전부터 존재했던 캔(Can)을 플라스틱 포장으로 바꾼 레트로트 식품도 발명되었다.:164 이처럼 현대의 일본 요리는 간편하게 요리할 수 있는 간이 식품을 중심으로 성장하였다.:170 유명한 요리로는 스시, 전통 술인 사케, 라멘 등이 있다.

### 축제

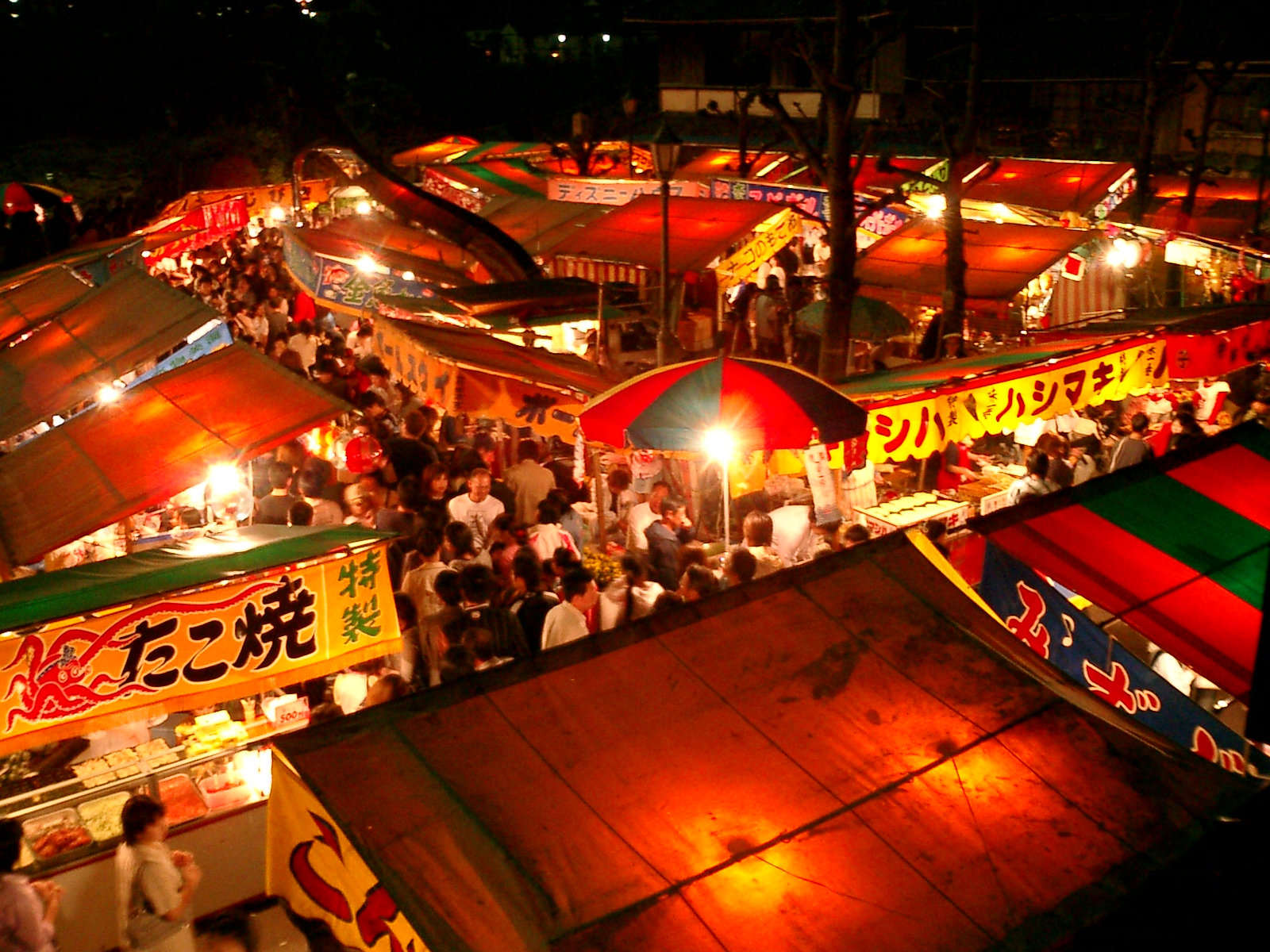
쉽게 볼 수 있는 음식 축제

일본에서 축제를 칭할 때 사용하는 말인 마쓰리(일본어: 祭り)는 신을 맞이하는 종교적인 행사로서 농경 사회에서 풍요로운 생산 등을 기원한 것에서 유래하였다. 지방분권의 전통이 강한 일본에서 마쓰리는 지역주민들의 결속을 강화하기 위한 수단이었으나 현대로 접어들면서 농촌지역 홍보와 생산품 판촉수단으로도 활용되고 있다. 특히 1960년대 이후 일본의 농촌 각지에서 일어난 무라오코시 운동 과정에서 지역 특유의 마쓰리가 도·농 교류나 마을홍보 및 생산품 판매촉진 등에 효과적이라는 인식이 확산되면서 마쓰리 부흥의 계기를 제공했고, 현재는 마을에 기념하거나 축하할 일이 있을 때 모두 모여 진행하는 행사로 바뀌면서 마을 친목 도모나 지역 페스티벌로 자리 잡게 되었다.

### 휴일
법정 공휴일은 2016년 산의 날이 포함되어 16일이다. 이 중 신년 연휴와 4월 말에서 5월 초까지 이어지는 ‘골든 위크’ 시기에는 증권 거래소가 휴장하기도 한다. 또, 법정 공휴일과 일요일이 겹치는 경우를 대비해 대체 휴일 제도를 도입하고 있다. 최근에는 기업에서 골든 위크 전후의 며칠을 추가로 쉬도록 하고 있으며, 골든 위크 이외에 9월 중순의 ‘실버 위크’도 각광받고 있다. 이러한 골든 위크 등의 연휴는 주로 장거리 휴가나 관광을 위해 사용하는 경우가 많아 일본 국내외 각종 기업들이 관광객 유치를 도모하고 있다. 한편 일본 정부는 불황 타개를 위한 수단으로서 휴일을 지속적으로 늘리고 있으며 5월과 10월에 지역별로 연휴를 분할하는 제도도 추진하고 있다.

### 가정 생활
제2차 세계 대전 이전에 일본에서 보편적이었던 가정 생활 양식은 농촌 사회의 가부장제와 확대 가족 문화를 바탕으로 한 "이에"(일본어: 家, いえ)였다. "이에" 아래서, 가장은 가족에 대한 절대적 지배권을 가지며 장남은 가문 대대로 이어져 온 가업을 물려받으면서 부모를 모시고 "이에"를 이어가게 된다. 그러나 제2차 세계 대전 이후 민법이 개정되고 도시화와 산업화가 진행되면서 핵가족 문화, 맞벌이 가족 문화가 확산되면서 이러한 풍속은 사라지고 있으며, 만혼이나 독신을 선택하는 사람들이 늘어나고 있고, 출산율의 감소와 이혼율의 증가가 두드러지고 있다.

## 국제 순위
| 평가기관             | 항목                        | 순위                                                | 조사 시기 |
| -------------------- | --------------------------- | --------------------------------------------------- | --------- |
| 국경 없는 기자회     | 세계언론자유지수            | 72위                                                | 2017년    |
| 유엔 개발 계획(UNDP) | 인간 개발 지수              | 17위                                                | 2016년    |
| 국제 투명성 기구(TI) | 부패지수                    | 20위                                                | 2016년    |
| 유엔                 | 평균 수명                   | 1위 (남녀 평균 83.41세, 남성 80.21세, 여성 86.61세) | 2014년    |
| 세계 보건 기구(WHO)  | 자살률                      | 17위                                                | 2012년    |
| OECD                 | 모바일 초고속 인터넷 보급률 | 1위                                                 | 2016년    |

## 같이 보기
- 일본 개요

### 내용주
1. ↑  日本国, 일본어: にほんこく 니혼코쿠[*] 듣기 (도움말·정보), にっぽんこく 닛폰코쿠[*]
2. ↑  日本, 일본어: にほん 니혼[*], にっぽん 닛폰[*]

### 참조주
1. ↑  令和元年全国都道府県市区町村別面積調 (10月1日時点) [Reiwa 1 nationwide area survey by prefectures and municipalities (as of October 1)] (일본어). Geospatial Information Authority of Japan. 2019년 12월 26일. 2020년 4월 15일에 원본 문서에서 보존된 문서.
2. ↑  “法制執務コラム集「法律と国語・日本語」” (일본어).
3. ↑  “Population estimates by age (five-year groups) and sex”. Statistics Bureau of Japan. 2018년 4월 5일에 원본 문서에서 보존된 문서. 2024년 2월 20일에 확인함.
4. 1 2 3 4  “World Economic Outlook Database, October 2024 Edition. (Japan)”. 《www.imf.org》. 국제 통화 기금. 2024년 10월 22일. 2024년 10월 22일에 확인함.
5. ↑  “Human Development Report 2025” (PDF) (영어). 유엔 개발 계획. 2025년 5월 6일. 2025년 5월 6일에 원본 문서 (PDF)에서 보존된 문서. 2025년 5월 6일에 확인함.
6. ↑  월드 팩트북 2005년판 보관됨 2005-04-06 - 웨이백 머신 미국 중앙정보국, 2005년 2월 15일
7. ↑  일본 인구 14년째 감소 SBS, 2025.4.14.
8. ↑  GDP - Million - Flags, Maps, Economy, Geography, Climate, Natural Resources, Current Issues, International Agreements, Population, Social Statistics, Political System
9. ↑  UNDP. “UNDP human development report” (PDF). 2017년 4월 6일에 확인함.
10. ↑  한국 '삶의 질' 세계 26위, 4년째 제자리 머니투데이, 2009년 10월 5일
11. ↑  WHO: Life expectancy in Israel among highest in the world 보관됨 2010-01-15 - 웨이백 머신 Haaretz, May, 2009
12. ↑  United Nations World Population Propsects: 2006 revision – Table A.17 for 2005–2010
13. ↑  http://www.taxcom.co.jp/snews/keiei/2010/2010_11/keiei2010_11_22_2.htm
14. ↑  https://www.numbeo.com/quality-of-life/rankings_by_country.jsp
15. ↑  https://www.remitly.com/gb/en/landing/where-the-world-wants-to-live
16. ↑  https://www.usnews.com/news/best-countries/overall-rankings
17. 1 2  니혼(NIHON)인가? 닛뽄(NIPPON)인가? 프레시안, 2008년 7월 30일
18. ↑  데라시마 요시야스, 『와칸산자이도카이』
19. ↑  Joan, R. Piggott (1997). 《The emergence of Japanese kingship》. Stanford University Press. 143–144쪽. ISBN 0-804-72832-1. 2010년 3월 22일에 확인함.
20. ↑  아미노 요시히코 (2003년), 박훈 옮김, 《일본이란 무엇인가》
21. 1 2  박찬수 (2003), 《한국에서 쓴 일본 역사 이야기》
22. ↑  《글로벌 세계 대백과사전》〈일본의 역사〉
23. 1 2  박석순 외 (2005년), 《일본사》
24. 1 2 3  《역사, 미래를 바라보며》, 교이쿠슛판
25. ↑  매일경제, 《일본 경제 황금기 지나갔다》, 1990년 3월 17일 (네이버 디지털 뉴스 아카이브[깨진 링크(과거 내용 찾기)])
26. ↑  일본, 전후 첫 수평적 정권교체...16년만 정권교체 아시아투데이 (2009년 8월 31일 작성)
27. ↑  일본 '하토야마 호' 공식 출범 매일경제 (2009년 9월 17일 작성)
28. 1 2 3 4 5 6 7 8 9 10 11 12 13 14 15 16 17 18 19 20 21 22 23 24 25 26 27 28 29 30 31 32 33 34 35 36 37 38 39 40 41 42 43 44 45 46  박정의 (2003년), 《일본의 사회와 문화》
29. 1 2 3 4 5 6 7 8 9 10 11 12 13 14 15 16 17 18 19  동아출판사 (1982년 초판, 1992년 제12차 개정) 《동아 세계대백과사전》
30. ↑  국가원수 개헌추진, 일왕 지위 변천사 아시아투데이, 2010년 3월 5일
31. ↑  일본, 전후 첫 수평적 정권교체...16년만 정권교체 아시아투데이, 2009년 8월 31일
32. ↑  55년 고여 있던 일본 정치에 변화와 개혁의 새 물을 대다[깨진 링크(과거 내용 찾기)] 시사저널, 2009년 12월 23일
33. ↑  《글로벌 세계 대백과사전》〈일본의 정치〉
34. ↑  김정식 (2012년 4월 10일). “일본의 베트남 법 정비 지원활동과 시사점”. 서강대학원 신문. 일본이 베트남과 협력하여 베트남의 법제를 정비하고 법률가 양성시스템을 선진국형으로 구축하여 지원한 사업은 현재까지 대단히 성공적인 것으로 평가된다.
35. ↑  일본 지방자치 ‘지역정당’ 새 바람 한겨레, 2010년 5월 2일
36. ↑  미·일동맹 얻었지만, 하토야마 ‘상처투성이’ 한겨레, 2010년 5월 28일
37. ↑  일본 선거혁명 이후 - 민주 "대등한 美日관계" 표방… 담담한 美 보관됨 2011-08-08 - 웨이백 머신 한국일보, 2009년 8월 31일
38. ↑  日정권교체 계기로 美日관계 조정기 맞나 동아일보, 2009년 9월 12일
39. ↑  日 민주당의 외교적 선택 : 미일동맹에서 동아시아외교로 프레시안, 2009년 9월 12일
40. ↑  일본 역사왜곡…갈길 먼 `역사 바로잡기` 보관됨 2012-01-13 - 웨이백 머신 매일경제, 2010년 3월 26일
41. ↑  일본 초등교과서 역사왜곡은 민족주의 영토교육 강화 탓 한국경제, 2010년 3월 31일
42. ↑  “日 일방적 해저자원 개발, 외교문제 부를 것” 보관됨 2011-09-11 - 웨이백 머신 아시아투데이, 2010년 4월 28일
43. ↑  日, 유엔 비상임이사국 10번째 선출 보관됨 2011-08-08 - 웨이백 머신 한국일보, 2008년 10월 20일
44. ↑  유엔 안보리 개혁 논의 개시..일본 상임국 도전 뉴시스, 2009년 2월 20일
45. ↑  "6ㆍ25 전쟁 당시 자위대 후방참전" 아사히신문 보도 매일경제, 2004년 7월 2일
46. ↑  日, 이라크서 육상자위대 철수…"자이툰은 뭐하나?" 프레시안, 2006년 6월 20일
47. ↑  日, 아이티에 자위대 파견…7000만 달러 추가 지원 뉴시스, 2010년 1월 25일
48. ↑  백제가 꽃피운 또 하나의 대역사 ‘일본 아스카 문화' 대전일보, 2007년 10월 12일
49. ↑  18세기 조선이 일본에서 본 것은? 한겨레, 한겨레21 2008년 1월
50. ↑  하토야마 “독도문제 정부입장 불변”… 일본땅 천명 서울신문, 2010년 4월 9일
51. ↑  한일 관계 토론회…"독도 문제 차분히" 연합뉴스, 2010년 4월 16일
52. ↑  G20 정부사이트 동해표기 전무, 상당수 '일본해'로 표기 메디컬투데이, 2009년 10월 5일
53. ↑  "하토야마 정권도 다르지 않다" 한국인 18%만 日신뢰 보관됨 2010-04-18 - 웨이백 머신 한국일보, 2010년 4월 16일
54. ↑  “위안부문제 등 역사교육에 개입말라"”. 2017년 8월 29일에 원본 문서에서 보존된 문서. 2017년 6월 7일에 확인함.
55. ↑  《글로벌 세계 대백과사전》〈재무장 시기〉
56. ↑  자위대, 50년 만에 전면 개편...사실상 정식 군대 편제 YTN, 2009년 7월 29일
57. ↑  日 "자위대 항공기 민간기로 전용 수출"  보관됨 2011-08-08 - 웨이백 머신 한국일보, 2010년 3월 22일
58. ↑  日자위대 핵심기지에 웬 미군 서울신문, 2010년 1월 14일
59. ↑  "日, 주일미군 공무외 범죄 재판권 포기" 연합뉴스, 2008년 10월 24일
60. ↑  주일미군 후텐마 비행장 이전 문제란 연합뉴스, 2009년 11월 8일
61. ↑  VOA-일본 안보법 가동 '자위대 무력행사' 공식화...타이완 반중국 시위 가열
62. ↑  진실의 길-日자위대, 한국군에 실탄 주며 웃는 이유 - 이상하게 재빠른 일본의 실탄 제공, 보급과 대비태세에 실패한 한국군
63. ↑  《글로벌 세계 대백과사전》〈일본의 자연〉
64. ↑  [테마여행] 일본 규슈, 벚꽃 만발한 축제 속으로 mk 뉴스, 2009년 2월 22일
65. ↑  일본 “친환경 주택 신축땐 인센티브” 네이버 뉴스, 2010년 3월 10일
66. ↑  미나마타 병 78년..일본서 '여진' 계속 네이버 뉴스, 2010년 3월 19일
67. ↑  일본 대기오염사 보관됨 2011-05-01 - 웨이백 머신, 일본 독립행정법인 환경재생보전기구
68. ↑  Japan' international cooperation for energy efficiency & conservation in Asian region., 세키야마 다케시, 에너지 보존 센터 (2008년)
69. ↑  OECD 환경보전 성과 조사 (일본), 경제 협력 개발 기구
70. ↑  Automaker Rankings 2007: The Environmental Performance of Car Companies, Union of Concerned Scientists, 2007년 10월 15일.
71. ↑  WBCSD. “World Business Council for Sustainable Development (WBCSD)”. WBCSD. 2009년 1월 4일에 원본 문서에서 보존된 문서. 2009년 11월 30일에 확인함.
72. ↑  2005 Environmental Sustainability Index Benchmarking National Environmental Stewardship 보관됨 2011-08-05 - 웨이백 머신, 컬럼비아 대학교 및 예일 대학교, 2005년
73. ↑  Yale Center for Environmental Law & Policy / Center for International Earth Science Information Network at Columbia University. “2010 EPI Rankings”. 2012년 5월 5일에 원본 문서에서 보존된 문서. 2012년 1월 25일에 확인함.
74. ↑  日 지자체 통합 추진 종결 연합뉴스, 2009년 6월 17일
75. ↑  일본도 기초단체 통합 바람 … 10년 만에 절반 줄였다 중앙일보, 2009년 9월 10일
76. ↑  특집 - 일본 ‘지역주권형 도주제’ 추진 위클리 경향 795호, 2008년 10월 14일
77. 1 2 3 4 5 6 7 8 9 10 11 12 13 14 15 16 17 18 19 20 21 22 23 24 25 26 27 28 29 30 31 32 33 34 35  정형 (2009년), 《사진·통계와 함께 읽는 일본, 일본인, 일본 문화》
78. 1 2 3 4 5 6 7 8 9 10 11 12 13  정형, 이이범 공저 (2004년) 《일본 사회 문화의 이해》
79. ↑  http://biz.heraldm.com/common/Detail.jsp?newsMLId=20090808000078 도서관에는 없어도 도쿄 간다 고서점에는 있다 헤럴드경제, 2010년 3월 30일
80. ↑  '일본판 청계천' 공사‥ 도쿄 니혼바시 고가도로 철거 한국경제, 2006년 1월 9일
81. ↑  하천복원, 일본은 이렇게 한겨레, 2002년 10월 28일
82. ↑  한일 해저터널 - 각국의 해저터널 현황 세계일보, 2005년 7월 20일
83. ↑  일본도 '冷害 직격탄' ‥ 서늘한 여름 날씨로 농가ㆍ유통업체 '울상' 한국경제, 2003년 8월 21일
84. ↑  시리도록 눈부신 봄이 피었다 보관됨 2011-08-08 - 웨이백 머신 한국일보, 2010년 5월 13일
85. ↑  사과’비결은 흙 보관됨 2016-03-13 - 웨이백 머신 포커스 뉴스 네트워크, 2009년 11월 23일
86. ↑  ‘기적의 사과’ 농법으로 세계적 스타 농부 된 기무라 중앙일보, 2009년 12월 1일
87. ↑  나라의 큰 나라 관음상, 1400년 변치 않는 미소[깨진 링크(과거 내용 찾기)] 중앙일보, 2010년 3월 26일
88. ↑  간사이 四色 순례② 나라, 교토 연합르페르, 2009년 9월 23일
89. ↑  '머드팩' 멋쟁이 사슴을 보셨나요 머니투데이 스타일 엠, 2009년 10월 10일
90. ↑  日, 미국 압력에 밀린 '후텐마 이전안' 확정 민중의 소리, 2010년 4월 29일
91. ↑  “Japan: Patterns of Development”. country-data.com. 1994년 1월. 2006년 12월 28일에 확인함.
92. 1 2 3 4  “World Factbook; Japan—Economy”. CIA. 2006년 12월 19일. 2020년 5월 17일에 원본 문서에서 보존된 문서. 2006년 12월 28일에 확인함.
93. ↑  히사네 마사케, A farewell to zero 보관됨 2006-11-20 - 웨이백 머신. Asia Times Online (2006-03-02)
94. ↑  “World Economic Outlook Database; country comparisons”. IMF. 2006년 9월 1일. 2007년 3월 14일에 확인함.
95. ↑  er 6 Manufacturing and Construction, Statistical Handbook of Japan, Ministry of Internal Affairs and Communications
96. ↑  “Executive Summary: Population Trends in Japan”. Population Resource Center. 2007년 9월 27일에 원본 문서에서 보존된 문서. 2009년 5월 11일에 확인함.
97. ↑  “Groningen Growth and Development Centre (GGDC)”. GGDC. 2009년 1월 26일. 2009년 11월 30일에 확인함.
98. ↑  빅맥 햄버거 가격, 중국·홍콩 가장 싸다
99. ↑  Japan 500 2007[깨진 링크(과거 내용 찾기)] 파이낸셜 타임즈 (회원 전용)
100. ↑  “Japan's Economy: Free at last”. The Economist. 2006년 7월 20일. 2007년 3월 29일에 확인함.
101. ↑  OECD: Economic survey of Japan 2008
102. ↑  일본의 능동적인 주주 집단들, 이코노미스트
103. ↑  “Why Germany's economy will outshine Japan”. MoneyWeek. 2007년 2월 28일. 2007년 3월 10일에 원본 문서에서 보존된 문서. 2007년 3월 28일에 확인함.
104. ↑  The Economist: Going Hybrid
105. ↑  Japan 보관됨 2010-04-28 - 웨이백 머신, 헤리티지 재단의 경제자유지수
106. ↑  폴 브루스타인, "China Passes U.S. In Trade With Japan: 2004 Figures Show Asian Giant's Muscle". 워싱턴 포스트 (2005년 1월 27일)
107. ↑  Foreign investment in Japan soar. BBC. 29th June, 2005
108. ↑  일본, ESM 채권 매입…엔화강세 억제 목적, MBN, 2013년 1월 9일.
109. ↑  일본 무제한 양적완화, 일본경제에 독약 될 수도, 아시아투데이, 2013년 1월 11일.
110. ↑  아베노믹스의 노림수 “돈 풀어 내수 회복…서민 부담 ‘한계’”, 한국경제매거진, 2013년 1월 4일.
111. ↑  “일본 국채 실시간 현황”. 2011년 9월 19일에 원본 문서에서 보존된 문서. 2010년 9월 23일에 확인함.
112. ↑  Japan's national wealth hits highest since 2000 - Nikkei Asia, 2018년 1월 18일
113. ↑  CDS historical data
114. ↑  《글로벌 세계 대백과사전》〈일본의 교통〉
115. 1 2 3 4  김인현, 김정구 공저 (2000년), 《현대 일본의 이해》
116. ↑  선진한국기획 -‘녹색성장 꿈’ 싣고… 에코레일號 미래로 무한질주 헤럴드경제, 2009년 3월 19일
117. ↑  철도로 가는 지속 가능한 사회 - 열차를 타고 열도를 뚫다 한겨레21 727호, 2008년 9월 19일
118. ↑  McDonald, Joe. "China to spend $136 billion on R&D." BusinessWeek (2006-12-04).
119. ↑  “Japanese Nobel Laureates”. 교토 대학. 2009. 2010년 3월 9일에 원본 문서에서 보존된 문서. 2009년 11월 7일에 확인함.
120. ↑  “Japanese Fields Medalists”. 교토 대학. 2009. 2010년 3월 10일에 원본 문서에서 보존된 문서. 2009년 11월 7일에 확인함.
121. ↑  “Dr. Kiyoshi Ito receives Gauss Prize”. 교토 대학. 2009. 2010년 3월 9일에 원본 문서에서 보존된 문서. 2012년 12월 27일에 확인함.
122. ↑  The Boom in Robot Investment Continues—900,000 Industrial Robots by 2003. and United Nations Economic Commission for Europe, Press release 2000-10-17. Retrieved on 2006-12-28.
123. ↑  “World Motor Vehicle Production by Country” (PDF). oica.net. 2006. 2007년 8월 7일에 원본 문서 (PDF)에서 보존된 문서. 2007년 7월 30일에 확인함.
124. ↑  “Japan Aerospace Exploration Agency Homepage”. Japan Aerospace Exploration Agency. 2006년 8월 3일. 2007년 3월 21일에 원본 문서에서 보존된 문서. 2007년 3월 28일에 확인함.
125. ↑  “JAXA, Venus Climate Orbiter "PLANET-C"”. 2012년 4월 11일에 원본 문서에서 보존된 문서. 2010년 7월 14일에 확인함.
126. ↑  “ISAS, Venus Meteorology PLANET-C”. 2011년 5월 13일에 원본 문서에서 보존된 문서. 2010년 12월 4일에 확인함.
127. ↑  “JAXA, Mercury Exploration Mission "BepiColombo"”. 2011년 2월 9일에 원본 문서에서 보존된 문서. 2010년 7월 14일에 확인함.
128. ↑  “ISAS, Mercury Exploration MMO (BepiColombo)”. 2011년 5월 13일에 원본 문서에서 보존된 문서. 2014년 2월 7일에 확인함.
129. ↑  “Japan Plans Moon Base by 2030”. MoonDaily. 2006년 8월 3일. 2007년 3월 27일에 확인함.
130. ↑  “"KAGUYA" selected as SELENE's nickname”. 2007년 10월 13일에 확인함.
131. ↑  Japancorp.net, Japan Successfully Launches Lunar Explorer "Kaguya"
132. ↑  BBC NEWS, Japan launches first lunar probe
133. ↑  中-日-印 달탐사 ‘우주 레이스’ 문화일보, 2007년 9월 11일 작성.
134. ↑  일본·중국, 달 탐사위성 발사 YTN, 2007년 9월 11일 보도.
135. ↑  OECD 지역 통계 (territorial level2) (2006년) 보관됨 2008-12-16 - 웨이백 머신 참고. 본 통계치의 '지역'은 범위내에 포함된 도시 포함, 예컨대 경남지역은 부산, 울산 포함.
136. ↑  김미란 (1997년), 일본문화
137. ↑  “일본 정부, 안보명분 희생강요” 성난 오키나와 경향신문, 2009년 12월 8일
138. ↑  오키나와, 독립하다! 프레시안, 2008년 3월 24일
139. ↑  "아이누족 원주민 인정" 日국회 보호결의문 채택 보관됨 2011-08-08 - 웨이백 머신 한국일보, 2008년 6월 7일
140. ↑  "日서 아이누족 문화 되살아나고 있어" 조선일보, 2010년 2월 27일
141. ↑  日여성 평균수명 86.05세..24년째 세계 1위 연합뉴스, 2009년 7월 17일
142. ↑  평균 기대수명 '일본 82세, 미국 77.9세, 짐바브웨 39.7세'
143. ↑  “World Factbook; Japan—People”. CIA. 2008년 6월. 2020년 5월 17일에 원본 문서에서 보존된 문서. 2008년 5월 18일에 확인함.
144. ↑  긴다이치 교스케 (2001년, 쇼가쿠칸), 신센고쿠고지켄(新選国語辞典) ISBN 4-09-501407-5
145. ↑  언어학 대사전 셀렉션: 일본 열도의 언어 (言語学大辞典セレクション：日本列島の言語), "류큐 열도의 언어"(琉球列島の言語), 산세이도 (1997년)
146. ↑  “15 families keep ancient language alive in Japan”. 유엔. 2007년 3월 27일에 확인함.
147. ↑  日 아이누족 첫 국회의원 별세 연합뉴스, 2006년 5월 7일
148. ↑  아이누족에 ‘자주적 권리’를 허하라 한겨레, 2007년 7월 9일
149. ↑  Lucien Ellington (2005년 9월 1일). “Japan Digest: Japanese Education”. Indiana University. 2006년 4월 27일에 원본 문서에서 보존된 문서. 2006년 4월 27일에 확인함.
150. ↑  1. 신교(信敎)의 자유는 누구에게나 보장되며 어떠한 종교 단체도 국가로부터 특권을 받거나 정치상의 권력을 행사할 수 없다.
 2. 누구든지 종교상의 행위, 축전, 의식 또는 행사에 참가할 것을 강제받지 않는다.
 3.국가 및 그 기관은 종교 교육 기타 어떠한 종교적 활동도 할 수 없다.
151. ↑  《글로벌 세계 대백과사전》〈일본의 주민〉
152. ↑  ‘神’들의 대이동 문화일보, 2007년 5월 23일
153. ↑  '심훈 한림대 교수의 일본을 보면 한국이 보인다' - 저주받은 자연에 맞선 ‘신토(神道)’ 세계일보, 2010년 2월 3일
154. ↑  옴진리교 교주 사형선고 한겨레, 2004년 2월 27일
155. ↑  일본 통일교인 12년 납치-감금사건 폭로! 브레이크뉴스, 2010년 4월 21일
156. ↑  일본판 ‘오마이뉴스’는 불가?…‘시민기자 언론’ 잇단 폐간 한겨레, 2010년 3월 2일
157. 1 2 3 4 5 6 7 8 9 10  홍진희 (2004년), 일본의 문화와 생활
158. ↑  대기업·신문의 방송진출, 보수여론 지배력 높아져 미디어오늘, 2009년 9월 17일
159. ↑  신문사 방송소유, 일본 보면 문제를 알 것 경향신문, 2009년 4월 20일
160. ↑  미국, 이탈리아 그리고 일본의 미디어 쿠데타 미디어스, 2009년 8월 20일
161. ↑  日 새 녹음기 출시..'라디오 위기' 논란 연합뉴스, 2010년 5월 8일
162. ↑  Lucien Ellington (2003년 12월 1일). “Beyond the Rhetoric: Essential Questions About Japanese Education”. Foreign Policy Research Institute. 2007년 4월 5일에 원본 문서에서 보존된 문서. 2007년 4월 1일에 확인함.
163. ↑  “School Education” (PDF). 일본 문부과학성. 2008년 1월 2일에 원본 문서 (PDF)에서 보존된 문서. 2007년 3월 10일에 확인함.
164. ↑  Kate Rossmanith (2007년 2월 5일). “Rethinking Japanese education”. The University of Sydney. 2007년 9월 10일에 원본 문서에서 보존된 문서. 2007년 4월 1일에 확인함.
165. ↑  “TOP - 100 (Global universities ranking)”. Global Universities Ranking. 2009. 2010년 3월 16일에 원본 문서에서 보존된 문서. 2010년 3월 22일에 확인함.
166. ↑  “THE - QS World University Rankings 2009 - top universities”. QS TopUniversities. 2009. 2010년 1월 25일에 원본 문서에서 보존된 문서. 2010년 3월 22일에 확인함.
167. ↑  세계 500대 대학 순위 정상에 美 '하버드대' 한국대학신문·상하이 자오퉁 대학, 2007년 8월 7일 - 도쿄 대학은 20위를 차지하였다.
168. ↑  하버드대 '부동의 1위'…세계대학 순위 발표 보관됨 2010-01-02 - 웨이백 머신 미주 중앙일보, 2009년 10월 8일 - 도쿄 대학은 22위를 차지하였다.
169. ↑  OECD’s PISA survey shows some countries making significant gains in learning outcomes, OECD, 2007년 4월 12일 Range of rank on the PISA 2006 science scale
170. ↑  도쿄 초등5년생, 명문중 가려 3학년부터 학원다녀  2006년 12월 24일
171. ↑  기자메모 - 일본 교육개혁엔 ‘불도저’는 없다 경향신문, 2008년 1월 6일
172. ↑  <세계 주요국의 사교육 대책> ②일본 연합뉴스, 2009년 6월 28일
173. ↑  <日 학교 이지메는 '사회현상의 축도'..약자 때리기 빈번> 연합뉴스, 2006년 11월 14일
174. ↑  “아무나 죽인다” 日 히키코모리 공포… ‘은둔형 외톨이’ 무차별 살인  경향신문, 2008년 3월 28일
175. ↑  日 등교거부 중학생 10만명.. 34명 중 1명 꼴 아시아경제, 2008년 8월 8일
176. ↑  日 소수정예 ‘프리스쿨’ 다시 인기  동아일보, 2008년 12월 10일
177. ↑  Reid, T.R. (2008년 4월 14일). “Japanese Pay Less for More Health Care”. NPR. 2010년 1월 28일에 확인함.
178. ↑  Harden, Blaine (2009년 9월 7일). “Health Care in Japan: Low-Cost, for Now Aging Population Could Strain System”. 워싱턴 포스트. 2010년 1월 28일에 확인함.
179. ↑  2017년 인신매매 보고서 미국 국무부, 2017년 7월 25일 확인.
180. ↑  “日원정 한국 성매매女가 보낸 문자메시지엔…”. 한국일보. 2012년 6월 21일. 미국 국무부가 20일(현지시간) 발표한 연례 인신매매 실태(TIP) 보고서에서 한국을 1등급 국가로 분류하면서 일본을 ‘인신매매를 방지하기 위한 최소한의 기준을 충족하지 못하는 2등급 국가’에 포함한 것도 이 때문이다. 일본은 캄보디아, 인도 등과 함께 2등급 국가다. 일본은 미국 국무부가 TIP를 처음 발표한 2003년부터 10년째 2등급에서 벗어나지 못했다. 주요 8개국(G8) 국가 중에서는 일본만 2등급이다. 2004년에는 한 단계 더 낮은 ‘2등급 감시대상국’으로 추락한 적도 있다.
181. ↑  외국문학 얼씬 못하는 일본 동아일보, 2010년 3월 10일
182. ↑  일본대중문화 전면개방 10년 - 일본 소설 2차 공격 시작됐다[깨진 링크(과거 내용 찾기)] 주간조선, 2093호 (2010년 2월 15일)
183. ↑  보관됨 2011-10-11 - 웨이백 머신 일본소설 열풍 - 1989년 '상실의 시대'서 2009년 '1Q84'까지 주간조선, 2093호 (2010년 2월 15일)
184. ↑  공습 경보! '라이트노벨'이 몰려온다 오마이뉴스, 2009년 11월 28일
185. ↑  Special Knowledge <151> 대중음악 장르 중앙일보, 2010년 4월 15일
186. 1 2  J-POP의 '무서운' 다양성 - 한겨레21
187. ↑  “究極のビートルズ来日賞味法！ ビートルズが日本に与えたもの”. Oricon. 2006년 6월 21일. 2009년 1월 9일에 확인함.
188. ↑  예당, 뮤직드라마 DVD 일본 수출 머니투데이, 2005년 3월 23일
189. 1 2  《일본 문화》 - 마에다 히로미 (172p)
190. ↑  《일본 문화》 - 마에다 히로미 (173p)
191. ↑  한일 게임취향! 한국은 온라인 강세, 일본은? 게임메카, 2010년 4월 28일
192. ↑  휴대용 게임기 시장 급성장세 연합뉴스, 2006년 1월 17일
193. ↑  《일본 문화》 - 마에다 히로미 (174p)
194. ↑  닌텐도DS, 일본 초중교 교육용 기기로 사용된다 게임메카, 2010년 3월 23일
195. ↑  일본 맥도날드, 알바생 교육에 NDS 활용 보관됨 2011-09-10 - 웨이백 머신 디스이즈게임, 2010년 3월 22일
196. ↑  한국은 '온라인게임', 일본은 '휴대용게임' 선호  아시아경제, 2010년 4월 28일
197. ↑  일본 온라인게임 시장 '걸음마 단계' 이티뉴스, 2010년 4월 28일
198. ↑  동아출판사 (1982년 초판, 1992년 개정) 《원색 세계대백과사전》
199. ↑  일본 현대미술 ‘붐’  서울신문, 2007년 8월 7일
200. ↑  아니메 인기의 비밀을 벗기다 오마이뉴스, 2003년 3월 6일
201. ↑  일본을 알려면 ‘아니메’를 보라 동아일보, 2005년 11월 5일
202. ↑  도라에몽 아니메 문화대사 주간동아, 2008년 5월 7일
203. ↑  매일춘추-아니메의 경쟁력 매일신문, 2004년 12월 6일
204. ↑  '아니메 대국` 세계속 위상 굳힌다' 디지털 타임스, 2007년 3월 27일
205. ↑  오픈칼럼 - 망가에 자유를! 씨네21, 2010년 4월 2일
206. ↑  겉은 만화책인데 속은 소설책이네 주간한국, 2009년 4월 15일
207. ↑  허무맹랑한 미소녀의 힘 한겨레, 2007년 11월 28일
208. ↑  열도는 지금 `모에`<귀엽고 예쁜 모든 것>와 열애중 헤럴드경제, 2005년 9월 1일
209. ↑  니폰필’에 사로잡힌 한국의 젊은이 시사IN 79호, 2009년 3월 16일
210. ↑  지금 일본의 중심에는 오타쿠가 있다 헤럴드경제, 2006년 6월 29일
211. ↑  일본어능력시험 출제위원회도 오타쿠가 장악? 위클리 경향 855호, 2009년 12월 22일
212. ↑  '오덕후', 정말 공공의 적인가? 오마이뉴스, 2006년 10월 31일
213. ↑  외신들 "베개와 결혼한 韓 남자"…`국제스타? 국제망신?` 한국경제, 2010년 3월 10일
214. ↑  게임 캐릭터 생일 축하? 이해하기 힘든 일본 오타쿠 문화 보관됨 2011-10-04 - 웨이백 머신 게임동아, 2009년 10월 7일
215. ↑  '공공의 적', '오덕후'를 아십니까 오마이뉴스, 2006년 10월 30일
216. ↑  ‘화성인 바이러스’ 이진규씨, 日 캐릭터 ‘페이트’와 6년째 열애 ‘십덕후’ 보관됨 2016-03-04 - 웨이백 머신 굿데이스포츠, 2010년 1월 28일
217. ↑  “Sumo: East and West”. 미국 공영방송 서비스. 2007년 9월 30일에 원본 문서에서 보존된 문서. 2007년 3월 10일에 확인함.
218. ↑  “Culture and Daily Life”. Embassy of Japan in the UK. 2007년 3월 17일에 원본 문서에서 보존된 문서. 2007년 3월 27일에 확인함.
219. ↑  나가타 요이치, 존. B. 홀웨이 (1995). 〈Japanese Baseball〉.   Pete Palmer. 《Total Baseball》 four판. Viking Press. 547쪽.
220. ↑  이범호 "왕정치 외다리 타법 배우고 싶다" 스포츠서울, 2010년 1월 18일
221. ↑  “Soccer as a Popular Sport: Putting Down Roots in Japan” (PDF). The Japan Forum. 2007년 4월 1일에 확인함.
222. ↑  일본, 아시안컵 앞서 '여유있는' 3차례 평가전 뉴시스, 2007년 6월 23일
223. ↑  장사 안되는 일본골프장, 변신에 골몰 연합뉴스, 2010년 4월 10일
224. ↑  日 찾는 외국인 “역사보다 스시” 동아일보, 2009년 5월 30일
225. ↑  라면 대신 ‘라멘’? 일본 라면체인 한반도 속속 상륙 헤럴드 경제, 2010년 4월 28일
226. 1 2 3 4  <1사1촌에 미래 있다>일본은 ‘마쓰리(祭) 나라’… 전국 사시사철 열려 문화일보, 2006년 2월 2일
227. ↑  지구촌 축제 - 일본을 뒤흔드는 `마쓰리의 열정` 매일경제, 2008년 7월 20일
228. ↑  우리나라 휴일 수, 과연 선진국보다 많은가[깨진 링크(과거 내용 찾기)] 노컷뉴스, 2010년 3월 3일
229. ↑  일본 금융시장, 신년 연휴로 휴장 연합뉴스, 2007년 1월 2일
230. ↑  휴일·일요일 겹치면 월요일로 늦춰 놀자?-대체공휴일제 논란 보관됨 2016-03-05 - 웨이백 머신 매일경제, 2010년 2월 27일
231. ↑  식목일 공휴일이 아쉬운 올해 민중의 소리, 2010년 4월 5일
232. ↑  일본 최장 16일 `골든위크` 매일경제, 2009년 4월 24일
233. ↑  일본인 특수 `실버위크` 잡아라  매일경제, 2009년 9월 15일
234. ↑  日 골든위크·中 노동절 연휴.. 항공업계 신났다 파이낸셜 뉴스, 2010년 4월 30일
235. ↑  부산 “골든 위크 日관광객 잡아라” 서울신문, 2009년 4월 24일
236. ↑  日 지역별 집단휴가로 불황 뚫는다 매일경제, 2010년 3월 4일
237. 1 2 3  박정의 (2011), 115쪽.
238. ↑  "결혼 좀 해라" 절실한 일본…男 20%·女 10%가 평생 독신 MBC, 2014년 6월 11일
239. ↑  일본 노인들, 초고령 애완동물 돌보다 허리 더 휜다 : 네이버 뉴스
240. ↑  모바일 초고속인터넷 보급률 OECD 1위 일본…한국은? ― I매일경제, 2017년 2월 18일 기사

## 참고 문헌
- 아미노 요시히코; 박훈 (옮김) (2003년). 《일본이란 무엇인가》. 창작과 비평사. ISBN 89-89722-21-7.
- 박찬수 (2003년). 《한국에서 쓴 일본 역사 이야기》. ISBN 89-8133-591-5.
- 구태훈 (2009년). 《일본사 파노라마》. ISBN 978-89-960676-3-4.
- 박석순; 손승철; 신동규; 서민교 (2005년). 《일본사》. 대한교과서 주식회사. ISBN 89-378-3082-5.
- 박정의 (2005년). 《일본의 사회와 문화》. 제이엔씨. ISBN 89-5668-170-8.
- 정형 (2009년). 《사진·통계와 함께 읽는 일본, 일본인, 일본 문화》. 다락원. ISBN 978-89-5995-427-8.
- 김육훈 (2007년). 《살아있는 한국 근현대사 교과서》. 휴머니스트. ISBN 978-89-5862-176-8.
- 홍진희 (2004년). 《일본의 문화와 생활》. 다락원. ISBN 89-8433-289-5.
- 김인현, 김정구 (2000년). 《현대 일본의 이해》. ISBN 89-467-8159-9.
- 마에다 히로미 (2008년). 《일본 문화》. 넥서스. ISBN 978-89-6160-022-4.
- 박정의 (2011년). 《일본·일본인의 이해》. 지식과교양. ISBN 978-89-94955-05-6.
- 이 문서에는 다음커뮤니케이션(현 카카오)에서 GFDL 또는 CC-SA 라이선스로 배포한 글로벌 세계대백과사전의 내용을 기초로 작성된 글이 포함되어 있습니다.

### 일본
- (일본어/한국어) 주대한민국 일본국 대사관
- (일본어/영어/중국어) 일본 수상 관저
- (일본어/영어) 일본 궁내청
- (일본어/영어) 일본 외무성
- (일본어/영어) 일본 내각부
- (일본어/영어) 총무성 통계국
- (일본어/영어) 정부 홍보 온라인
- (일본어/영어/중국어/한국어) 국립국회도서관

### 대한민국
- (일본어/한국어) 주일본 대한민국 대사관

### 그 외
- NHK 월드 한국어판
- (영어) 론리플래닛의 정보 (일본편)
- (영어) CIA의 세계정보 (일본편)

### 비공식 사이트
- 론리 플래닛 일본 정보 (신발끈여행사) 보관됨 2005-02-10 - 웨이백 머신
- 재팬피알닷컴 보관됨 2005-07-02 - 웨이백 머신
- 일본국제관광진흥기구